# أقضية تركيا
ولايات تركيا إحدى وثمانون وهي منقسمة إلى 957 قَضَاءٍ (بالتركية: قضا/kaza أو ايلݘه/ilçe).
تنقسم كل ولاية من ولايات تركيا إلى أقضية كثيرة أقلها ثلاثة وأكثرها تسعة وثلاثون، ويقع مركز الولاية في أحدها ويسمى القَضَاءَ المَرْكَزِيَّ (بالتركية: مركز قضا/merkez kaza). فإن وُجِدت في الولاية بلديةٌ كبرى صارت بمنزلة القضاء المركزي، وهي منقسمة أيضا إلى أقضية كثيرة تقابلها بلديات فرعية (أو قل بلديات صغرى). ويسمى المستخلَف على القضاء القائممقام (بالتركية: قايممقام/kaymakam) تستخلفه عليه الحكومة، سوى القضاء المركزي الذي يتولى أمره الوالي (بالتركية: والی/vali). وتسمى الأقضية باسم مراكزها كما أن الولايات تسمى باسم مراكزها في الغالب. 

## منطقة اسطنبول

### منطقة اسطنبول الفرعية

#### إسطنبول

أقضية اسطنبول

- السكان: 13,624,240
  - جزر الأمراء : 13,883
  - قرية أرناؤوط : 198,230
  - مدينة أتاشهير : 387,502
  - أوجيلار : 383,736
  - بغجيلار : 746,650
  - باغجلار : 600,900
  - قرية باقر : 220,663
  - مدينة بشاق شهر : 284,488
  - بيرم باشا : 269,709
  - بشكاتش : 187,053
  - بيقوز : 274,284
  - بيليك دوزو : 218,120
  - بك أوغلي : 248,206
  - بيوك جكمجة : 192,843
  - جتالجة : 63379
  - تشكمكوي : 183,013
  - إيسينلار : 461,382
  - سونيفارات : 500,027
  - أيوب : 345,790
  - الفاتح : 429,351
  - غازي عثمان باشا : 482.553
  - كنكورة : 309,135
  - قرية القاضي : 531,997
  - كاغد خانة : 419,865
  - قرتال : 440,887
  - كوخ تشاكماجي : 711,112
  - مال تابا : 452.099
  - بنديك : 609,535
  - سنجق تبه : 267,537
  - السرير : 287,309
  - شيلة : 28847
  - سلوري : 144,781
  - الشيشية : 320,763
  - السلطان بايلي: 298,143
  - السلطان غازي : 483,225
  - توزلا : 197,230
  - العمرانية : 631,603
  - أسكدار : 532,182
  - رأس الزيتون : 293,228

## منطقة مرمرة الغربية

### منطقة تكرطاغ الفرعية

#### تكرطاغ

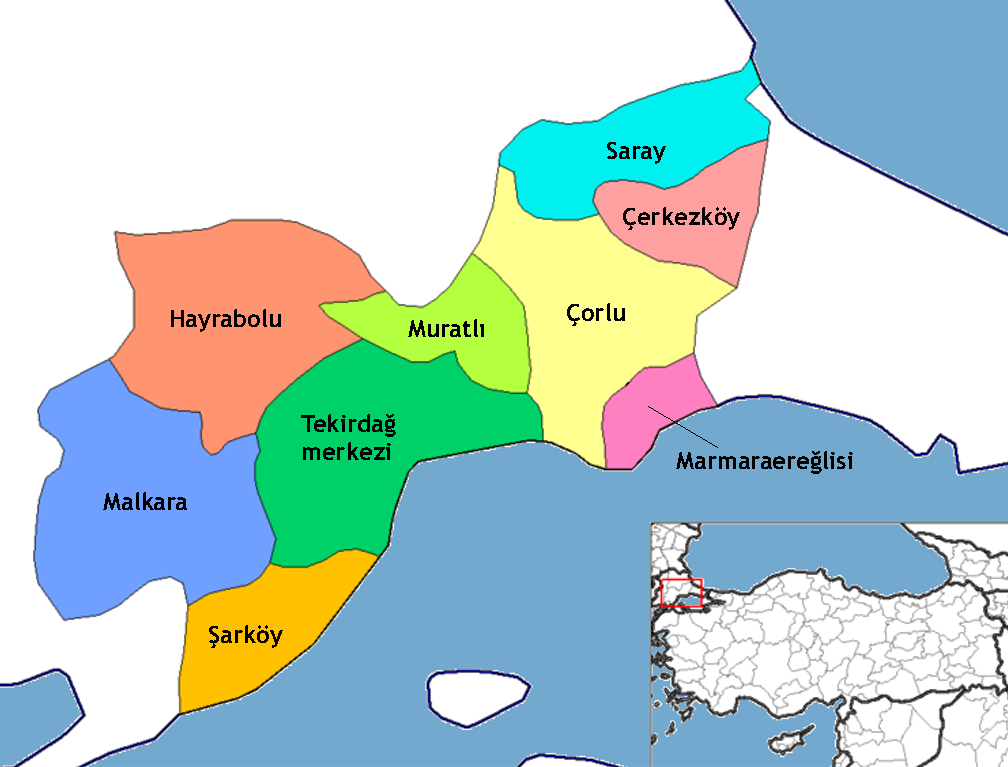
أقضية تاكيرداغ

- السكان: 829,873
  - تشيركاسي : 177442
  - تشورلو : 264.567
  - هيرابولو : 35817
  - ملكارا : 54,771
  - مرمرة أرغيليسي : 21,079
  - المرادلي : 26.010
  - نزل : 46,739
  - شاركواي : 30,286
  - تكيرداغ : 173,162

#### ولاية أدرنة

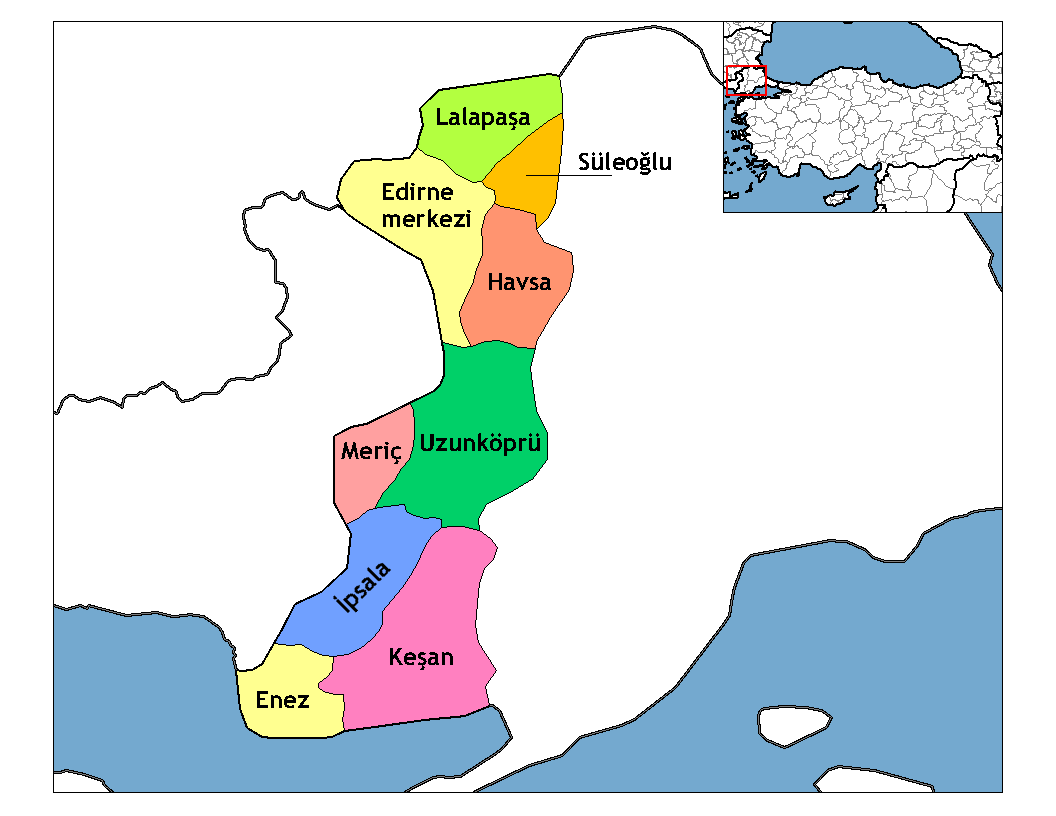
أقضية أدرنة

- السكان: 399,316
  - أدرنة : 158.929
  - أنيز : 11,066
  - حوضة: 20,477
  - إبصالة: 29,629
  - كشان: 80.010
  - لالا باشا: 7,706
  - مريج: 15.816
  - سولوغلو : 8,415
  - أوزونكوبرو : 67,268

#### قرقلر ايلي

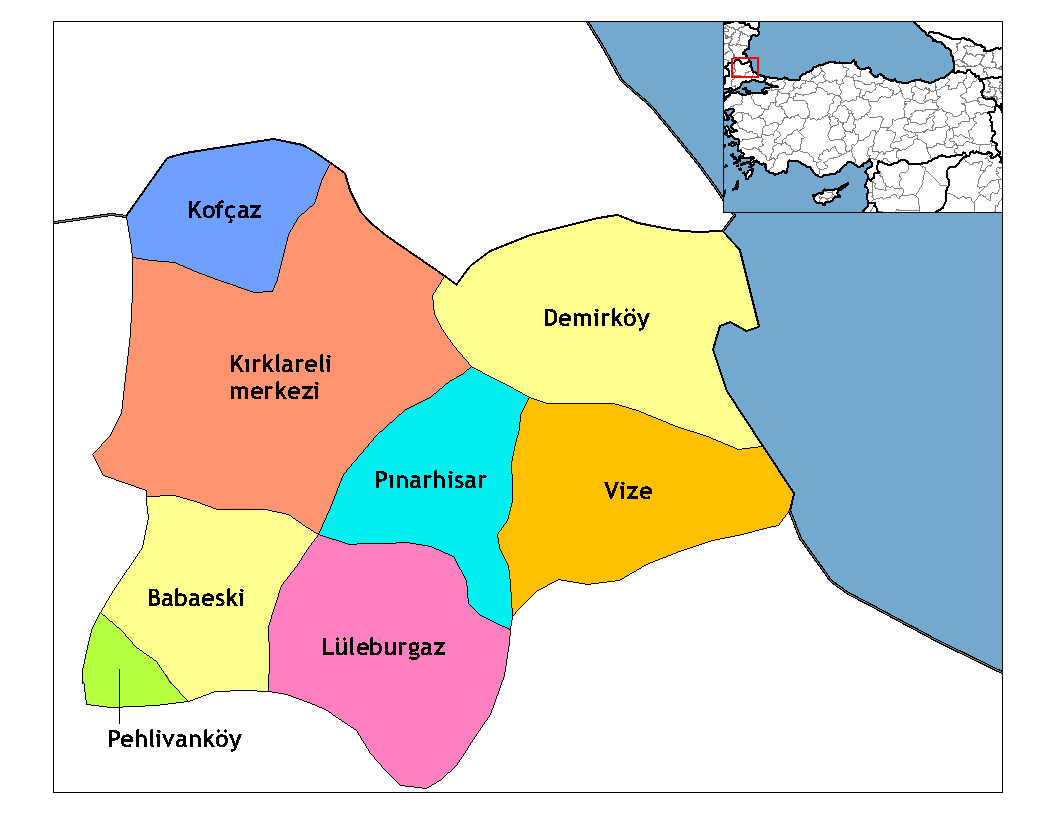
أقضية قرقلر ايلي

- السكان: 336,942
  - بابايسكي : 51,249
  - دمير كوي : 8.750
  - قرقلر ايلي : 87,798
  - كوفتشاز : 3001
  - لولبورغاز : 136.783
  - بهلوان كوي : 4,308
  - بينارهيسار : 19,699
  - التأشيرات : 28,611

### منطقةبالق أسيرالفرعية

#### ولاية بالي قصر

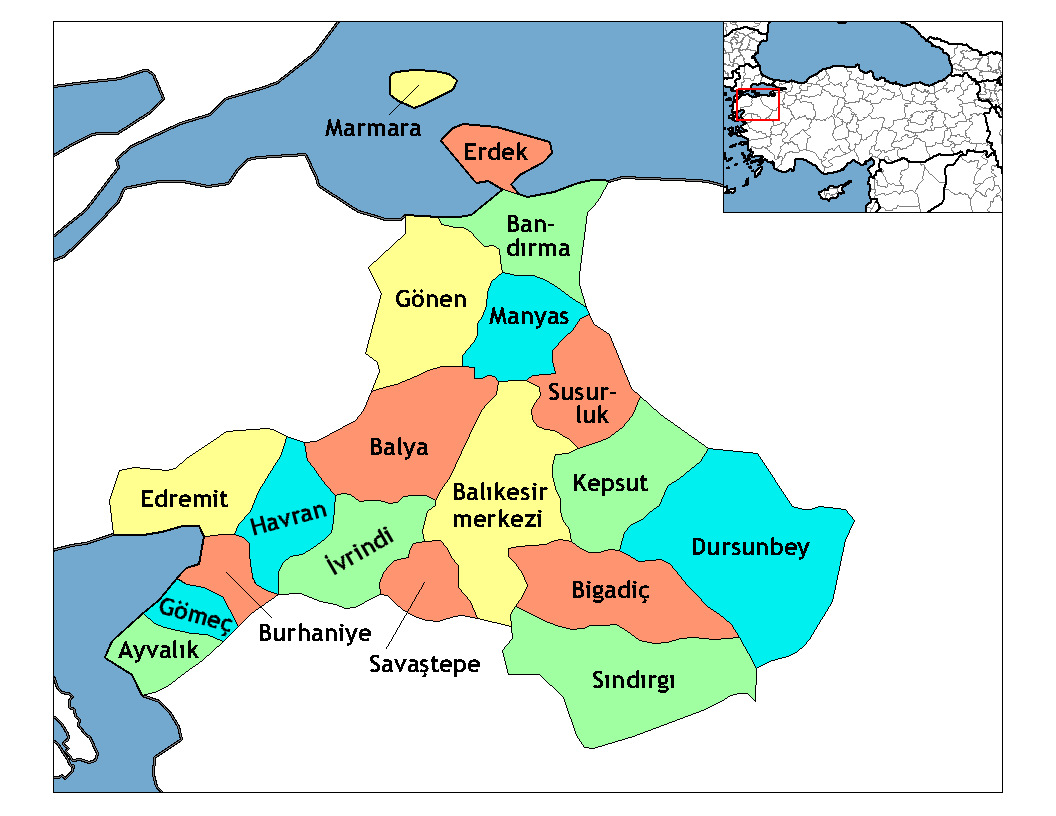
أقضية بالق أسير

- السكان: 1,154,314
  - آيوالق : 64,349
  - بالق أسير : 331,788
  - باليا : 14,716
  - بانديرما : 138,206
  - بيغاديتش : 48.993
  - برهانية: 51,910
  - دورسونبي : 42,740
  - الدخل : 125,018
  - أردك : 33,294
  - جوماتش : 11.795
  - غونن : 73.637
  - خواران : 28.050
  - ايفيرندي : 35,914
  - الكابسوت : 25,443
  - مانياس : 21,923
  - مرمرة : 8,206
  - ساواش تبه : 19818
  - سينديرغي : 37,446
  - سوسورلوك : 41,069

#### ولايةجنق قلعة

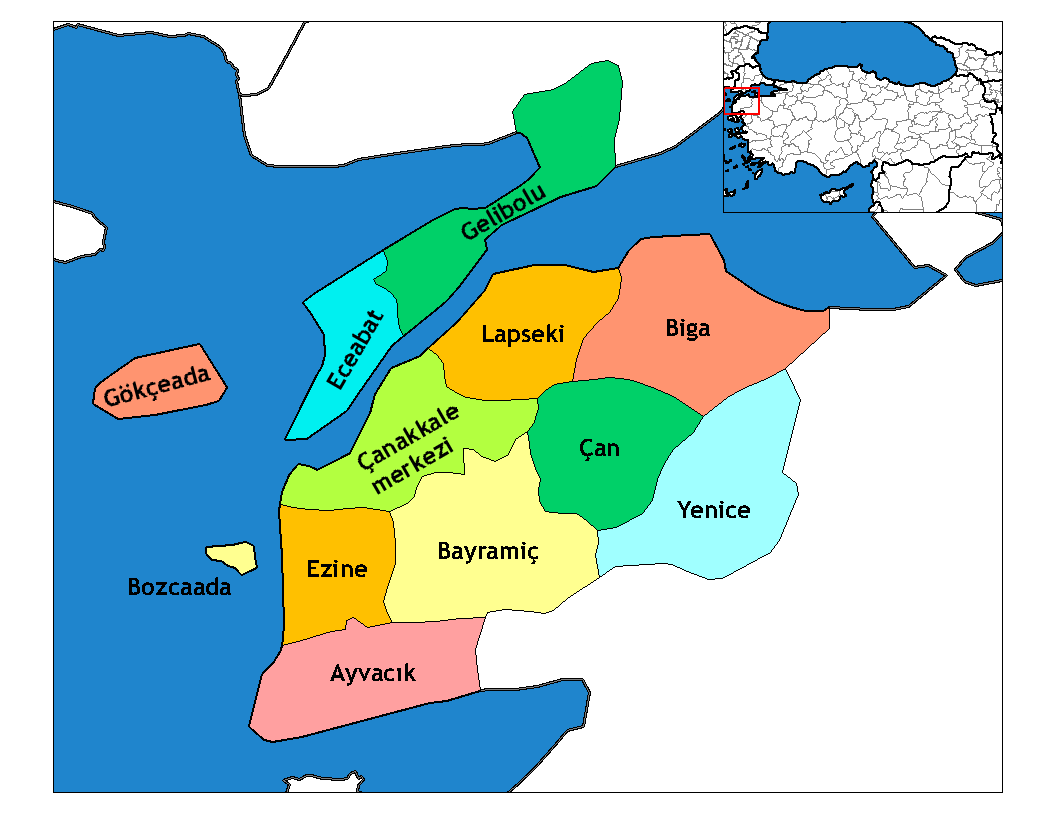
أقضية جنق قلعة

- السكان: 486,445
  - إيفاجاك : 30,285
  - بيرامك : 30,471
  - بيجا : 82,037
  - بوزجه آضه : 2,472
  - تشان : 50,227
  - قلعة جنق قلعة : 135,192
  - احتمالات : 9,088
  - الأزين : 32,128
  - كليبولو : 45,327
  - أمبروز : 8210
  - لابسكي : 25,952
  - ينيجا : 35.056

## منطقة بحر ايجه

### منطقة إزمير الفرعية

أقضية إزمير

- السكان: 3,965,232
  -     - ألياجا : 68,432
    - بالشوا : 77,941
    - بياندير : 41,105
    - التغيب : 309,147
    - بورنوفا : 418,837
    - بوجا : 436,989
    - شيجلي : 163,774
    - فوشا : 32,476
    - غازي أمير : 126,737
    - غزل بهشي : 25,335
    - كاراباغلار : 463,279
    - كارشياكا : 312,213
    - كمال باشا : 93,431
    - كوناك : 397,201
    - مندريس : 73,191
    - مينمين : 134.889
    - نارليدير : 65,478
    - سفيري حصار : 30,890
    - سلجوق : 34.643
    - التوربالي : 133.089
    - أورلا : 53,417

  - بيرغاما : 101,158
  - طاهر : 12,809
  - الينابيع : 33,931
  - ديكيلي : 34,358
  - إزمير : 3,492,494
  - قارابورون : 8,848
  - كانيك : 28,104
  - كيراز : 44,587
  - أوديميش : 129,968
  - ثلاثة عشر : 78,975

#### ولاية أيدين

أقضية أيدين

- السكان: 999,163
  - أيدين : 255,292
  - بوزدوغان : 35.345
  - بخاركنت : 12,461
  - الصينية : 52,167
  - ديدم : 58,752
  - الجورمانجيك : 43.024
  - أنهرليوا : 44.075
  - قره جاسو : 20.074
  - كاربوزلو : 11,958
  - كوشارلي : 25,109
  - كوشيك : 27,231
  - کوش آداسی : 88,464
  - كويوجاك : 28,724
  - النزيللي : 146,624
  - سوك : 115,692
  - السلطان حصار : 21.093
  - يني بازار : 13.078

#### ولاية دنزلة

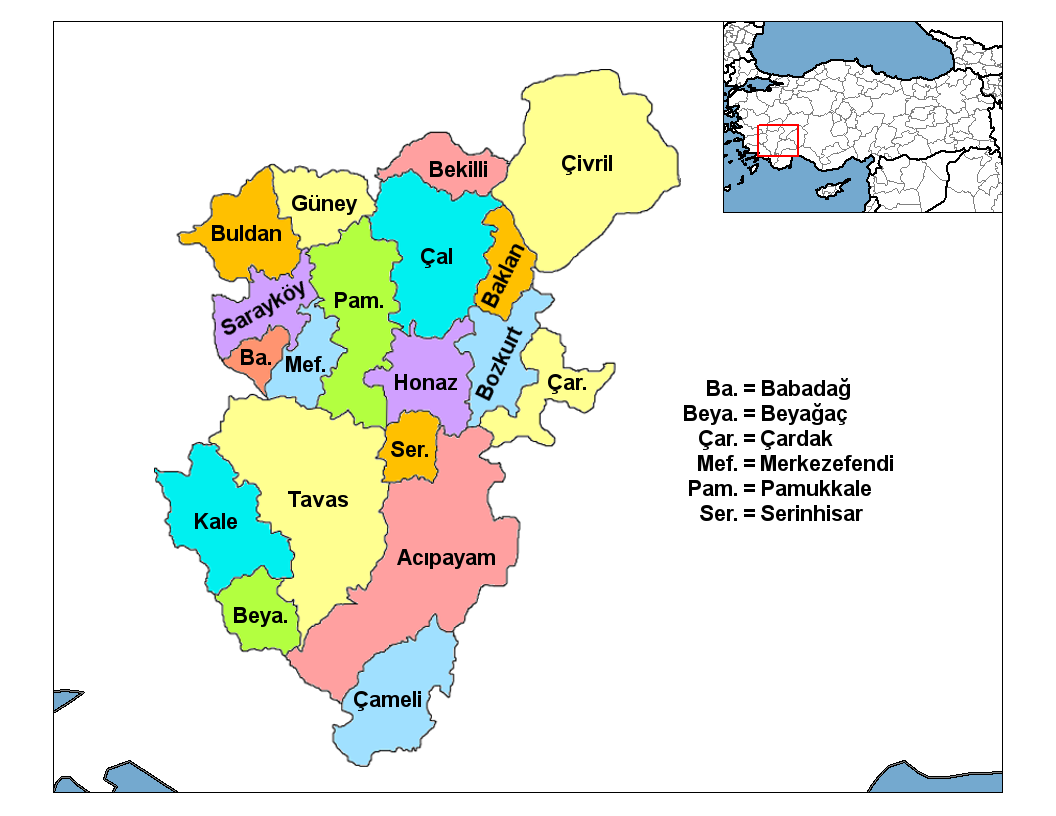
أقضية دنيزلي

- السكان: 942,278
  - دنيزلي : 540.989
  - شيفيل : 61,495
  - أجيبايام : 57,173
  - تافاس : 49,187
  - الفنادق : 29,842
  - هوناز : 31,731
  - بولدان : 27,135
  - تشال، تركيا : 21.764
  - الحصن : 21,406
  - ياسمين : 19,730
  - سرين حصار : 15,109
  - جونا : 11,206
  - بوزكورت : 11,924
  - شارداك : 9,472
  - بيكيلي : 8.027
  - باباداغ : 7,418
  - الأبرياء : 7,083
  - البقلان : 6,121
  - آق كوي : 5,466

#### ولاية مغلة

أقضية موغلا

- السكان: 838,324
  - فتحية : 192,886
  - بودروم : 130,990
  - ميلاس : 127.094
  - مغلة : 97,207
  - مارماريس : 81,910
  - ياتاغان : 45,735
  - أورطاجا : 42,920
  - دالامان : 34,815
  - كويجيغيز : 33,331
  - الأول : 23,438
  - داتشا : 17,004
  - كافاكاليدري : 10,994

### منطقة مانيسا الفرعية

#### ولاية مانيسا

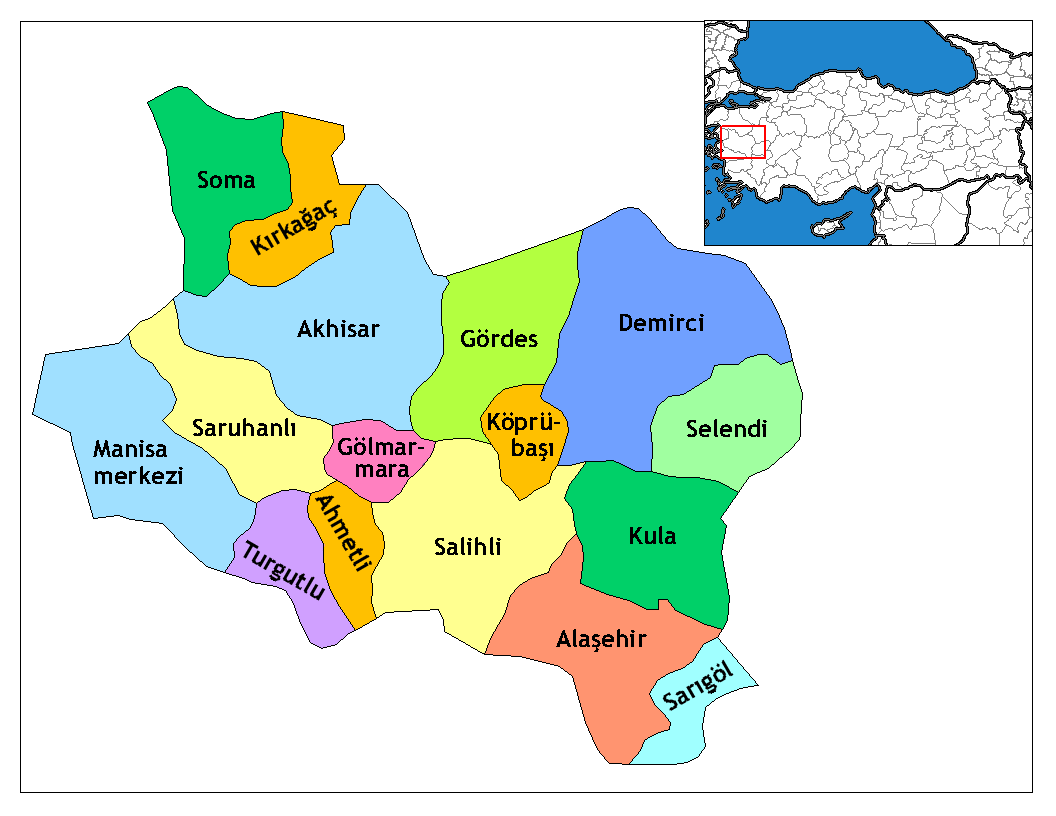
أقضية مانيسا

- السكان: 1,340,074
  - مانيسا : 349,236
  - المختصرات : 159,650
  - الصالحي : 155,446
  - تارغوتلو : 143,990
  - سوما : 102,642
  - الأشهر : 99,110
  - ساروهانلي : 54,343
  - الدمرجي : 49.562
  - كاريك الحطب : 47,165
  - الكولا : 47,030
  - ساريجال : 36,366
  - جورد : 30,857
  - ساليندي : 22,646
  - الأحمدلي : 16,373
  - جول مرمرة : 15,749
  - كوبروباشي : 9,907

#### ولاية افيون قره حصار

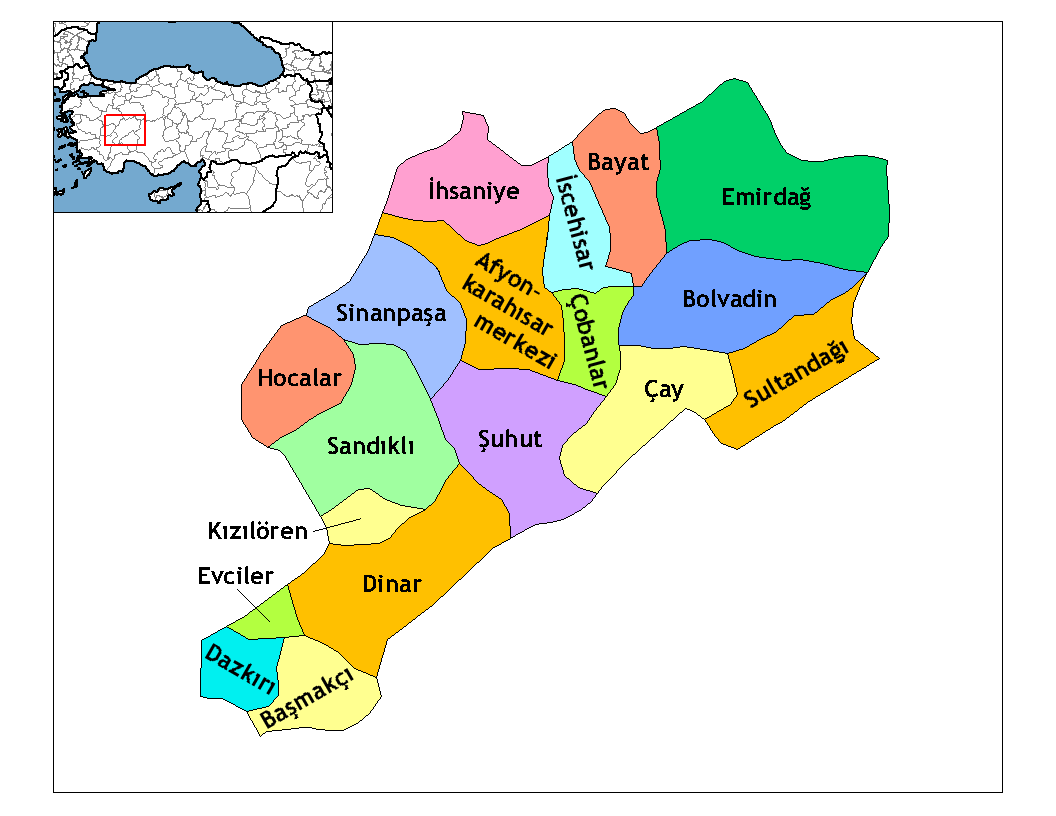
أقضية الأفيون قراهيسار

- السكان: 698,626
  - أفيون قره حصار : 255,334
  - ساندكلي : 59.040
  - الدينار : 48,777
  - بولوادين : 45,263
  - سنان باشا : 41.712
  - أميرداغ : 40,936
  - شوهوت : 38,860
  - شاي أفيون قراهيسار : 33,953
  - الحسنات : 28,407
  - إسجا حصار : 24,112
  - السلطان داغي : 17,026
  - جوبانلار : 13,538
  - الدازكيري : 11,260
  - هوجلار : 10895
  - البشمكجي : 10,737
  - البيات : 8,066
  - أوجيلار : 8,009
  - كيزيلوري : 2,701

#### ولاية كوتاهيا

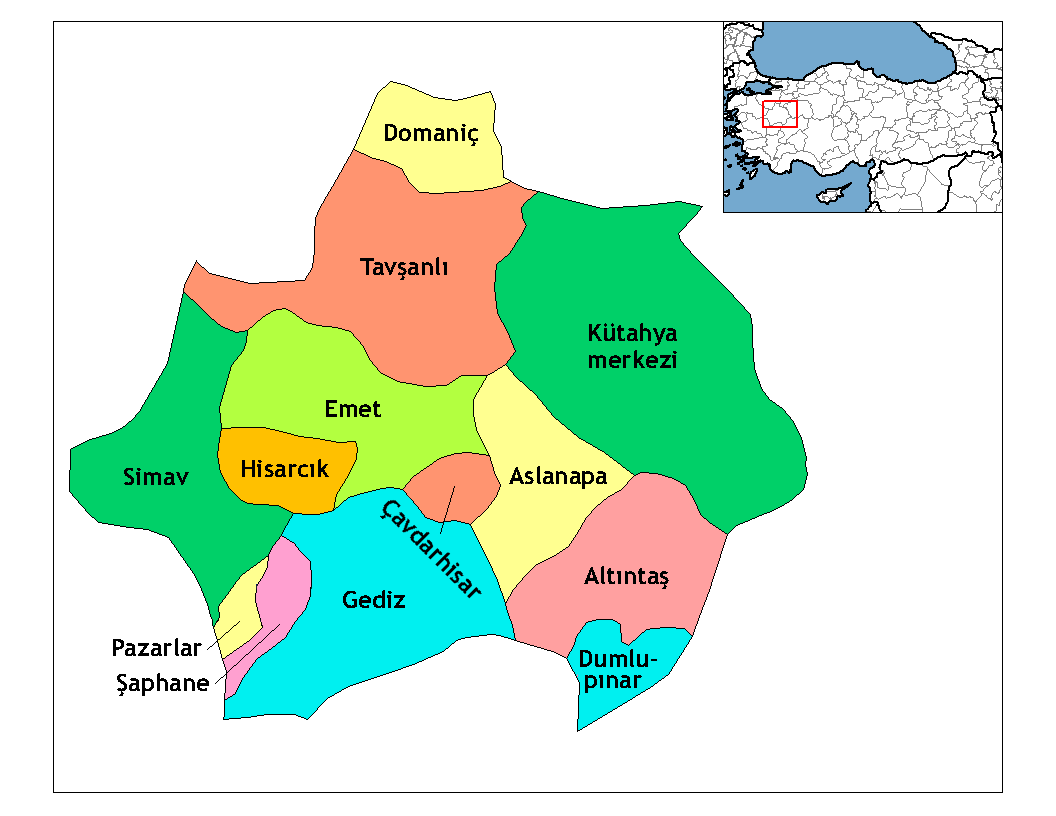
أقضية كوتاهيا

- السكان: 564,264
  - النقص : 237,804
  - تافشانلي : 101,001
  - سيماو : 67,786
  - جيديز : 51,291
  - الأمة : 22,428
  - ألتينطاش : 18,026
  - دومانيش : 16.425
  - حصار جاك : 14,225
  - أصلانابا : 10.900
  - شادور حصار : 7,969
  - المحلات التجارية : 7,500
  - بازارلار : 5,803
  - دملوبينار : 3,106

#### ولاية عشاق

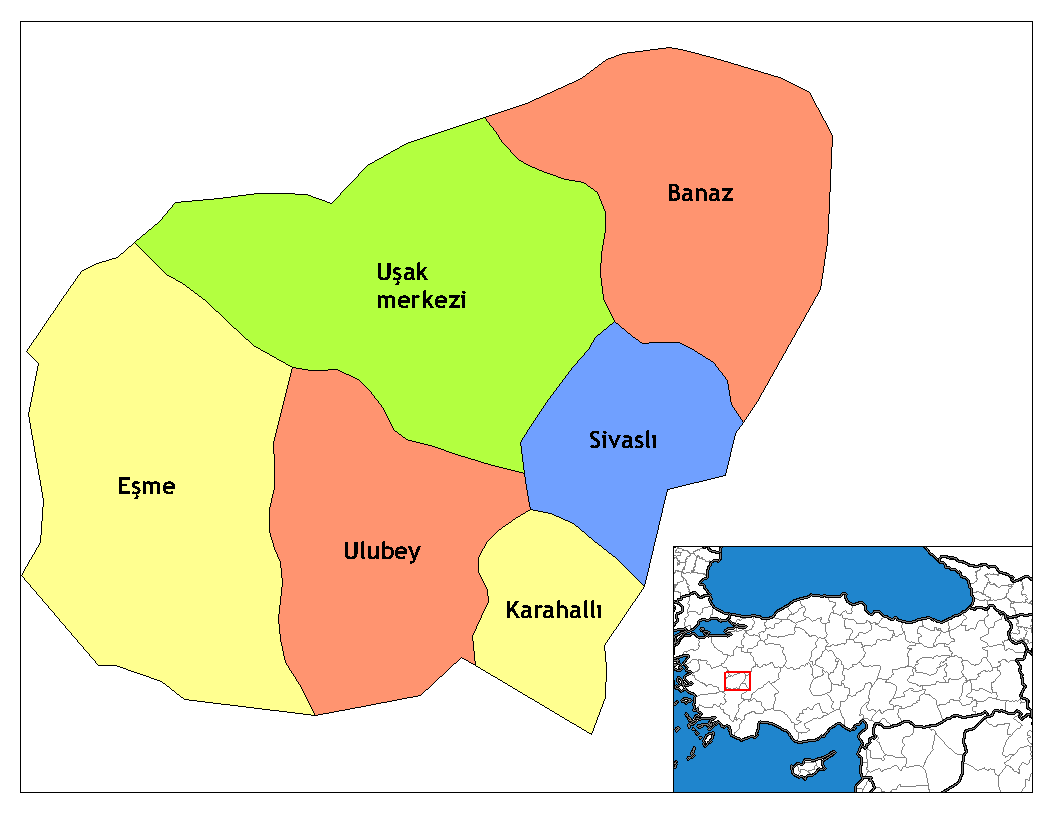
أقضية العشاق

- السكان: 339,731
  - العشاق : 218,953
  - بناز : 37,405
  - عشمي : 36,246
  - سيفاسالي : 21,520
  - أولوب : 14,254
  - كارا هالي : 11,353

## منطقة مرمرة الشرقية

### منطقة بورصة الفرعية

#### ولاية بورصة
- السكان: 2,652,126
  - بورصة : 2,017,534
    - عثمان غازي : 789.575
    - يلدريم : 626.669
    - نيلوفار : 316.753
    - جومليك : 101,590
    - مودانيا : 73,639
    - جورسو : 60,884
    - قشتالة : 48,424

  - أنغولا : 225,472

أقضية مدينة بورصة

  - مصطفى كمال باشا (المدينة) : 100,727
  - الإيجار : 79,736
  - أورخان غازي (مدينة) : 75,354
  - يني شهر : 52,079
  - أوزنيك : 44.010
  - أورهانلي : 23,099
  - كاليه : 14.327
  - بويوكور خان : 12,256
  - هارمانجيك : 7,532

#### ولاية مدينته

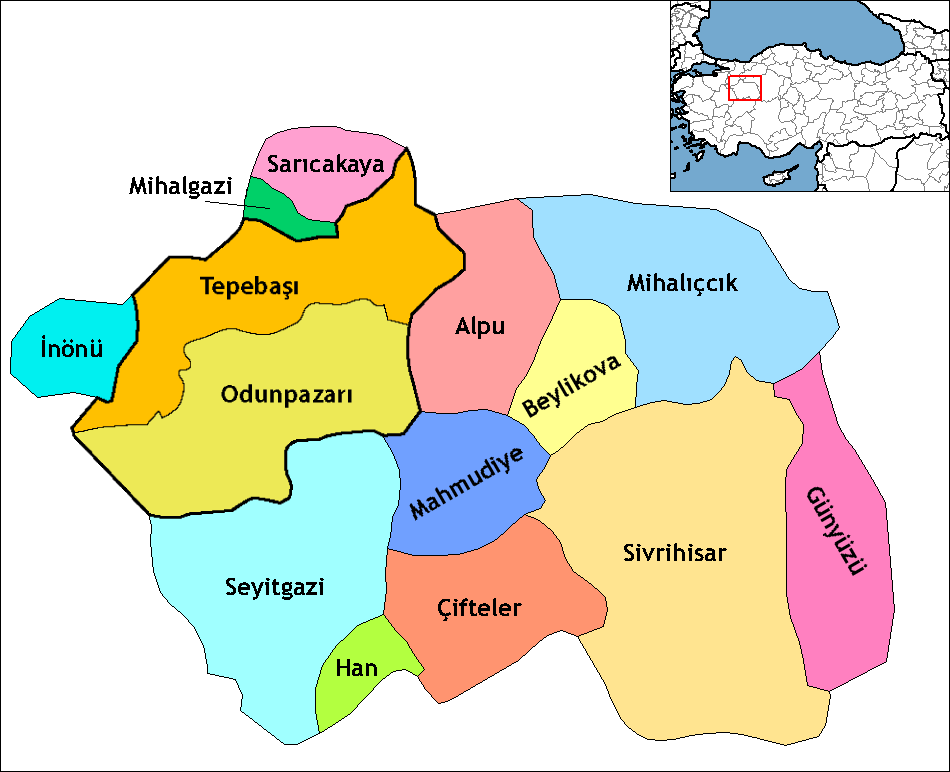
أقضية مدينتها

- السكان: 781,247
  - مدينته : 662,468
    - أودون بازاري : 365.764
    - تابيباشي : 296,704

  - سيوري حصار : 23,423
  - سيد غازي : 15,783
  - الزعيم : 16,392
  - ألبو : 12,757
  - الجدري : 8,654
  - المحمودية : 8,654
  - جونيوزو : 6,716
  - أنونو : 7,230
  - بيليكوفا : 6557
  - ساريجاكايا : 5,353
  - مهال غازي : 3,699
  - خان : 2,187

#### ولاية بلجيكا

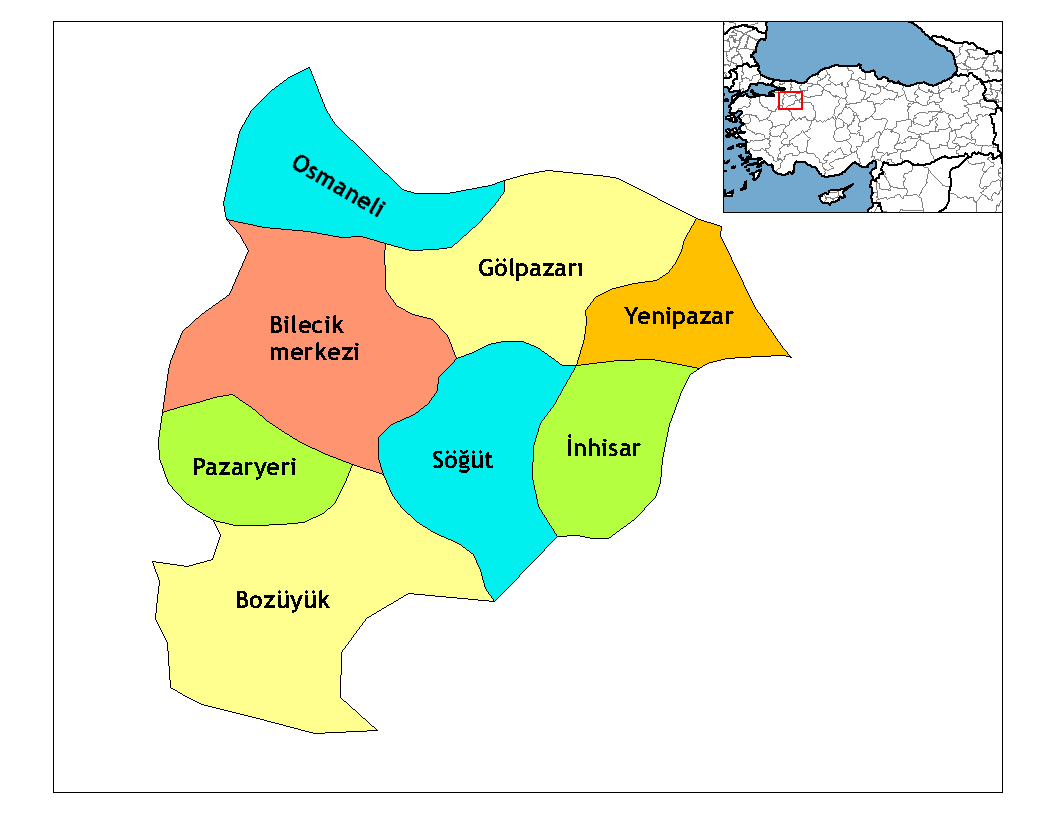
أقضية بلجيكا

أقضية القجيلي

- السكان: 203,849
  - بوزوفيتش : 67459
  - البلجيكية : 65,459
  - العثمانيلي : 21,299
  - سوغوت : 20,280
  - جولبزاري : 11,504
  - البازار : 11,383
  - يني بازار : 3,454
  - المُعالون : 2,946

- السكان: 1,601,720
  - عدد السكان : 322,588
  - جبزي : 314,122
  - الدارجة : 152.542
  - جولجوك : 141,926
  - كورفيز : 135,692
  - متأخر : 126,675
  - قيراط باي : 96,585
  - تشيروا : 93,640
  - باشيسكيله : 70,835
  - قره مرسل : 52,501
  - كانديرا : 49.554
  - ديلافاسي : 45.060

#### ولاية سكاريا

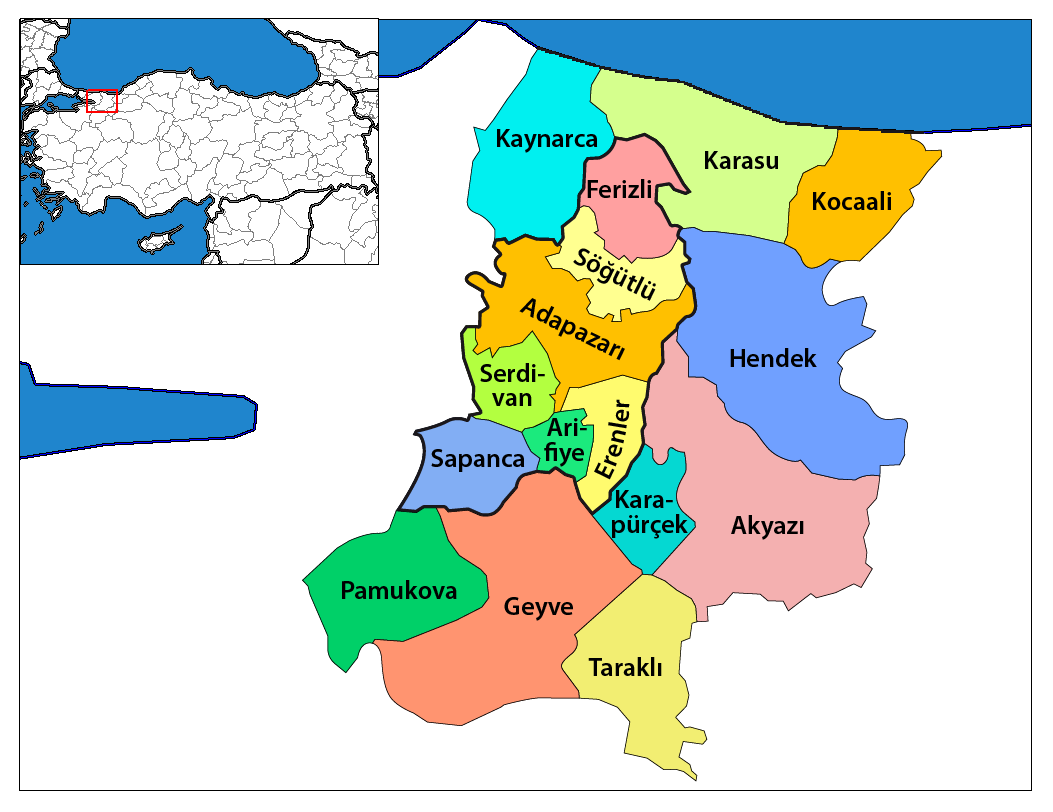
أقضية سكاريا

- السكان: 888,556
  - سكاريا : 657,799
    - ادابازاري : 251,680
    - سردوان : 97.044
    - اكيازي : 83,497
    - أرينالار : 75.682
    - الخندق : 73,918
    - سبانجا : 38,089
    - العافية : 37,889

  - كاراسو : 53,928
  - المعطى : 46,892
  - باموكا : 26,978
  - فريسلي : 23,654
  - كيناراجا : 23,290
  - كوتشالي : 22,203
  - سوغوتلو : 14,229
  - كارا بورتشاك : 12,311
  - الطرقلي : 7,272

#### ولاية دوزجي

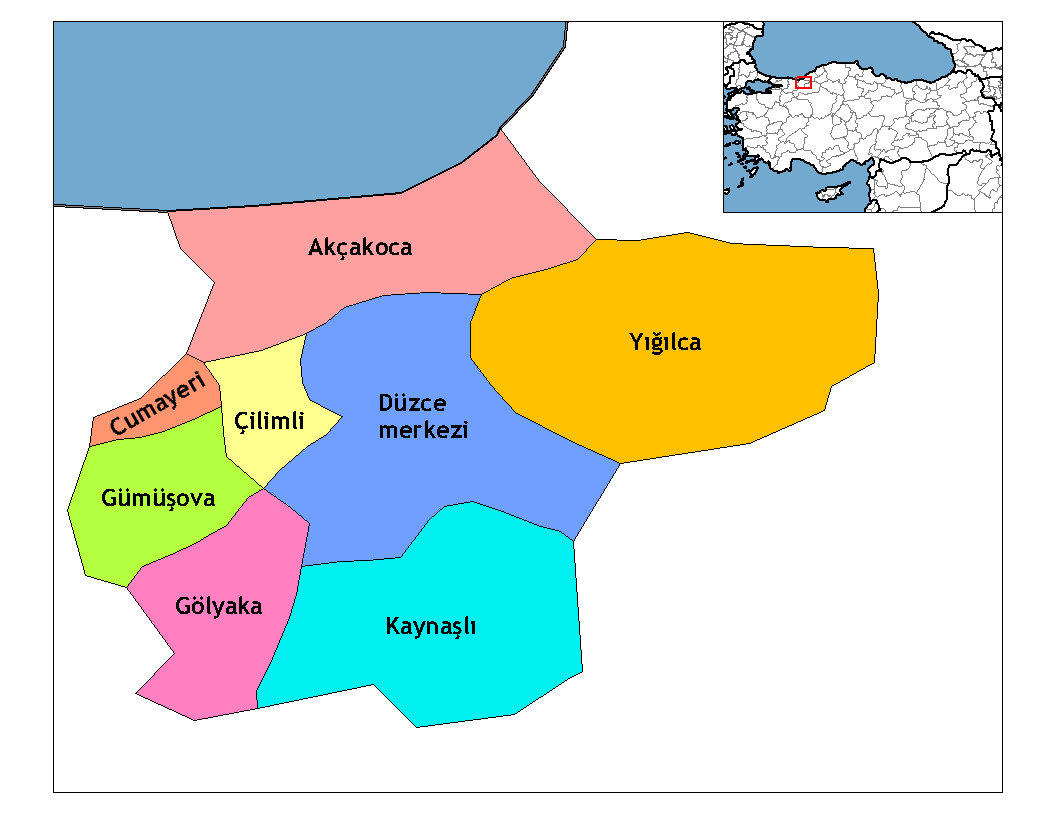
أقضية دوجي

- السكان: 342,146
  - الرقم : 203,095
  - اكتشاكوشا : 37,119
  - كينشلي : 20,485
  - جول ياكا : 20,148
  - يغيلجة : 17.011
  - تشيلاميلي : 16,775
  - جوموشوفا : 14626
  - الجميري : 12887

#### ولاية بولو

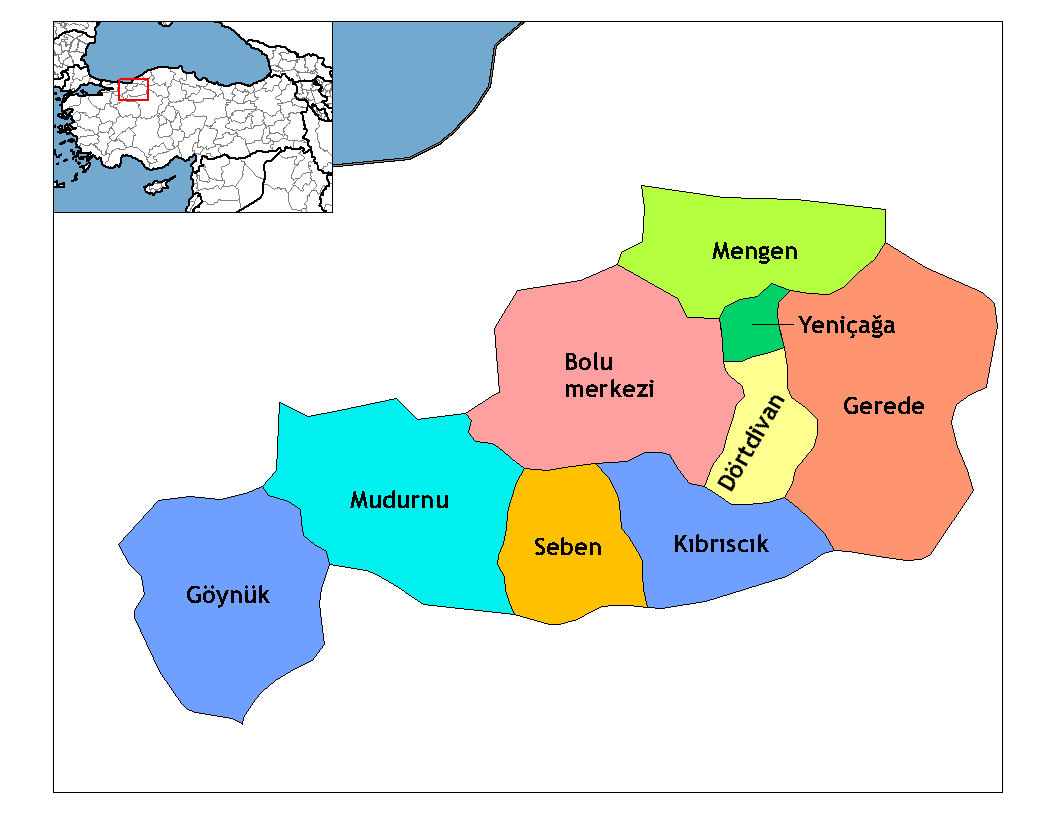
أقضية بولو

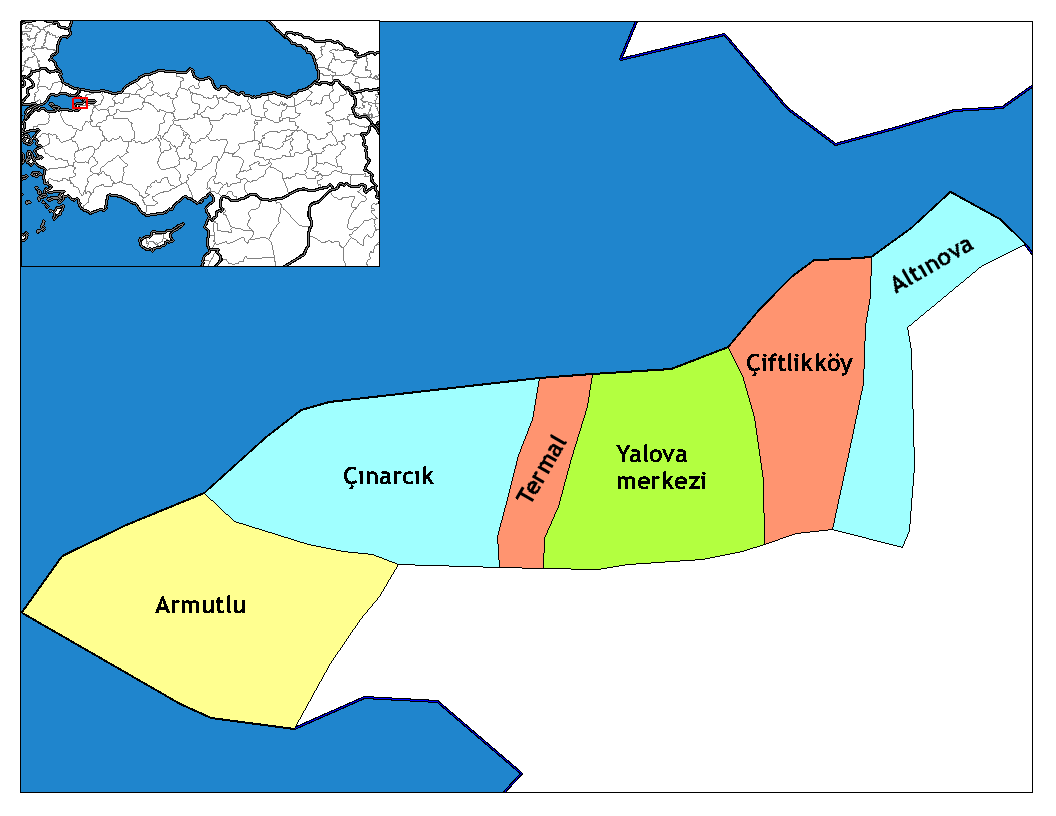
أقضية يالوا

- السكان: 276,506
  - قل : 167,343
  - جاردا (المدينة) : 34818
  - مودورنو : 20,528
  - جوينوك : 15,935
  - مانجين : 14,091
  - يني تشاغا : 7,625
  - درة الديوان : 6,808
  - الصابئة : 5,874
  - قبرص جاك : 3,484

- السكان: 206,535
  - يالوفا : 118,998
  - الرئيس تاليكوي : 27,640
  - شينارجيك : 24,488
  - ألتينوفا : 22686
  - أرموتلو : 7,823
  - الحراري : 4,900

## الأناضول الغربية

### منطقة أنقرة الفرعية

#### ولاية أنقرة

أقضية أنقرة

- السكان: 4,890,893
  - أنقرة : 4,584,161
    - كيتشوريان : 831,229
    - تشانكايا : 813,339
    - حوالي : 668,586
    - ماماك : 558,223
    - سنجان : 468,129
    - اتيميسكوت : 414,739
    - التنداغ : 365,915
    - بورساكلار : 114,833
    - جولباشي : 105,006
    - تشوبوك : 82,156
    - المداغ : 44,140
    - قازان : 42.090
    - المجموع : 26,780
    - أعلاه : 18,861
    - فورت جاك : 16,969
    - عياش : 13,166

  - بولاتلي : 119,510
  - بيبازاري : 47.018
  - شرفليكوج حصار : 36,071
  - هايمانا : 32,705
  - ناليهان : 30,351
  - حمام قزلجة : 24,966
  - الشفق : 8,891
  - شامليدير : 6,993
  - النساء : 3,227

### منطقة قونية الفرعية

#### ولاية قونية

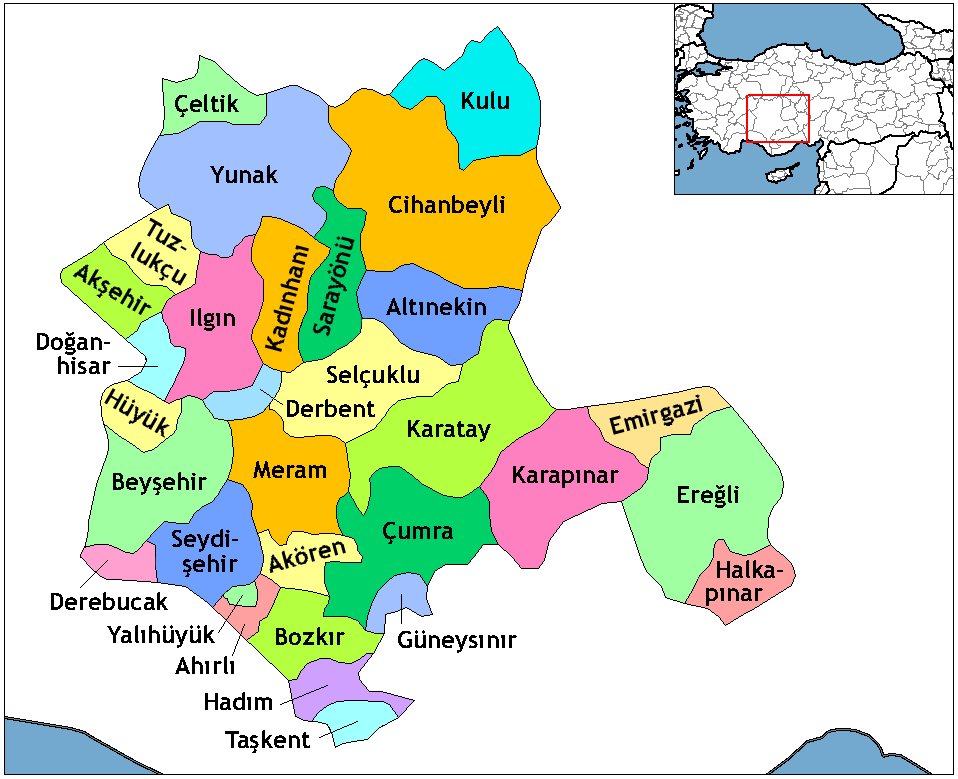
أقضية قونية

- السكان: 2,038,555
  - قونية : 1,122,007
    - سلشوكلو : 529.514
    - ميرام : 321,058
    - قره طي : 271,435

  - الأرجلي : 136,346
  - الرسائل : 94,886
  - بشهر : 69,966
  - شومرة : 64,597
  - سيدي شهر : 64,088
  - جهانبلي : 59,342
  - الجين : 58,005
  - كولو : 55,573
  - قره بينار : 48.094
  - كادينهاني : 33.659
  - بوزكير : 29,914
  - ساراي أونو : 27,433
  - أوناك : 26,653
  - دوغان حصار : 20.940
  - هويك : 18,212
  - خادم، تركيا : 15,374
  - التنكين : 14,362
  - تشالتاك : 10,791
  - جونيسينار : 10,181
  - أمير غازي : 9,609
  - دربوجاك : 9,355
  - طشقند، تركيا : 7,753
  - توزلوكتشو : 7,477
  - الجوزة : 7,042
  - دربند : 5,020
  - الحيرلي : 5,016
  - دائرة بينار : 4,831
  - يليهويوك : 2,029

#### ولاية كارامان

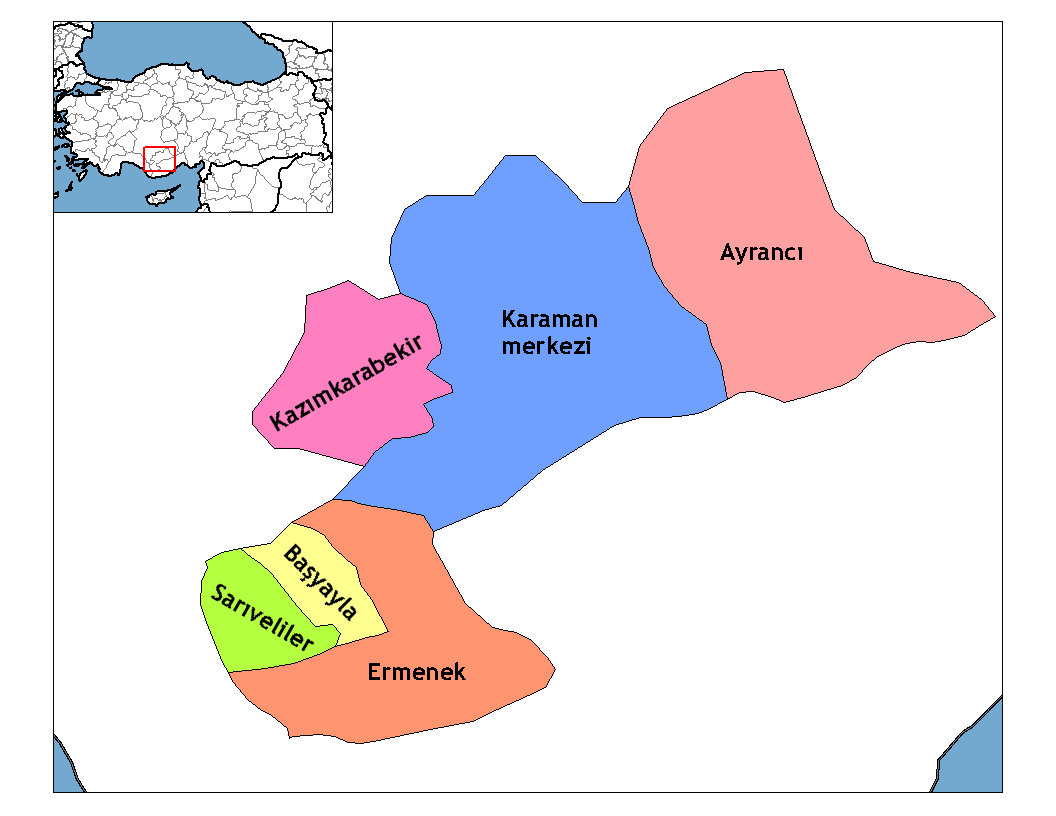
أقضية كارامان

- السكان: 234,005
  - كرمان : 172,854
  - الأرمينية : 30,361
  - ساريفيللار : 12,783
  - إيرانجي : 9,186
  - باشيلة : 4,497
  - كاظم قره بكر : 4324

## منطقة البحر الأبيض المتوسط

### منطقة أنطاليا الفرعية

#### ولاية أنطاليا

أقضية أنطاليا

- السكان: 2,043,482
  - أنطاليا : 1,088,044
    - مراد باشا : 431,348
    - النسخ : 419,997
    - قونية ألتي : 127.084
    - الأقصى : 65,303
    - دوشميالاتي : 44,272

  - ألانيا : 259.787
  - مانافجات : 193,738
  - المجموع : 109,479
  - كوملوجا : 65,923
  - كاش، تركيا : 53,588
  - كوكوتيلي : 51.051
  - غازي باشا : 48,184
  - فينيك : 46,256
  - كومار (تركيا) : 38302
  - المالية : 37,901
  - دامارا : 25,384
  - أكساكي : 14358
  - جوندوغاموش : 8,451
  - العبادي : 3076

#### ولاية إسبرطة

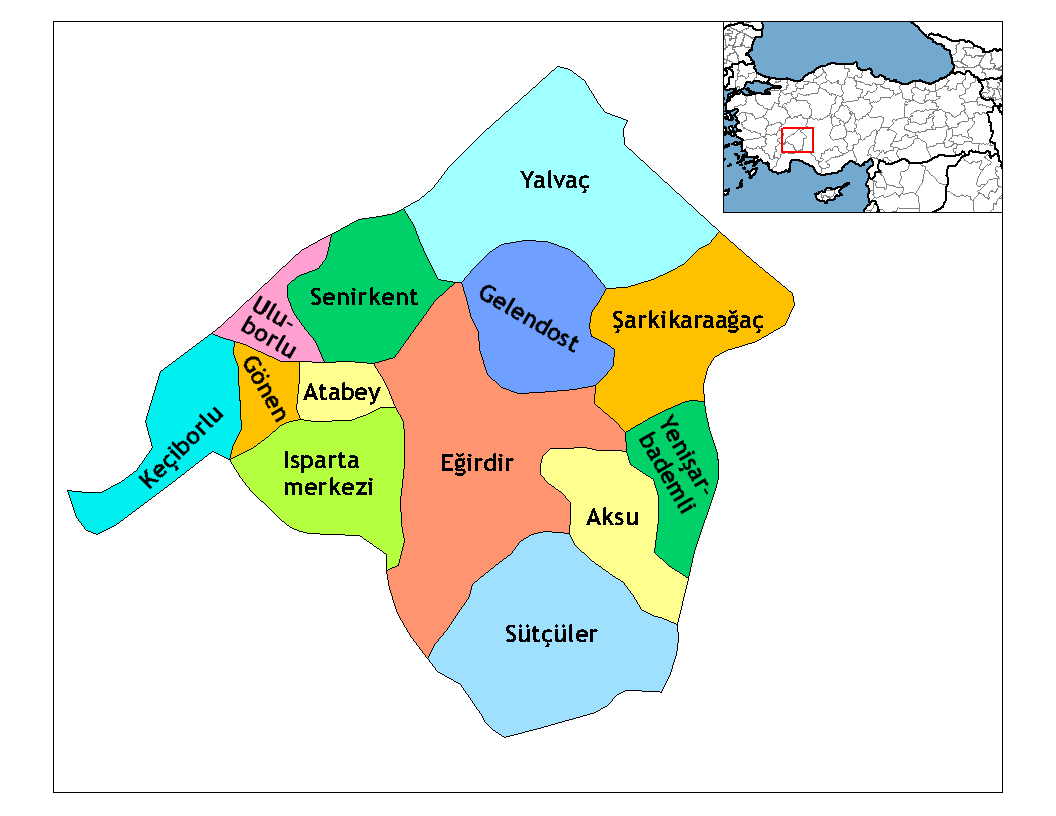
أقضية سبارتا

- السكان: 411,245
  - إسبرطة: 213.511
  - يلواج: 52,034
  - أغيردير : 34,138
  - شرقي قرة أغاج: 27.093
  - أصدقاء جاليون : 16,901
  - كيشيبورلو : 14,894
  - سنركند: 12.812
  - سوتشولر : 11,739
  - كونان: 7,818
  - أولوبوري : 7,247
  - العتاب : 5,770
  - أقسو (إسبرطة): 4,965
  - يني شار بادملة: 2,323

#### ولاية بوردور

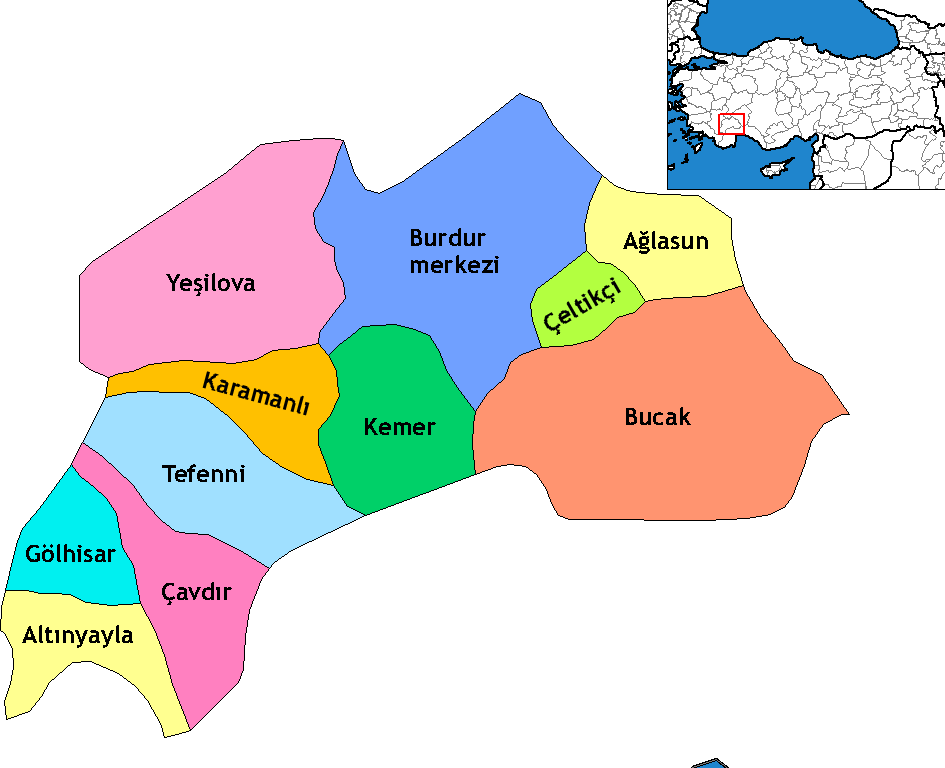
أقضية بوردور

- السكان: 250,527
  - بوردور : 94,842
  - بوجاك : 61,429
  - جول حصار : 21.077
  - يشيلوفا : 17414
  - شودري : 12,959
  - تيفيني : 10,106
  - إغليسون : 9,047
  - القرمانلي : 8,070
  - تشالتاكشي : 5,845
  - ألتينيلا : 5,844
  - الخصر : 3,894

### منطقة أضنة الفرعية

#### ولاية أضنة

أقضية أضنة

- السكان: 2,108,805
  - أضنة : 1,662,520
    - سيحان : 757,928
    - أوري غير : 426,379
    - تشوكوروفا : 331.307
    - ساريشام : 124,205
    - قره العسلي : 22,701

  - جيهان : 158,377
  - كوزان : 127,804
  - إمام أوغلو : 30,105
  - قره طاش : 21,203
  - بوزانتي : 20,147
  - وهمية : 18,724
  - عمر طلق : 18,266
  - عاصفة بيلي : 17,481
  - سايم بيلي : 17,104
  - الأضاغ : 17,074

#### ولاية مرسين

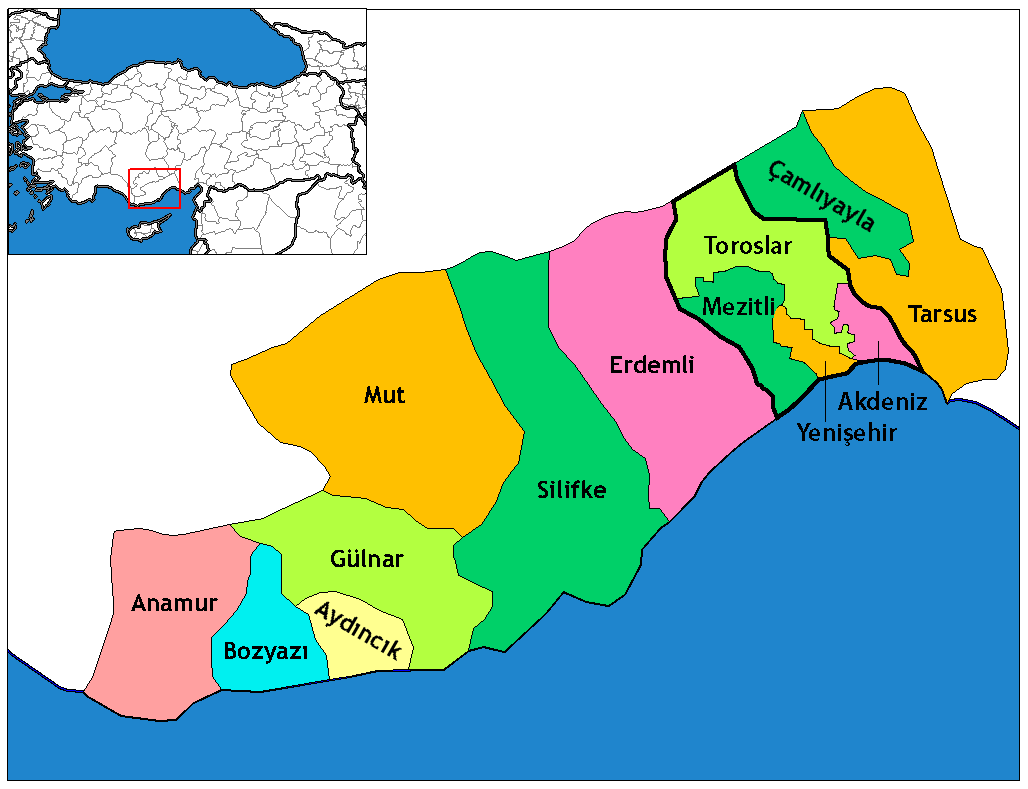
أقضية مرسين

- السكان: 1,667,939
  - مرسين : 1,224,093
    - طرسوس : 316,925
    - أكدنيز : 280,720
    - توروسلار : 277,437
    - مدينة يني : 203,768
    - المزيتلي : 145,243

  - الأردميلي : 128,016
  - سيليفكي : 114,885
  - الوفيات : 63,136
  - أنامور : 63,121
  - جلنار : 27,450
  - البوزيازي : 26,777
  - أيدينجيك : 11,424
  - تشاماليالا : 9,037

#### ولاية هاتاي

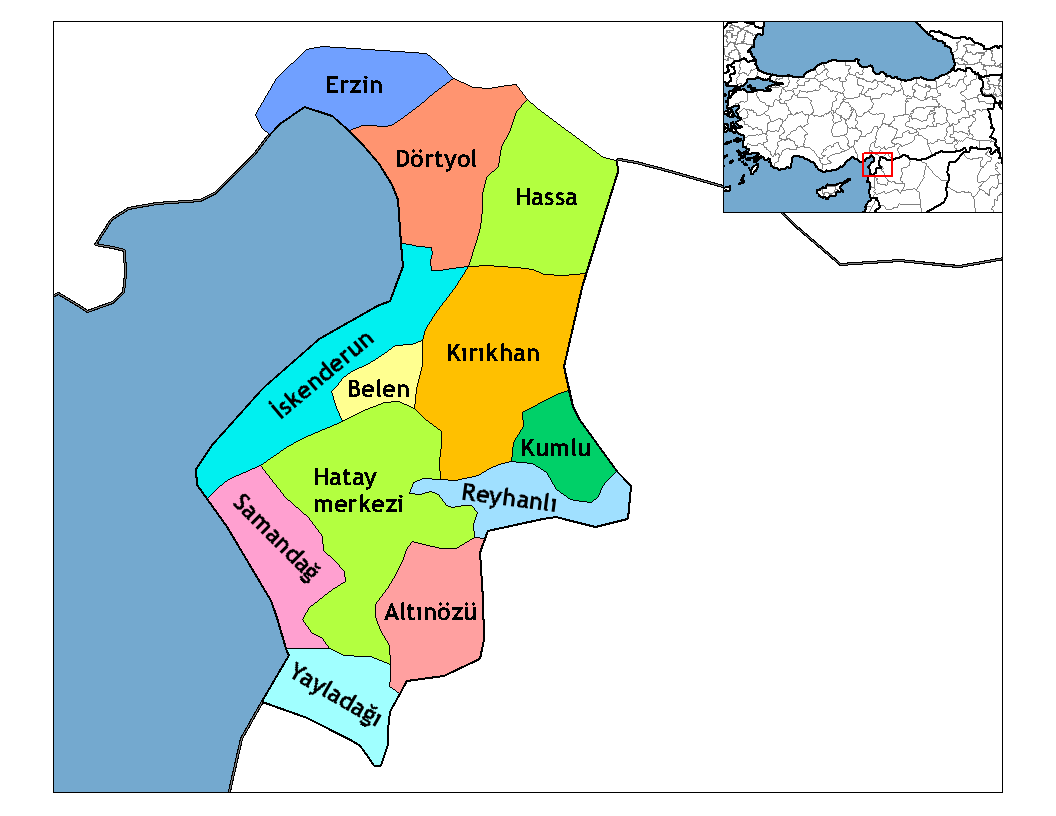
أقضية حتا

- السكان: 1,474,223
  - أنطاكية : 464,947
  - سكاندرون : 317,751
  - المرتبة : 149,471
  - السمع : 129,424
  - كريخان : 104.779
  - الريحانية : 87.877
  - ألتينوزو : 60,198
  - الأحساء : 54,261
  - أورزين : 40,228
  - بالون : 29,549
  - كوملو : 13,156
  - يالا دقلي : 11,824

#### ولاية قهارمان مرعش

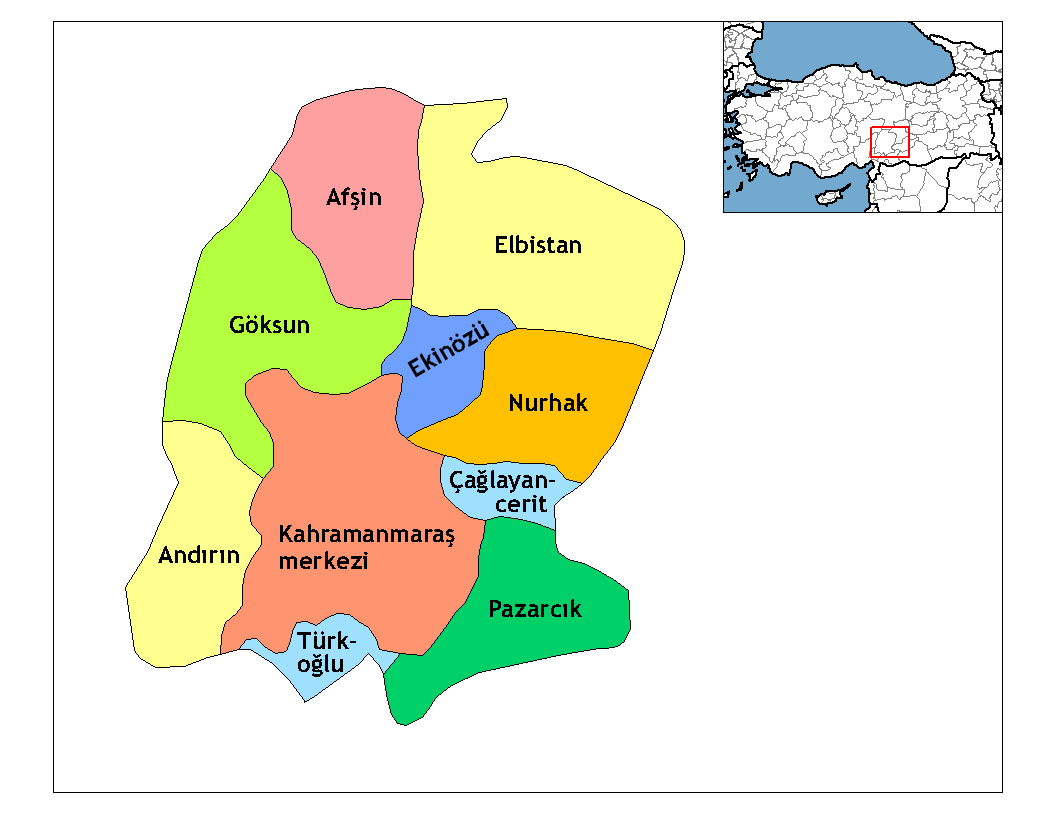
أقضية قهرمان مرعش

- السكان: 1,054,210
  - قهرمان مرعش : 545,704
  - البستان : 137,046
  - أفشين : 84,244
  - بازارجيك : 73,227
  - توركوغلو : 65,172
  - جوكسون : 54.024
  - الهنود : 38,074
  - رجال الإطفاء : 26,257
  - أكينوزو : 14,363
  - نورهوك : 14099

#### ولاية العثمانية

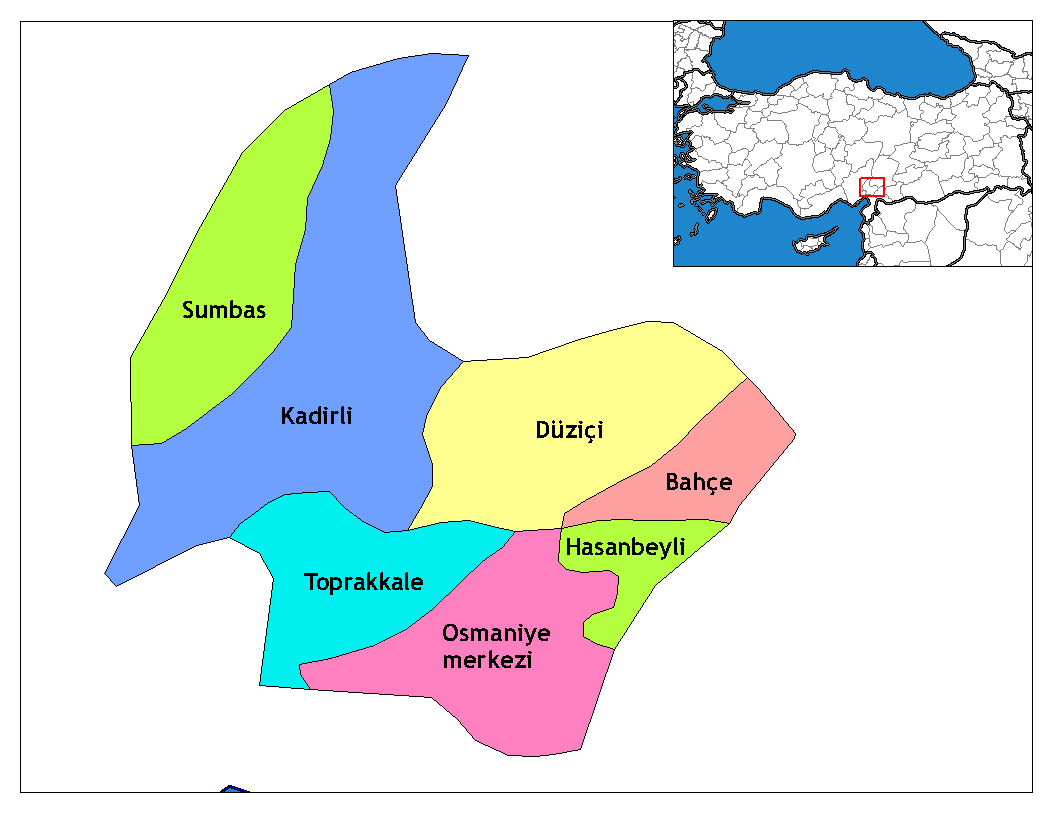
أقضية العثمانية

- السكان: 485,357
  - العثمانية : 234,901
  - قادرلي : 116,644
  - دوزيتشي : 77,599
  - الحدائق : 20,900
  - سومباس : 15,463
  - قلعة طبرق : 15,361
  - حسن بيلي : 4,489

## منطقة الأناضول الوسطى

### منطقة قلعة قريق الفرعية

#### ولاية قريق قيلة

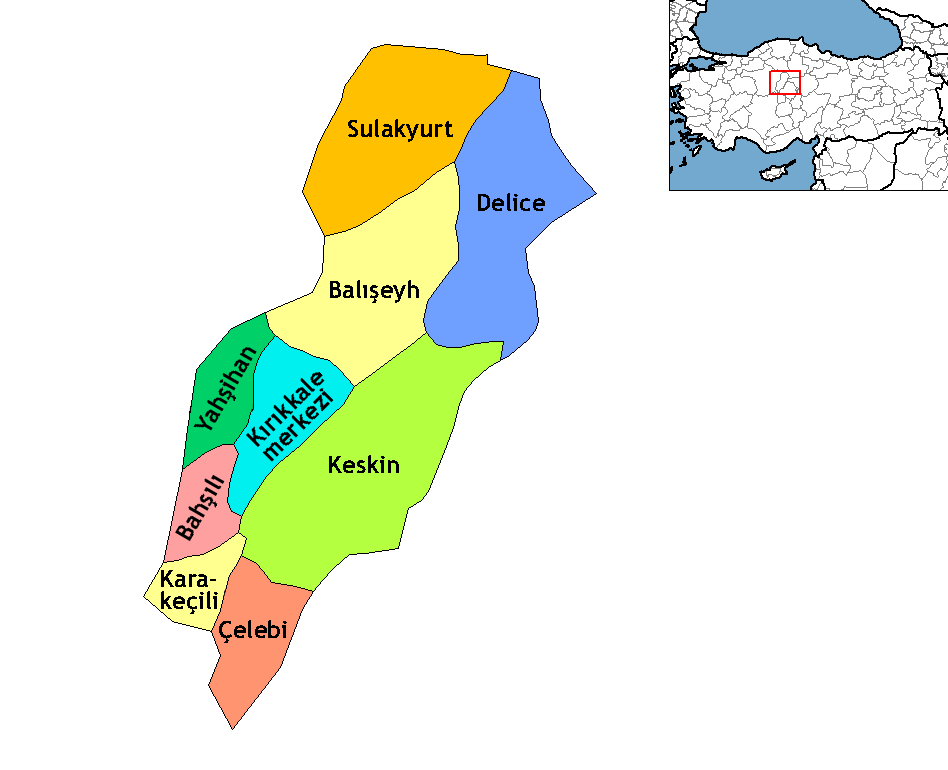
أقضية قلعة قيرق

- السكان: 274,992
  - قلعة قريق : 202,098
  - كيسكين : 19,505
  - ياشي خان : 16,618
  - دليلي : 9,592
  - سولاكيفارت : 7,927
  - باليسيا : 6,826
  - البهشلي : 6,911
  - قره كشيلي : 3,375
  - الجلبي : 2,140

#### ولاية آق سراي

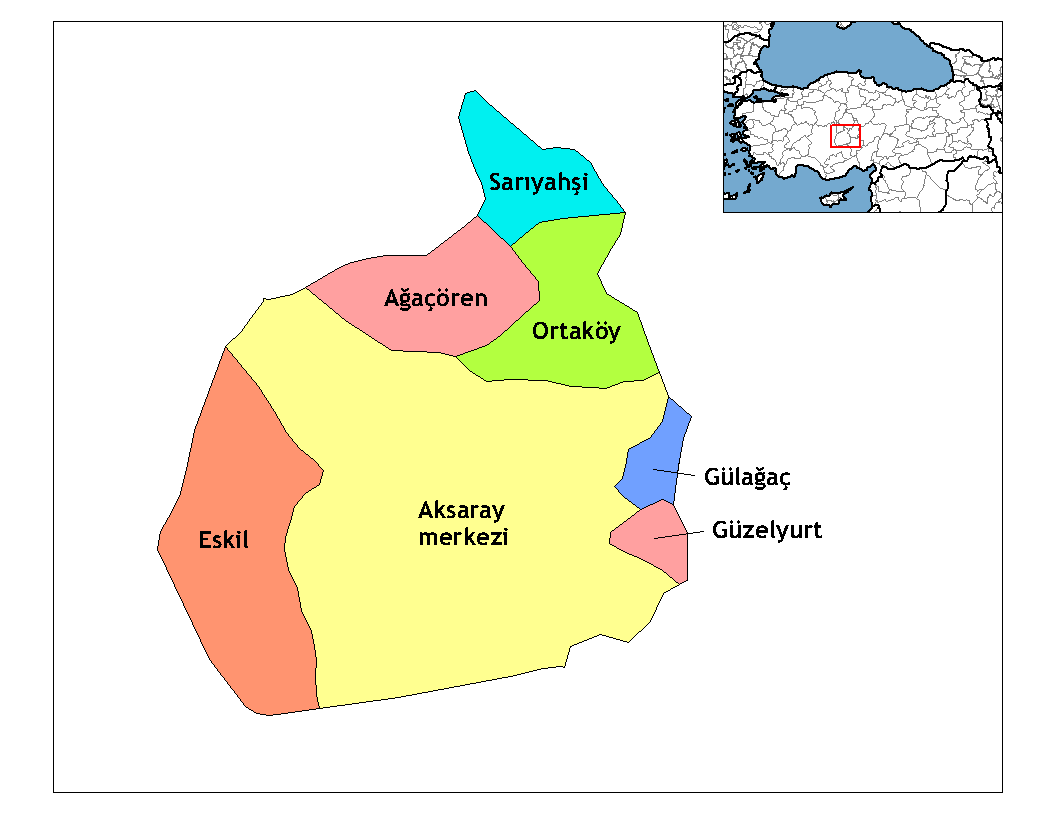
أقضية آق سراي

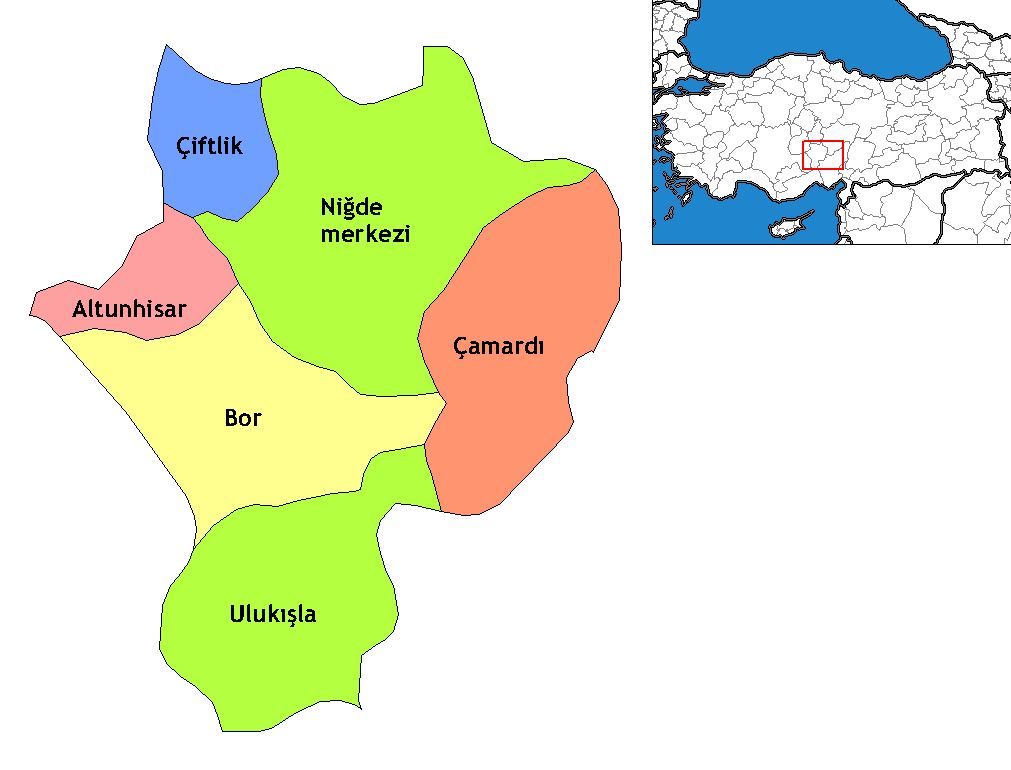
أقضية نيغدة

- السكان: 378,823
  - آق سراي : 266,962
  - أورتاكوي : 36,478
  - المقياس : 26,227
  - جول أغاش : 20,594
  - جوزيليفارت : 12,740
  - آغا كورين : 9,995
  - ساراي أحاشي : 5827

### أقضية نيغدة
- السكان: 337,553
  - الودائع : 198,088
  - التجويف : 60,404
  - الرئاسة : 29,002
  - أولوكيشلا : 20,839
  - تشاماردي : 14.739
  - التون حصار : 14,481

#### ولاية تسع مدن

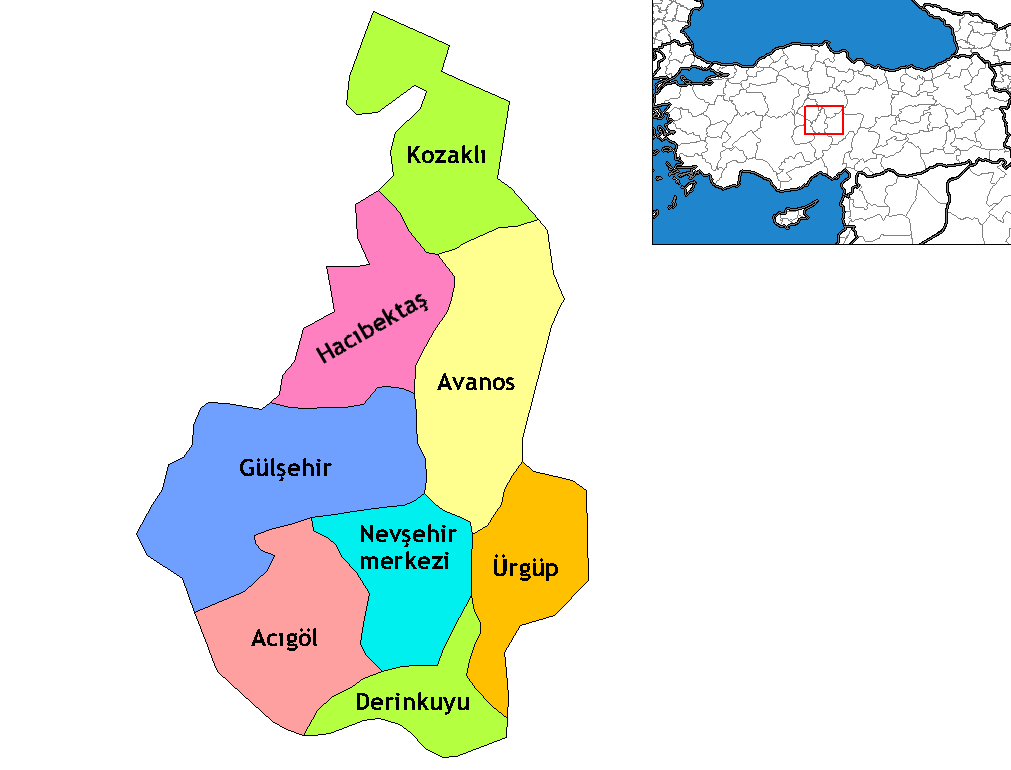
تسع أقضية المدينة

- السكان: 283,247
  - تسع مدن : 120,605
  - أوانوس : 34.725
  - المجموعة التنظيمية : 34,673
  - جول شهر : 24.062
  - ديرانكيو : 21,957
  - عجيغال : 20,382
  - كوزاكلي : 15,205
  - الحاج بكتاش : 11,638

#### ولاية مدينة قار

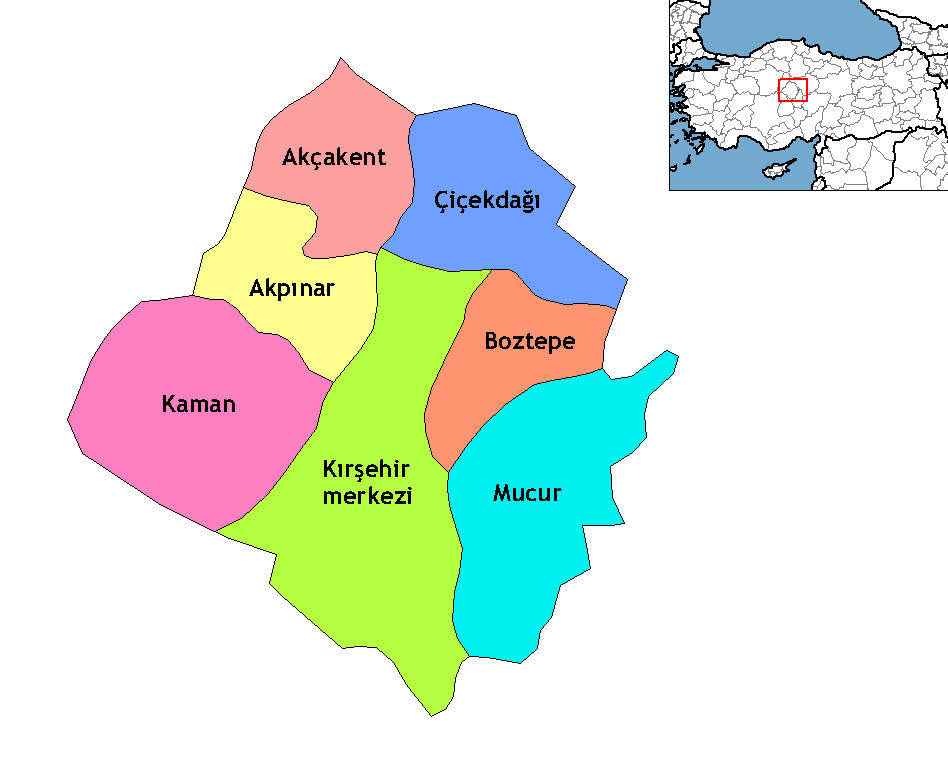
أقضية مدينة قار

- السكان: 221,015
  - قار شهر : 125,554
  - الأمر : 41,586
  - التخصص : 18,842
  - الجدري : 16,216
  - أكبينار : 8,645
  - بوزتابة : 5,504
  - اقشقند : 4,668

### منطقة قيصري الفرعية

#### ولاية قيصري
- السكان: 1,255,349
  - قيصري : 1,005,097
    - مالك غازي : 492,013
    - خوجاسينان : 369.272
    - طلاس : 107,561
    - الدخل : 23,771
    - حجيلار : 12.480

  - ديوالي : 64,908
  - يحيى : 37882
  - بنيان : 30,971
  - بينارباشي : 27,743
  - تومارزا : 26,539
  - سارية أوجلان : 15,892
  - يشيل حصار : 16756
  - الساري الهندي : 11,231
  - العكيشلة : 6,952
  - الرعاية الاجتماعية : 7,124
  - أوزواتان : 4,254

#### ولاية سيواس

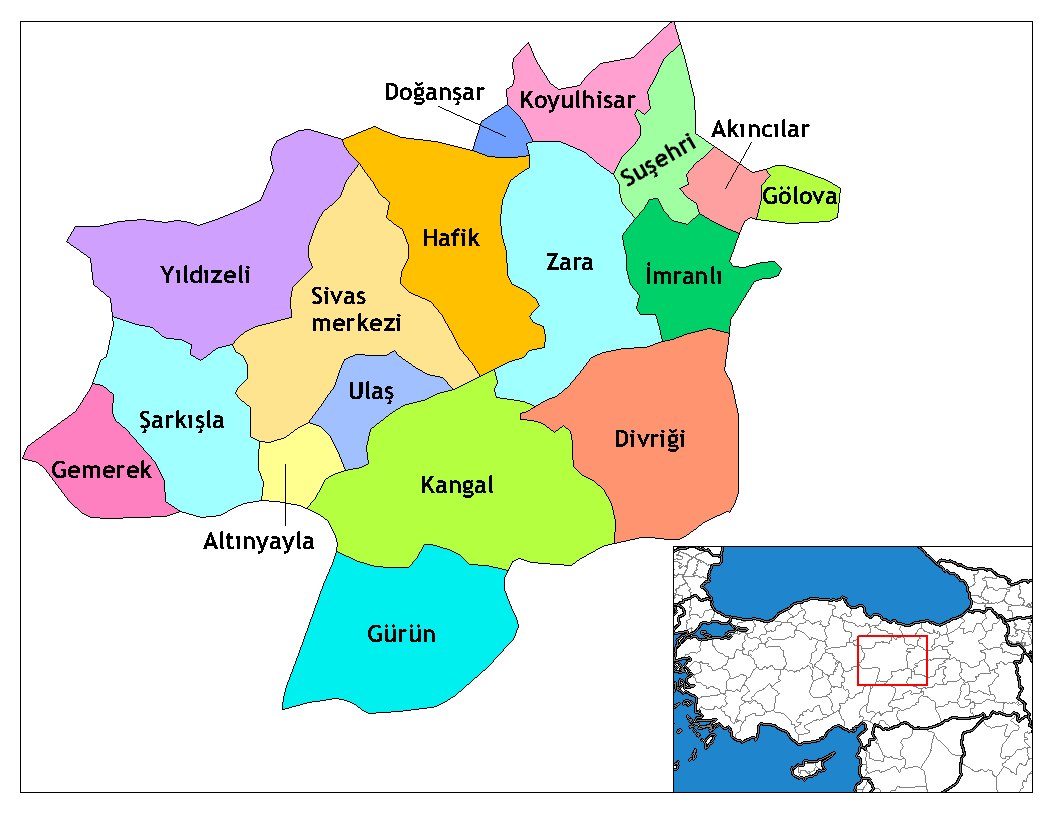
أقضية سيواس

- السكان: 627,056
  - سيواس : 345,762
  - يلدزيلي : 43,639
  - شرشكلة : 39,413
  - جيرميريك : 26,671
  - كانجال : 24,406
  - السشري : 26,511
  - زارا : 23,093
  - جورون : 20,615
  - ديفوريجي : 16,416
  - كويل حصار : 12,705
  - أولاش : 10,075
  - ألتينيلا : 9,985
  - الحفيظ : 9,131
  - عمرانلي : 7,568
  - أكينجيلار : 5,077
  - جلوفا : 3,204
  - دغنشر : 2,785

#### ولاية يوزغاد

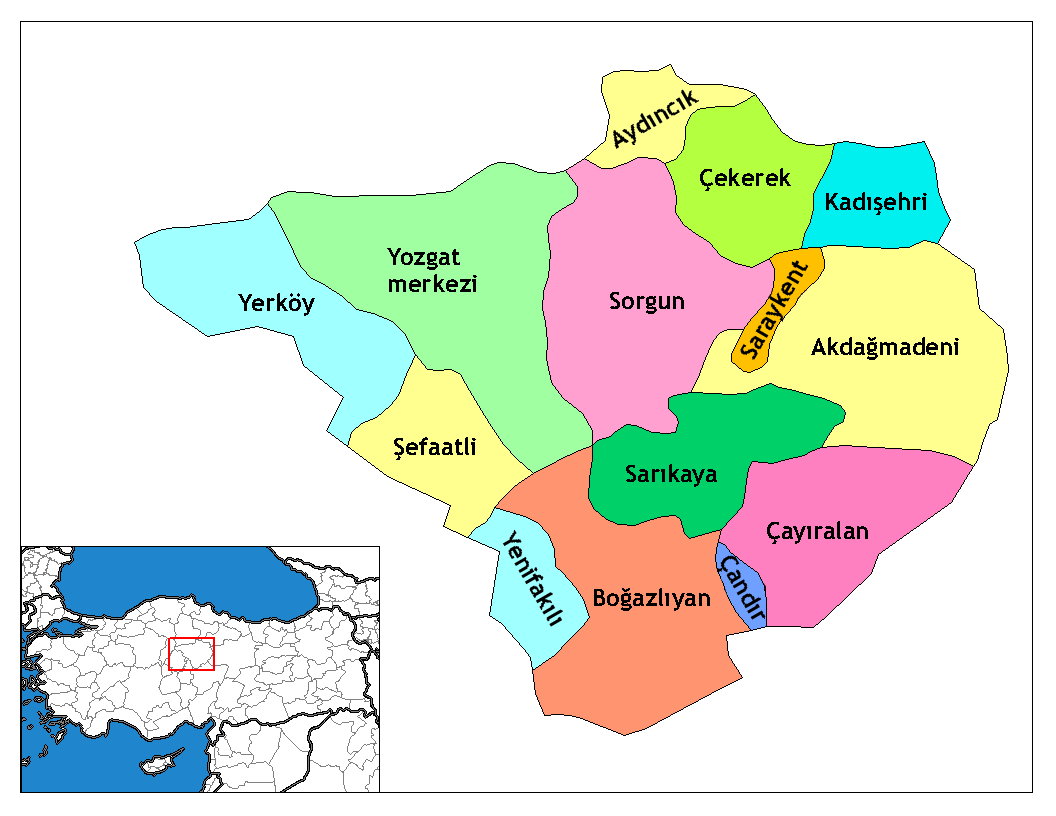
أقضية يوزغات

- السكان: 465,696
  - الاستخدامات : 96,350
  - سورجون : 84,591
  - عقداغ المعدنية : 50,591
  - ساريكايا : 38,378
  - الأصفر : 39,272
  - بوغازليان : 37,369
  - شقرا : 26,810
  - الرئيس : 18,040
  - الشفاعة : 17,554
  - نزل : 18,046
  - قاضي شهري : 15.530
  - أيدينجيك : 11,347
  - قافلة يني : 6,147
  - شاندير : 5,371

## منطقة غرب البحر الأسود

### منطقة زانجولداك الفرعية

#### ولاية زنغلداق

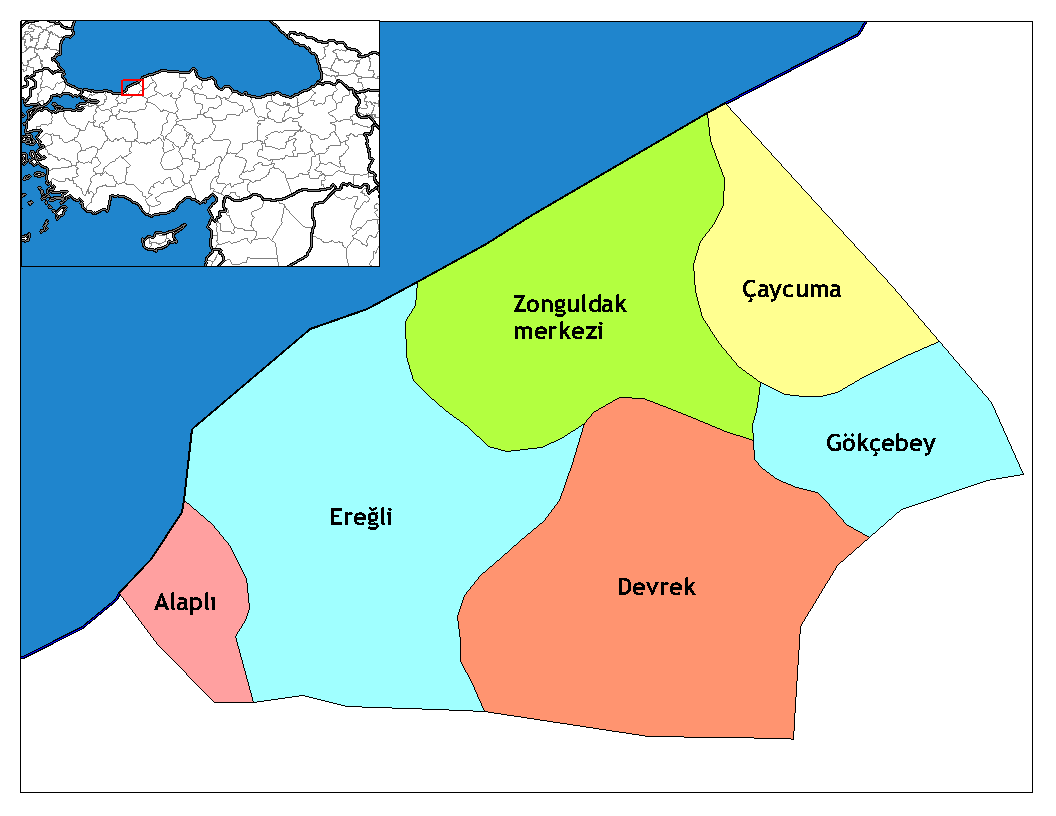
أقضية زانجولداك

- السكان: 612,406
  - زنجولداك : 215,407
  - الأرجلي : 174,456
  - تشيجوما : 94,765
  - دفوراك : 59,234
  - الأبالي : 45,336
  - غوكشيبي : 23,208

#### ولاية كارابوك

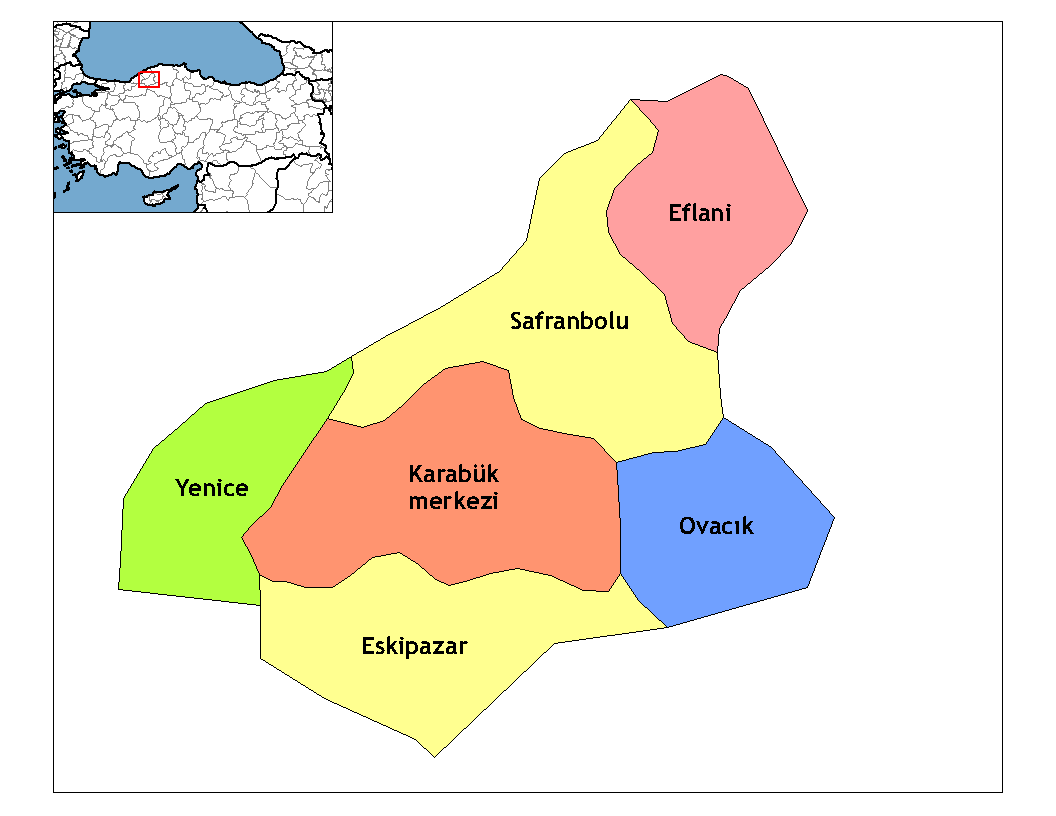
أقضية كارابوك

- السكان: 219,728
  - كارابوك : 119,328
  - سافرانبولو : 53,201
  - ينيجا : 22,156
  - سوقه : 12,527
  - الأفلاني : 9,246
  - أواجك : 3,270

#### ولاية بارتين

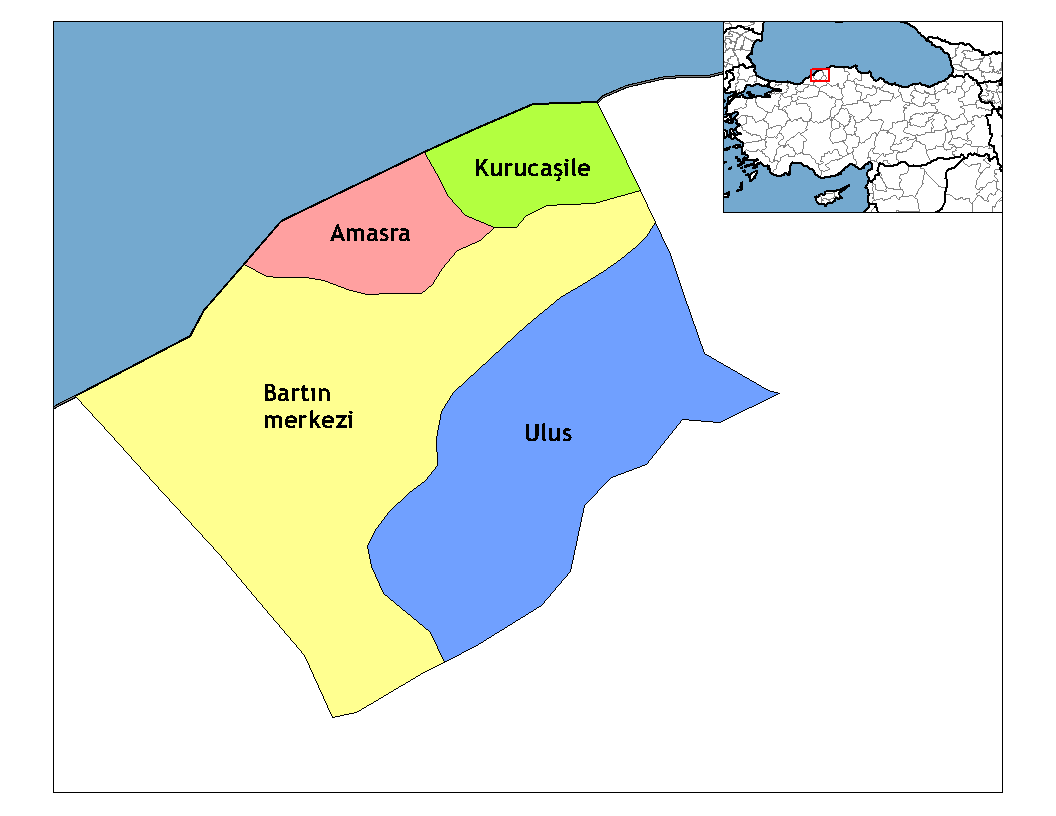
أقضية بارتين

- السكان: 187,291
  - بارتين : 141,802
  - أولوس : 23.024
  - أماسارا : 15,143
  - كوروجاشيلي : 7,322

### منطقة كاستامونو الفرعية

#### ولاية قسطمونة

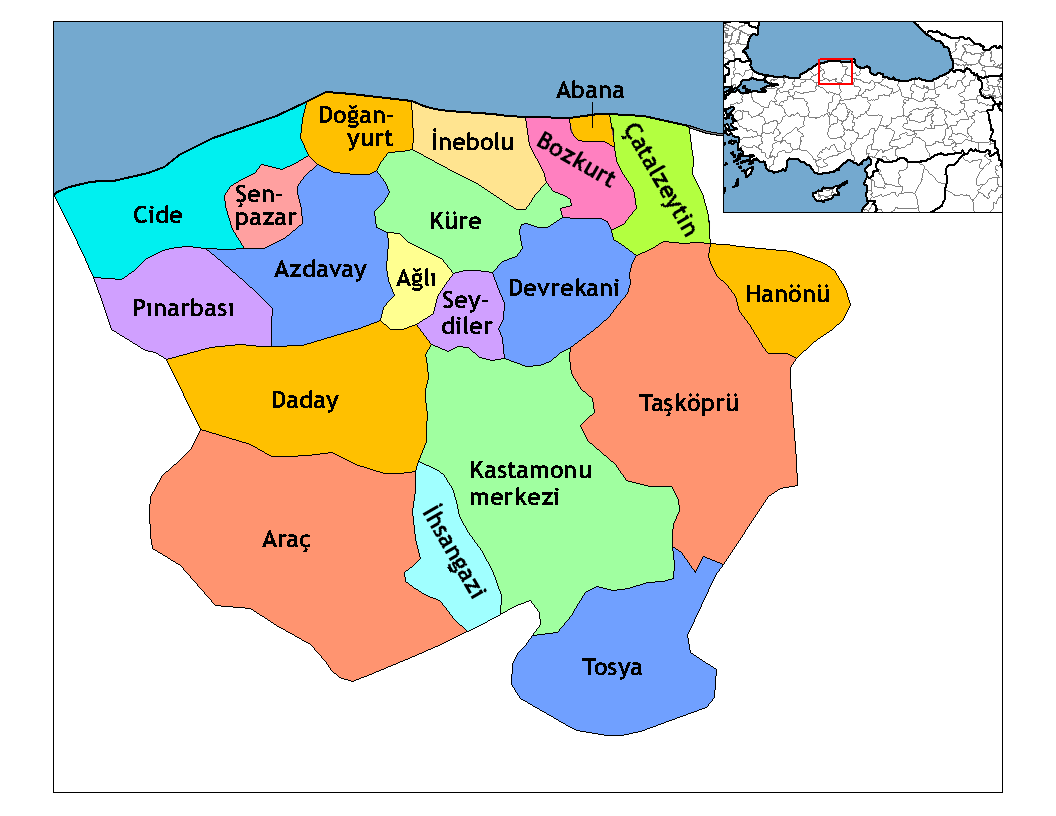
أقضية كاستامونو

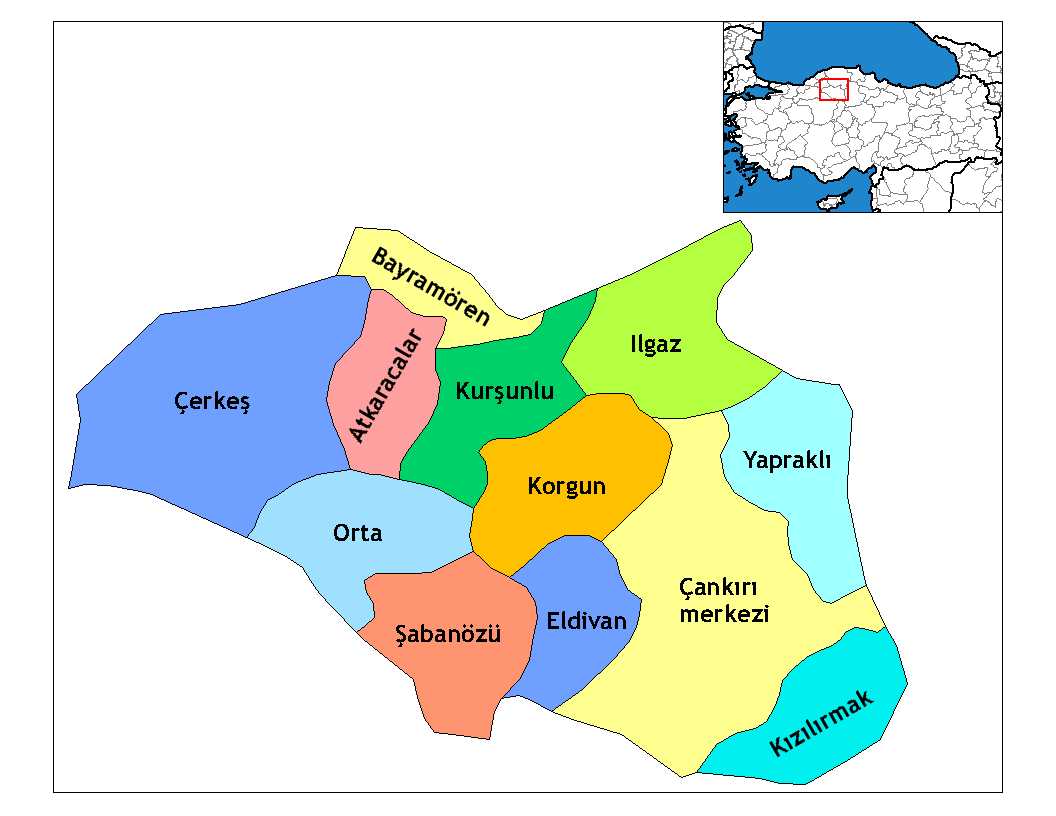
أقضية شانكري

- السكان: 359,759
  - كوستامونو : 125,787
  - تاشكوبرو : 39,595
  - توسيا : 40.795
  - أنيبولو : 23,098
  - أراخ : 19,639
  - الأرواح : 20,087
  - الدورخاني : 13,267
  - الجد : 9,481
  - بوزكورت : 8,941
  - دوغانيورتا : 7,446
  - المدفوعات : 7,392
  - كور : 6,881
  - زيتون شاتال : 6,808
  - إحسان غازي : 5,750
  - شين بازار : 5,148
  - بينارباشي : 5,040
  - الشتلات : 4,087
  - خان أونو : 4,071
  - أبانا : 3,504
  - عقالي : 2,944

- السكان: 177,211
  - شانكري : 82,291
  - الكركيش : 15,303
  - أورتا : 12,304
  - الجاز : 13,987
  - اليبرقلي : 8,730
  - شعبان وزو : 10,152
  - كيزليرماك : 8,189
  - كورشونلو : 9,170
  - الديوان : 5,509
  - اتقارجالار : 4,640
  - كورغان : 3,884
  - بيرامورين : 2,422

#### ولاية سينوب

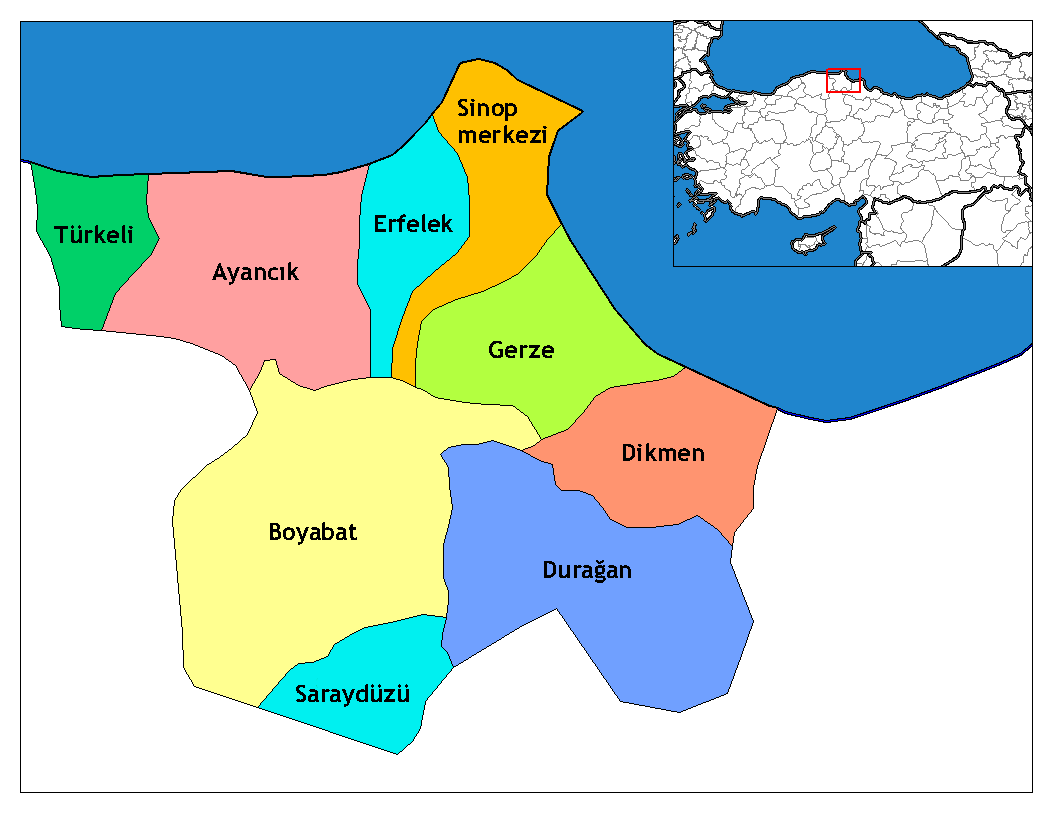
أقضية سينوب

- السكان: 203,027
  - سينوب : 56,711
  - بويابات : 43,416
  - أيانجك : 22,660
  - دورغان : 21,626
  - جارزا : 21,238
  - توركلي : 14,554
  - عرفالك : 11,556
  - ديكمان : 6,463
  - ساراي دوزو : 4803

### منطقة سامسون الفرعية

#### ولاية سامسون

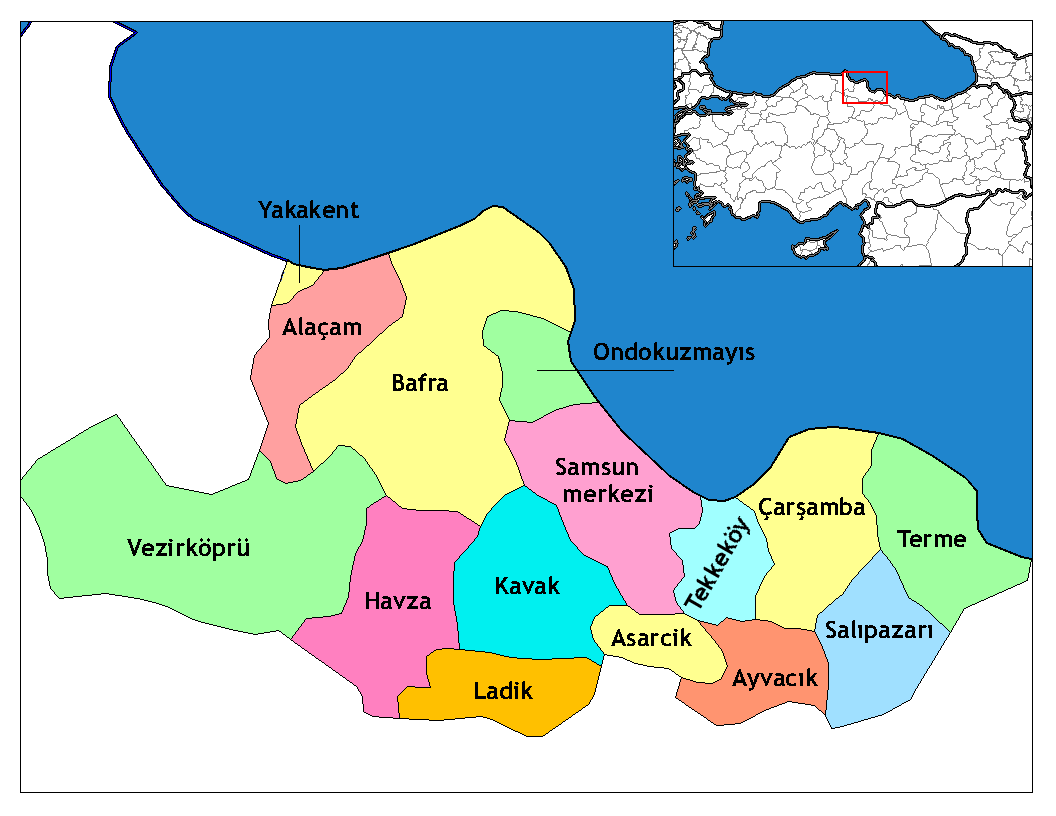
أقضية سامسون

- السكان: 1,251,729
  - شمشون : 535.401
    - القديم : 312,185
    - أتاكوم : 131,355
    - جاناك : 91,861

  - بفرا : 143,706
  - الأربعاء : 137,538
  - وزير كوبرو : 104.317
  - المدة : 74,486
  - تيكي كوي : 49,245
  - الخزان : 44,332
  - الأعجم : 29,196
  - إيفاجاك : 23,611
  - Ondocosmias : 24,249
  - كافاك : 20,405
  - السوق السنوي : 19,902
  - اسارجيك : 18,597
  - لاداخ : 17,551
  - ياقند : 9,193

#### ولاية توكات

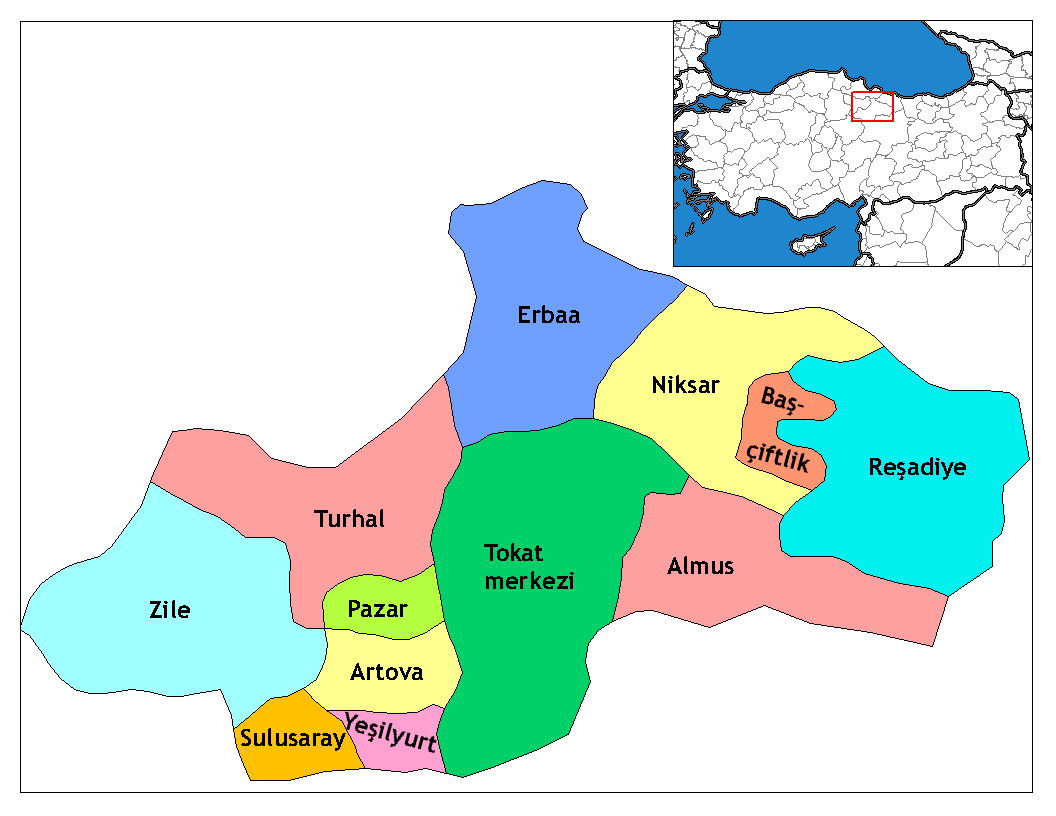
أقضية توقات

- السكان: 608,299
  - الأوقات : 182,371
  - أربعا : 97,365
  - تورحال : 85,391
  - زيل : 61,619
  - الصرف الصحي : 62,791
  - الرشادية : 39,457
  - الماس : 27,989
  - السوق : 14,948
  - يشيلفارات : 11,359
  - أرتوفا : 9,805
  - سولو إن : 8,914
  - باشفتليك : 6,290

#### ولاية شوروم

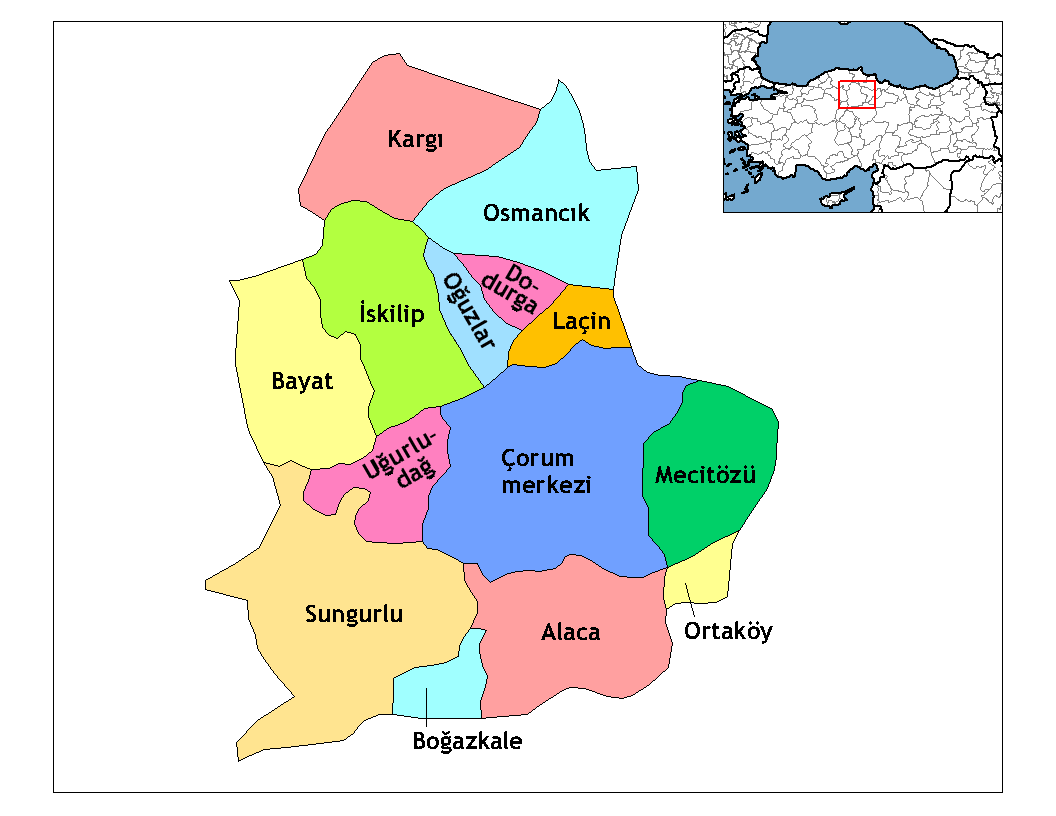
أقضية تشوروم

- السكان: 534,578
  - الجوقة : 261,973
  - سونجورلو : 57,385
  - عثمانجك : 44,686
  - الإسكالوب : 38,378
  - ألاجا : 36,840
  - البيات : 22,258
  - مجيد أوزو : 17,996
  - كارجي : 16,001
  - أورتاكوي : 8,124
  - دودورجا : 7,226
  - أوغورلوداغ : 6,829
  - أوغوزلار : 6,659
  - لاشين : 5,630
  - قلعة بوغاز : 4,593

#### ولاية أماسيا

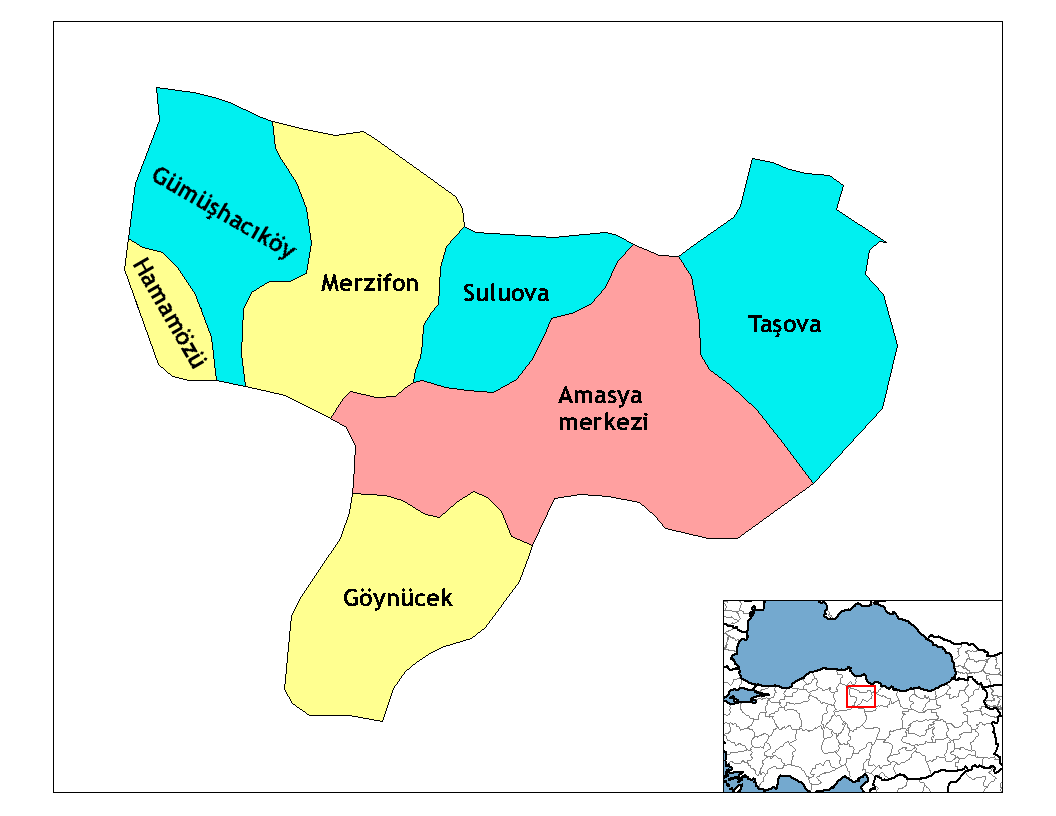
أقضية أماسيا

- السكان: 323,079
  - أماسيا : 133,158
  - ميرزافون : 70,138
  - سولوفا : 47.039
  - تاشوفا : 32,451
  - جوموش حاج كوي : 24,149
  - جوينويتش : 11.768
  - همام وزو : 4,376

## منطقة شرق البحر الأسود

### منطقة طرابزون الفرعية

#### ولاية طربزون

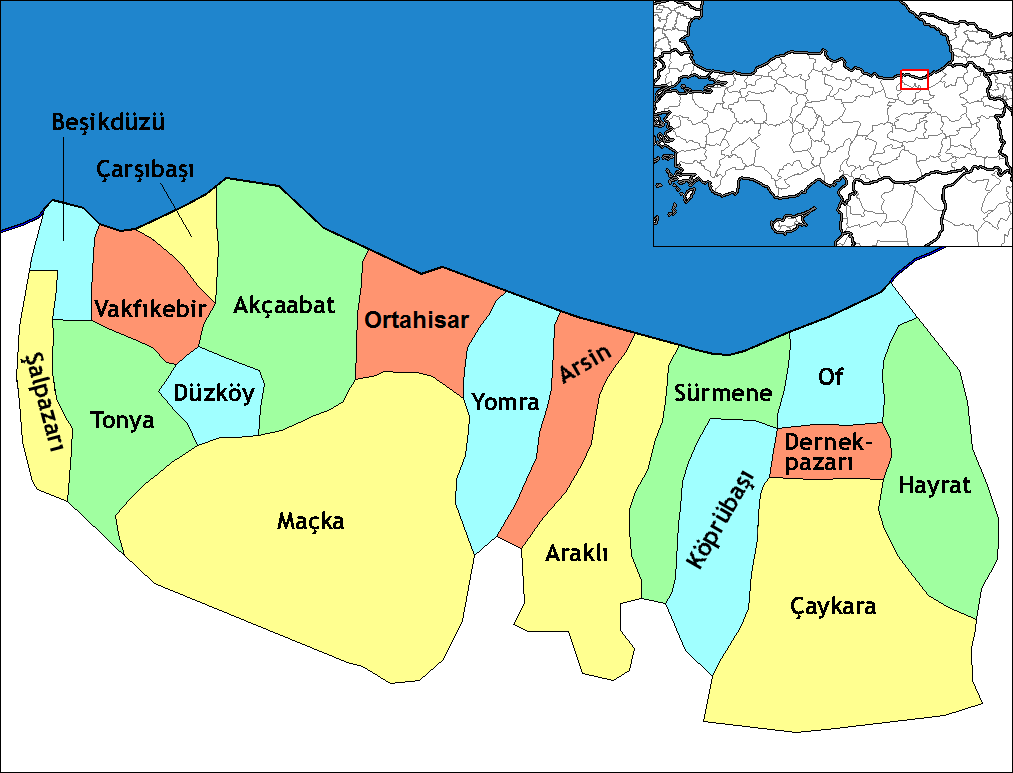
أقضية طرابزون

- السكان: 757,353
  - طرابزون : 305,231
  - أكاد آباد : 112,727
  - الأراكلي : 48,641
  - من : 43,503
  - يومرا : 30,652
  - سورمانا : 27,520
  - أرسين : 27.013
  - وقفي كبير : 26,107
  - ماتشا : 24,006
  - بيشكيكدوزو : 22,037
  - تونيا : 16,098
  - شارشيباشي : 15,834
  - دوزكوي : 15,283
  - شاي قارا : 14,254
  - شال بازاري : 11,010
  - الصدقة : 8,428
  - كوبروباشي : 5,298
  - ديرنك بازاري : 3,711

#### ولاية الأردية

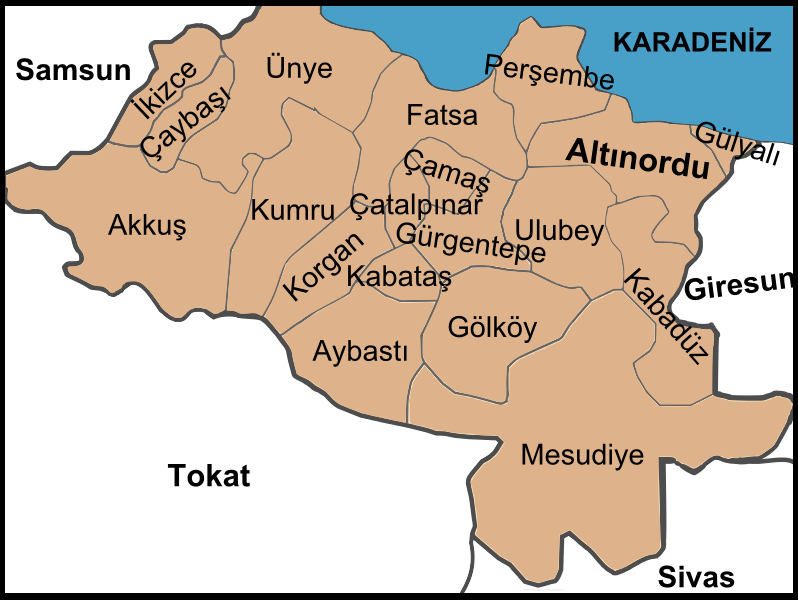
أقضية الأردية

- السكان: 714,390
  - الأردية اللاتينية : 183,780
  - الصوف : 114,790
  - فاطسا : 101,696
  - جولكوي : 32,810
  - كورغان : 32,390
  - الخميس : 32,300
  - كومرو : 32,286
  - عكوش : 27,947
  - عدد السكان : 24,253
  - أكيزجاي : 18,528
  - أولوب : 17,541
  - جورجانتبي : 15,960
  - تشاتالبينار : 15,413
  - تشاي باشي : 13,850
  - اليوم : 12,739
  - كباتاش : 12,229
  - شماش : 9,950
  - جول يالي : 7,980
  - كبادوس : 7,948

#### ولاية جرايسون

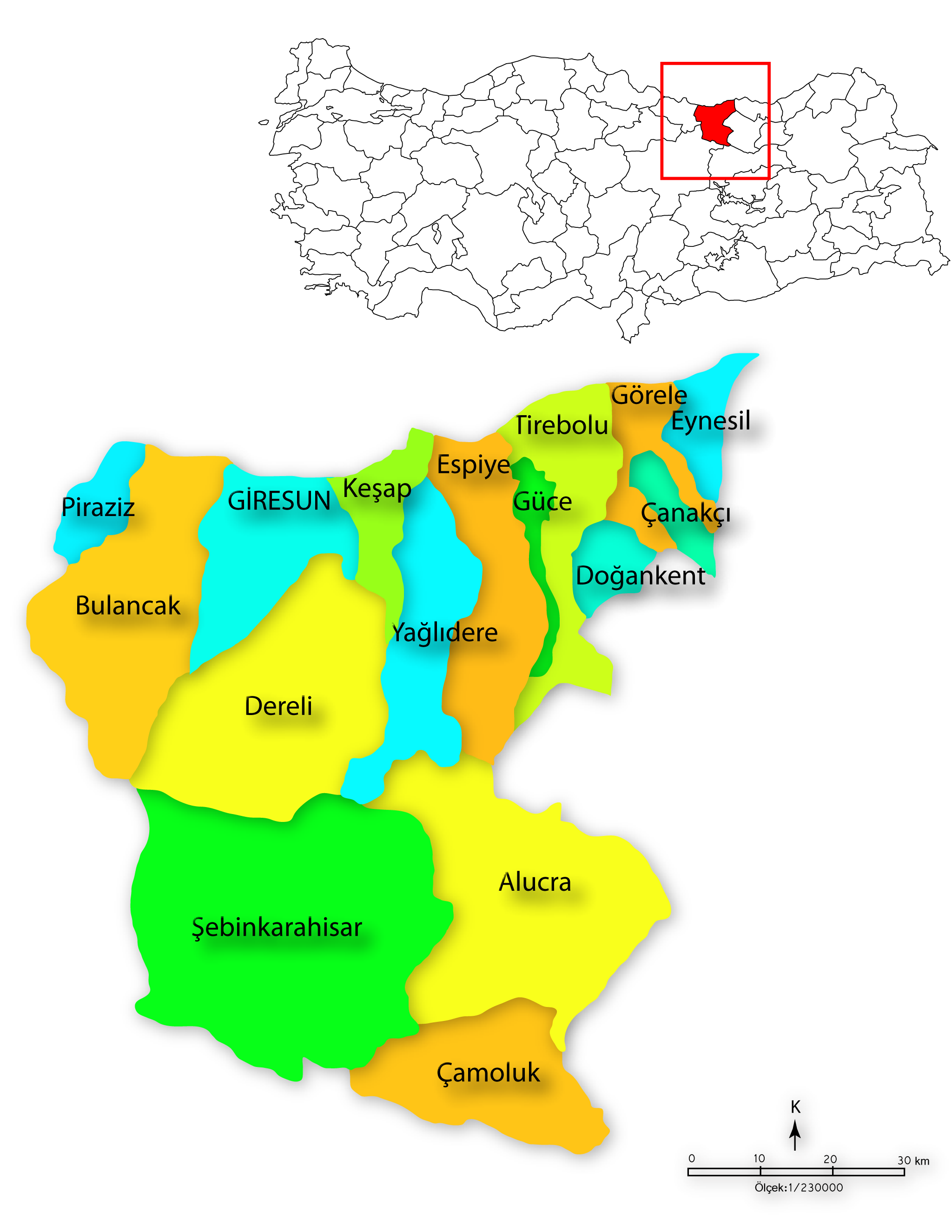
أقضية غرايسون

- السكان: 419,498
  - جرايسون : 122.597
  - بولانجك : 60,677
  - المساحة : 31,700
  - تيرحبولو : 29,808
  - جورلي : 29,562
  - شبين قره حصار : 22.082
  - ديريلي : 21,045
  - كشاب : 20,386
  - ياجليدر : 17,578
  - بيرازيز : 13,439
  - عين الشراع : 13,237
  - الجرة : 9,040
  - غوجي : 8,160
  - تشاناكشي : 7,312
  - دغنقند : 6,963
  - تشامولوك : 5,912

#### ولاية الرضا

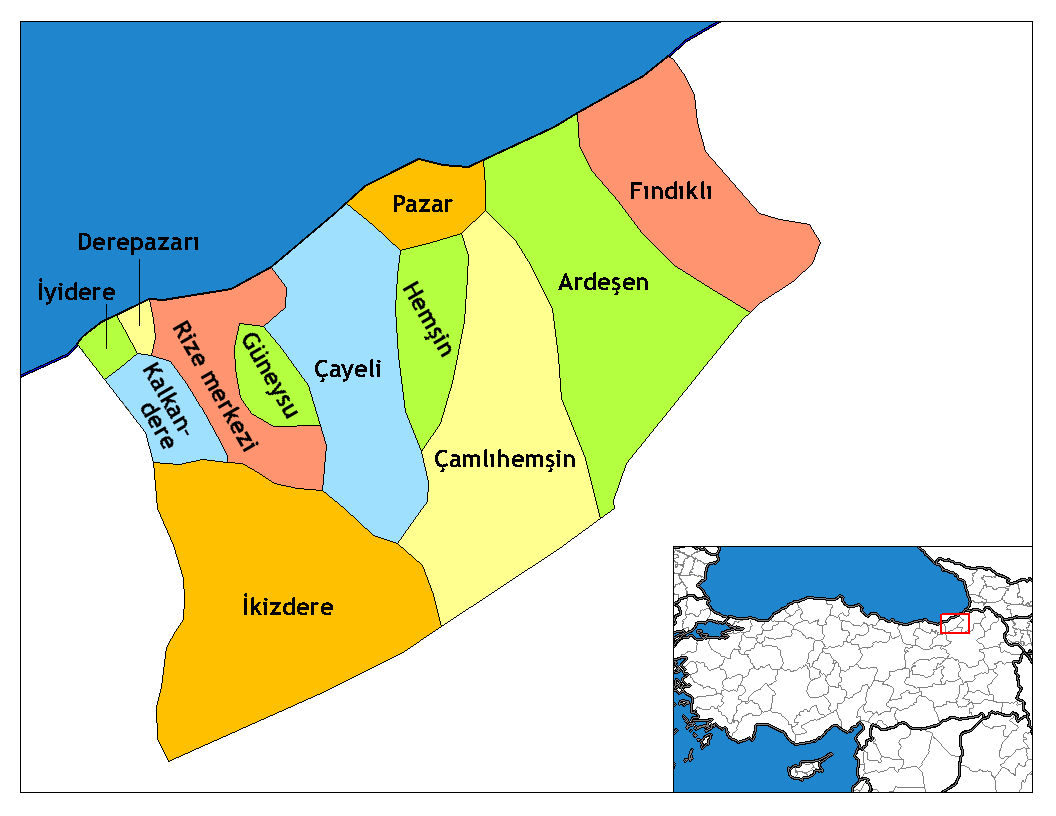
أقضية الرضا

- السكان: 323,012
  - رضا : 139,416
  - الفلفل الحار : 42,030
  - أردشين : 40,700
  - السوق : 30,473
  - فندلي : 15,927
  - جونيسو : 12,850
  - كالكان ديرا : 11.738
  - آي ديرا : 8.559
  - ديرا بازاري : 7508
  - شامل همشين : 6089
  - إكزدير : 5,568
  - الجيران : 2,154

#### ولاية أرتوين

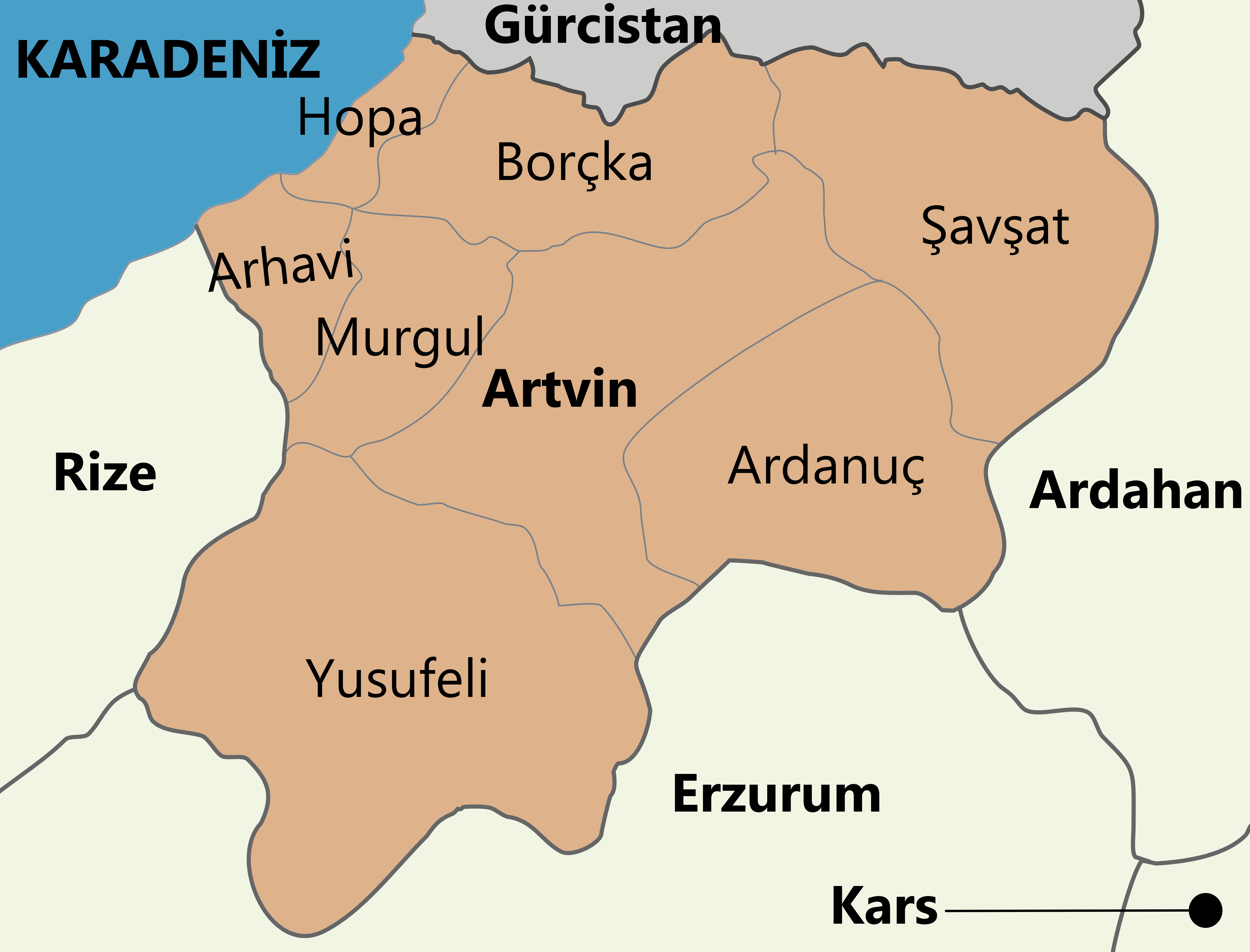
أقضية آرتفين

- السكان: 166,394
  - آرتفين : 33,333
  - هوبا : 32,619
  - بورشكا : 23,693
  - اليوسفي : 21,725
  - الأرهافي : 19,362
  - الأسهم : 17,932
  - أردانوفيتش : 11802
  - مورجال : 5,928

#### ولاية جومشخان

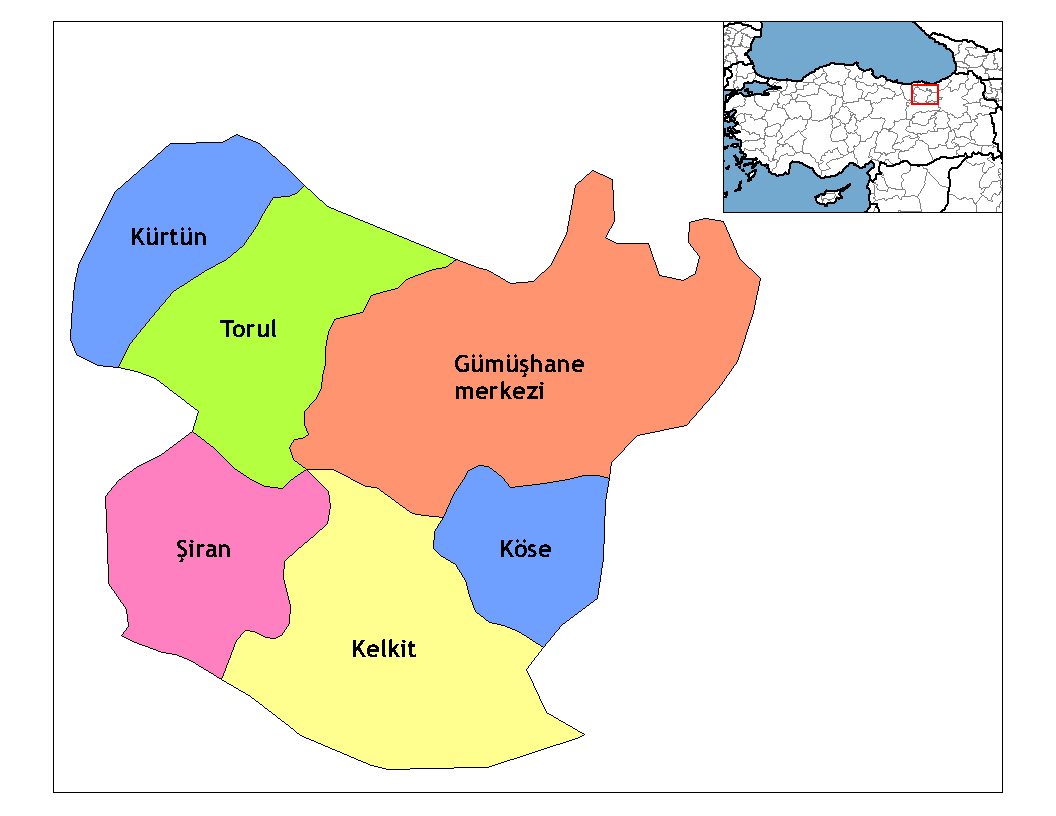
أقضية جوموشكان

- السكان: 132,374
  - جومشخان : 42.794
  - كلكتا : 41,034
  - شيران : 17,160
  - كورتون : 12,355
  - تورول : 12,043
  - كوس : 6,988

## شمال شرق الأناضول

### المنطقة الفرعية

#### ولاية اردروم

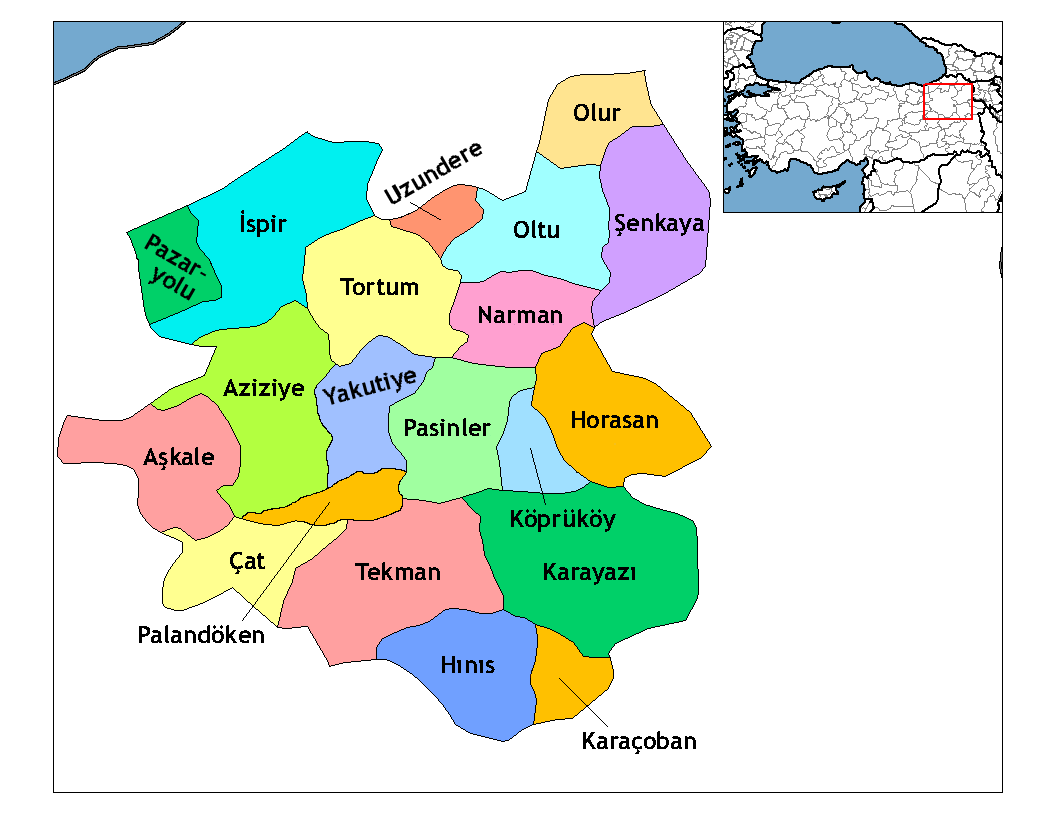
أقضية الأرض

- السكان: 780,847
  - المساحة : 395,472
    - الياقوت : 183,500
    - بالاندوكين : 161,155
    - عزيزي : 50,817

  - خراسان (تركيا) : 43,806
  - قره يزي : 32,664
  - الأول : 32,159
  - الركاب : 31,984
  - الخانات : 30,627
  - تكمان : 30,032
  - قره شونان : 25,758
  - القلعة : 25.043
  - شنكايا : 21,424
  - الطورتم : 20,560
  - شات : 19,783
  - كوبروكوي : 18,291
  - الغيار : 16,551
  - نورمان : 16257
  - أوزونديري : 8,255
  - أوليفر : 7689
  - بازاريولو : 4,492

#### ولاية أرزنجان

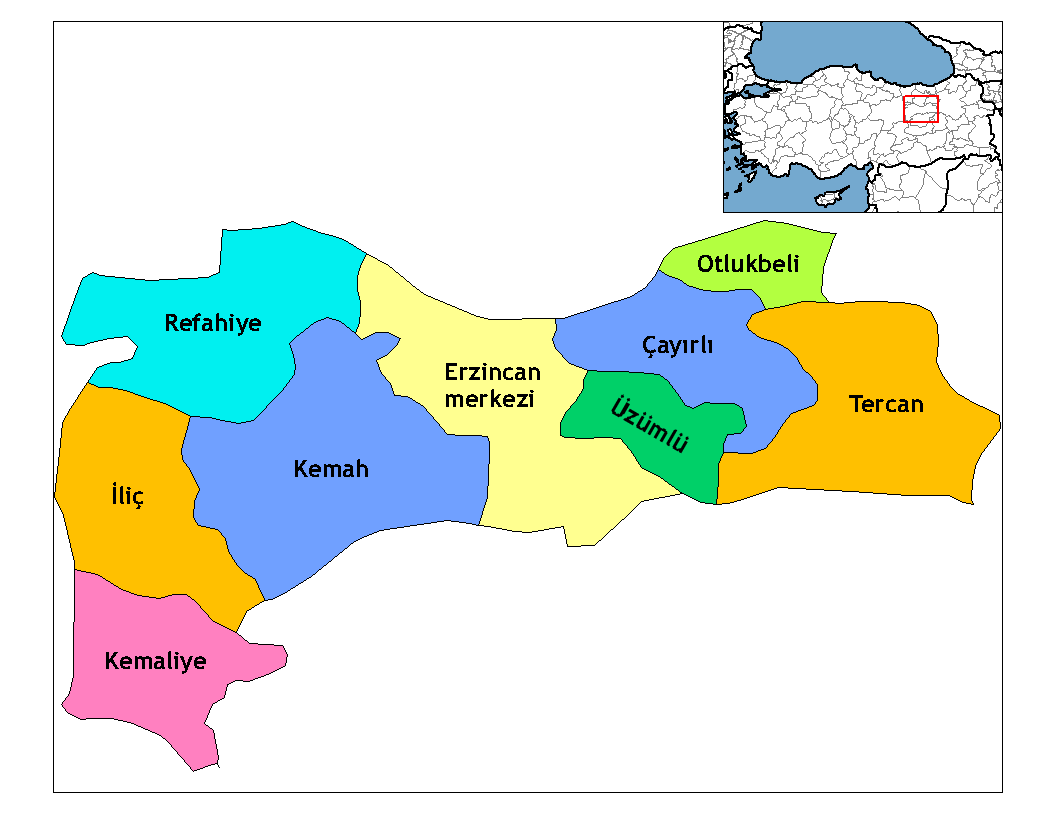
أقضية أورزانجان

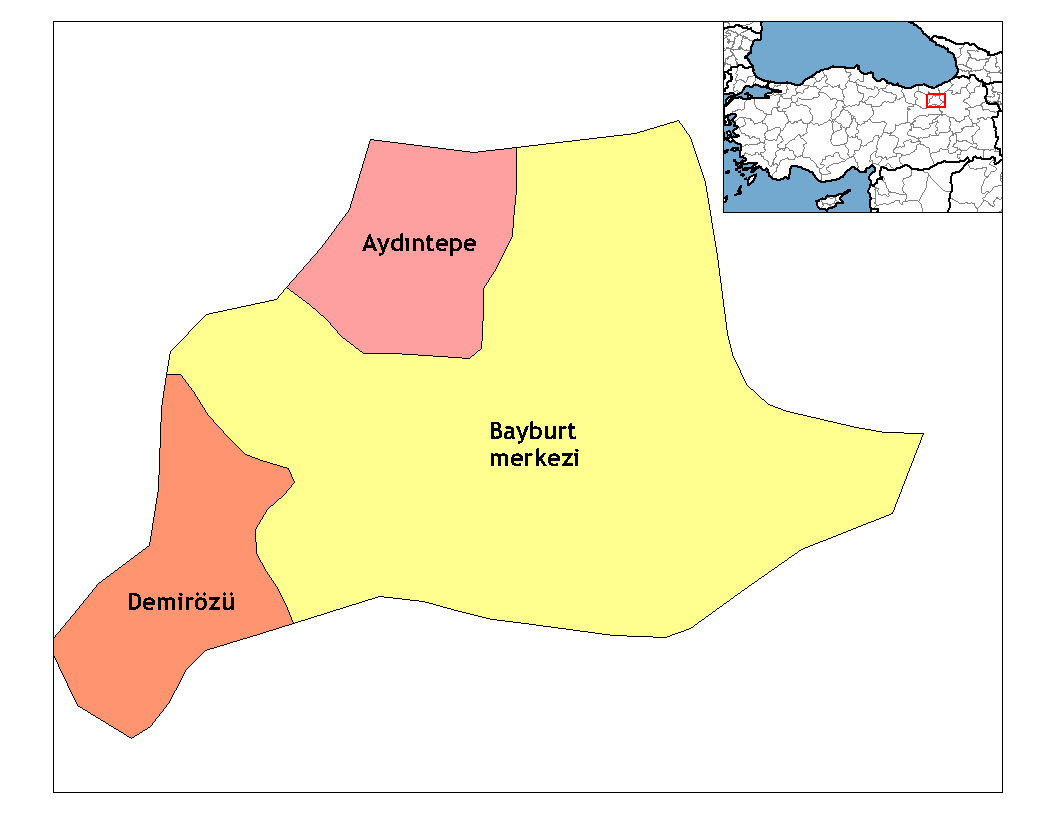
أقضية بايبورت

- السكان: 215,277
  - أرزنجان : 142,009
  - طرجان : 18,804
  - أوزوملو : 12,662
  - رفاهية: 10,603
  - جايرلة: 10.059
  - كماخ: 6,942
  - أليتش : 6,645
  - كمالية: 5,002
  - أوتلوكبيلي : 2,551

- السكان: 76,724
  - بايبورت : 61,610
  - ديميروزو : 8.530
  - الهوية : 6,584

### منطقة أغرا الفرعية

#### ولاية أغرا

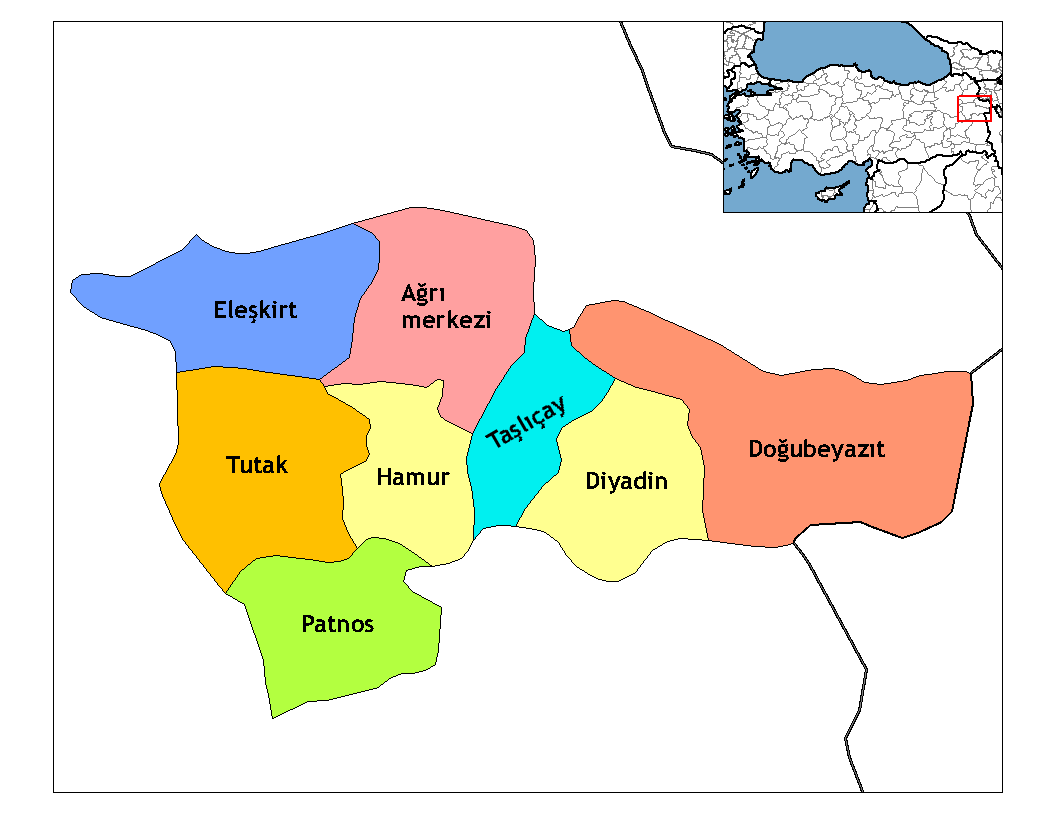
أقضية أغرا

- السكان: 555,479
  - أغرا : 143,462
  - باتنوس : 128,213
  - دوغبايازيد : 119.837
  - دايادين : 45,391
  - الشخيرات : 39,578
  - المجموع : 34,876
  - تاشليشوي : 22,641
  - حمور : 21,481

#### ولاية قارس

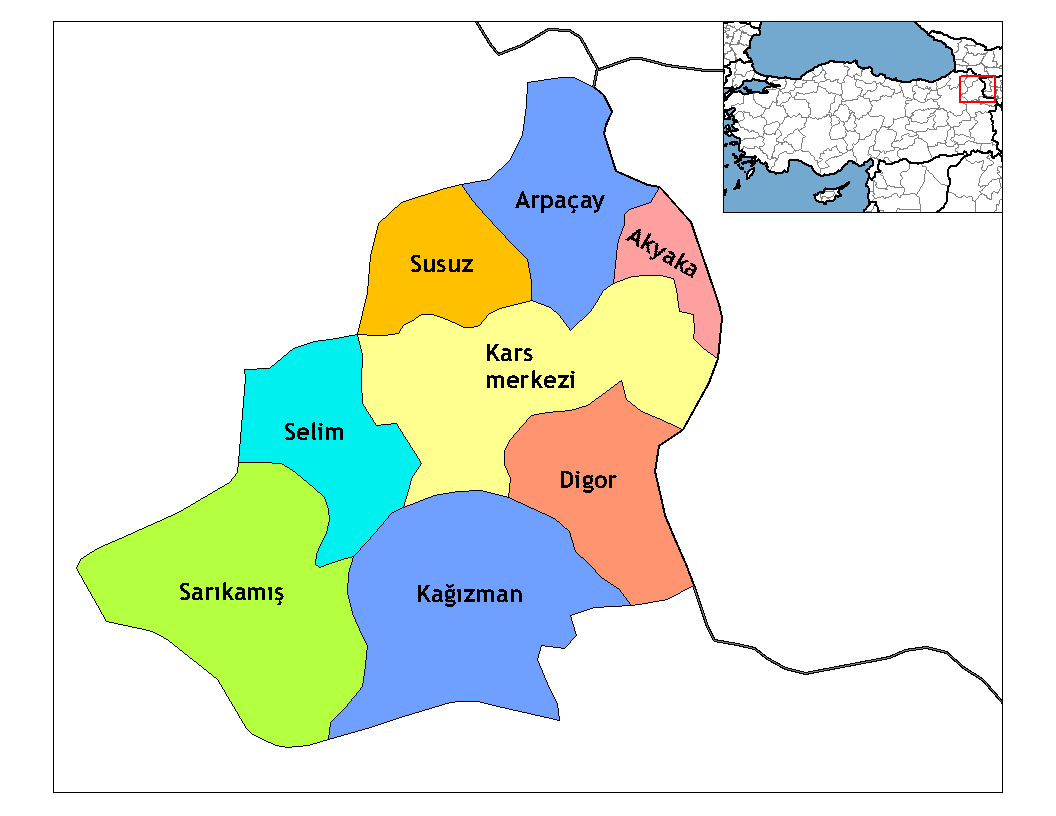
أقضية كارس

- السكان: 305,755
  - قارس : 111,008
  - ساريقاميش : 50.950
  - الأوراق : 48,898
  - ديجور : 26,112
  - سالم : 24,581
  - أرباتشاي : 19.832
  - سوسوز : 12,235
  - أكياكا : 12,139

#### ولاية اغدير

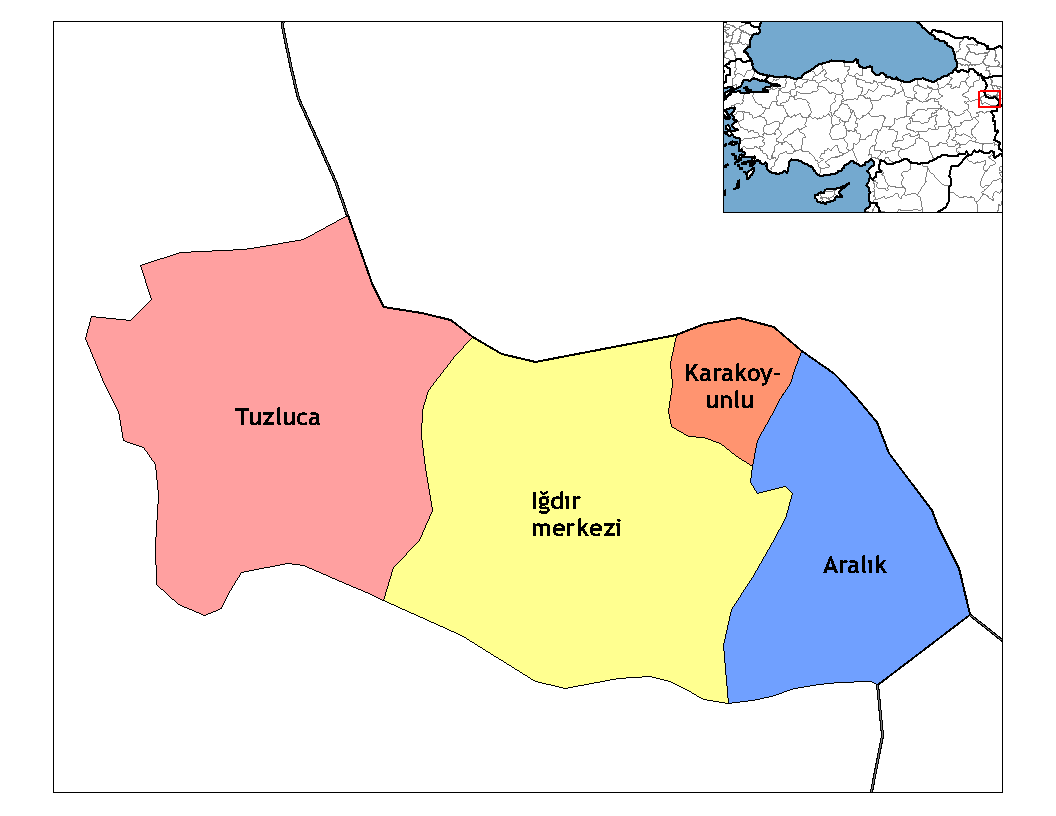
أقضية أغدير

- السكان: 188,857
  - أغدير : 127,609
  - توزلوجا : 24,769
  - أرالك : 22,425
  - قره كويونلو : 14.054

#### ولاية أردهان

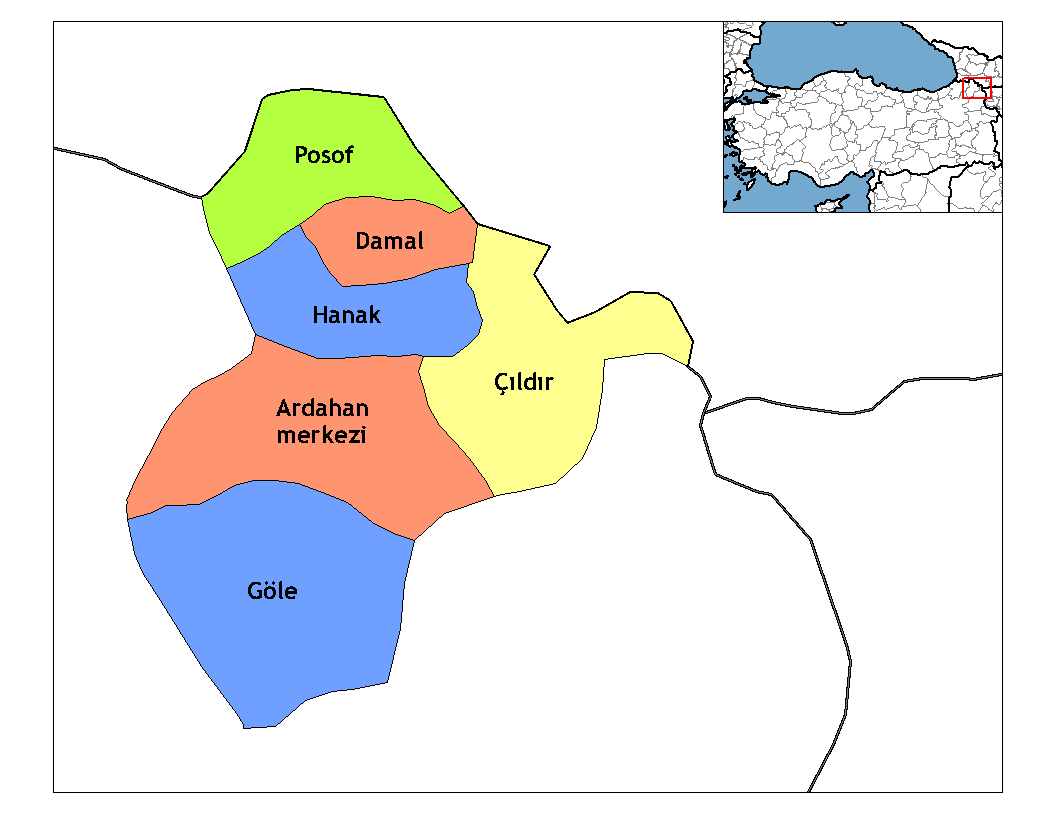
أقضية أردهان

- السكان: 107,455
  - أردهان : 41,287
  - الرصاص : 30,727
  - شلدير : 10,675
  - حنك : 9,963
  - بوسوف : 8,259
  - الدمال : 6,544

## منطقة شرق وسط الأناضول

### منطقة ملاطية الفرعية

#### ولاية ملاطية

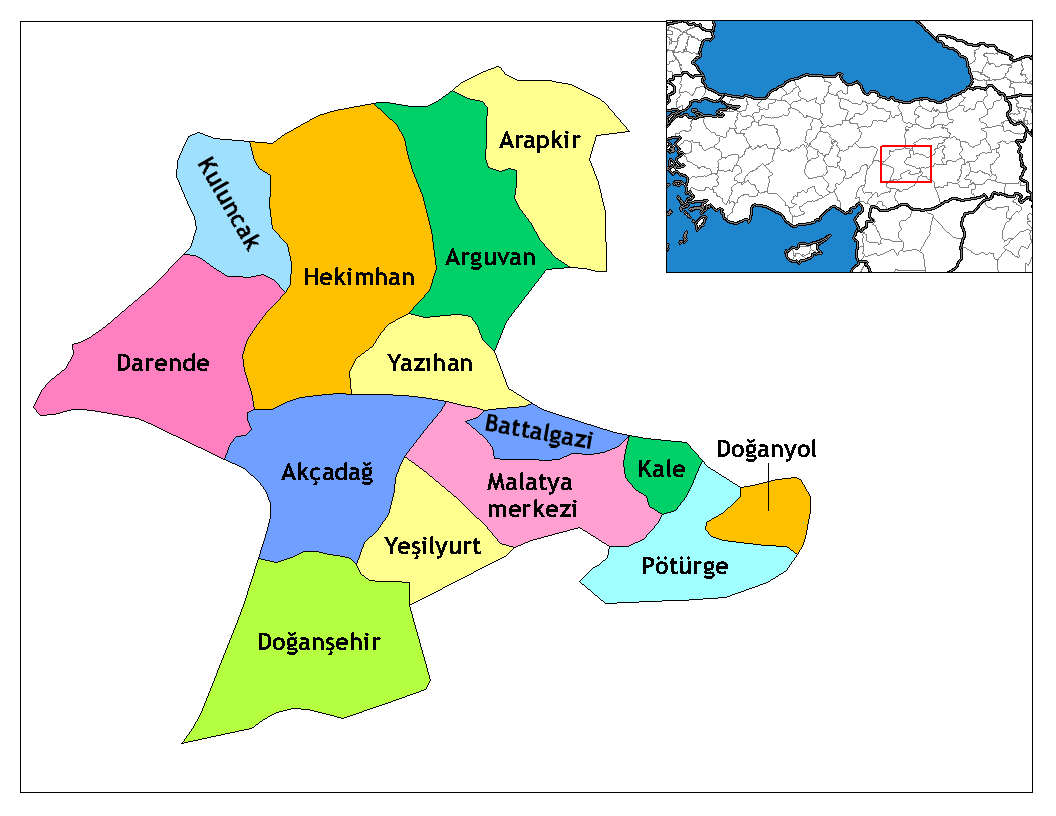
أقضية ملاطية

- السكان: 757,930
  - ملاطية : 488,247
  - مدينة دوغان : 41,325
  - الوحش (المدينة) : 31,153
  - يشيلفارات : 38,551
  - اقشة داغ : 29,858
  - بطلغازي : 29,827
  - حكيم خان : 25,105
  - بوترج : 19,361
  - يزي خان : 15.568
  - عربجير : 11,128
  - كولونياك : 8,951
  - أرجافان : 8,010
  - الحصن : 6,160
  - دوغانيوال : 4,686

#### ولاية الأزيغ

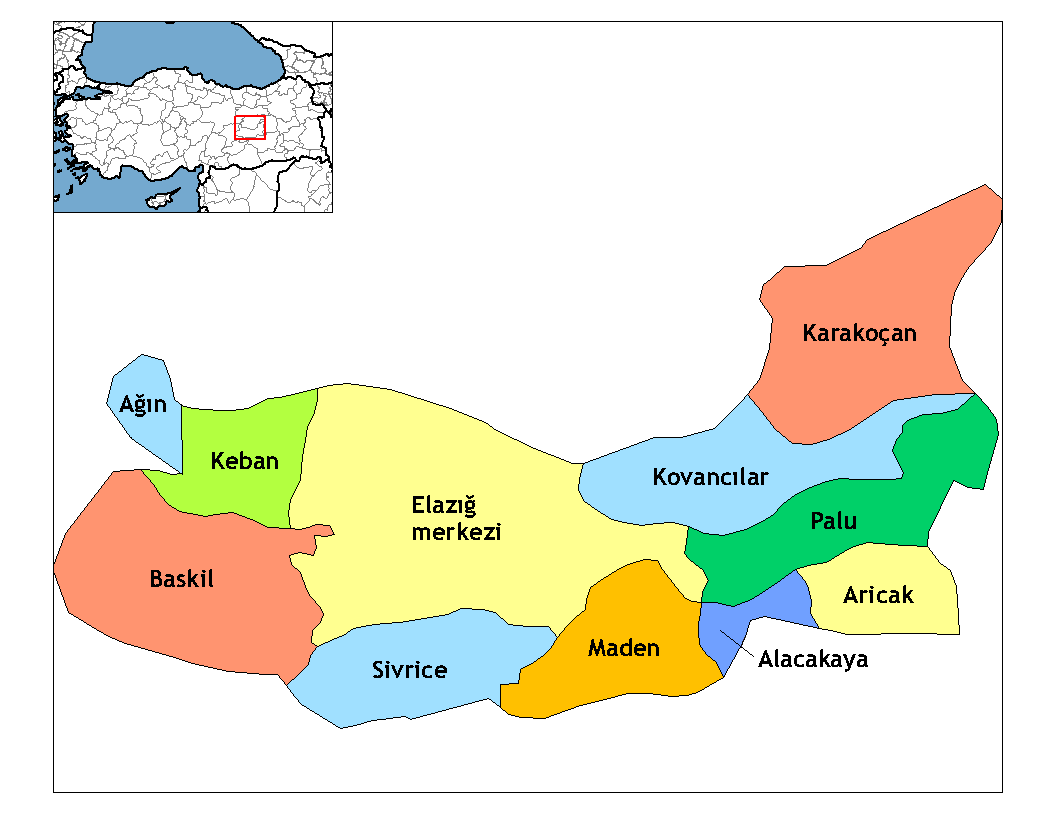
أقضية الأزيغ

- السكان: 558,556
  - الأزيغي : 400,640
  - كوفانجيلار : 39,488
  - قره كوجان : 29,022
  - بالو : 20,509
  - باسكال : 14,490
  - أريجك : 15,395
  - مدين : 13,197
  - الصرف الصحي : 8,856
  - ألاجكايا : 7,517
  - المقصورة : 6,641
  - حريق : 2,801

#### ولاية البنغال

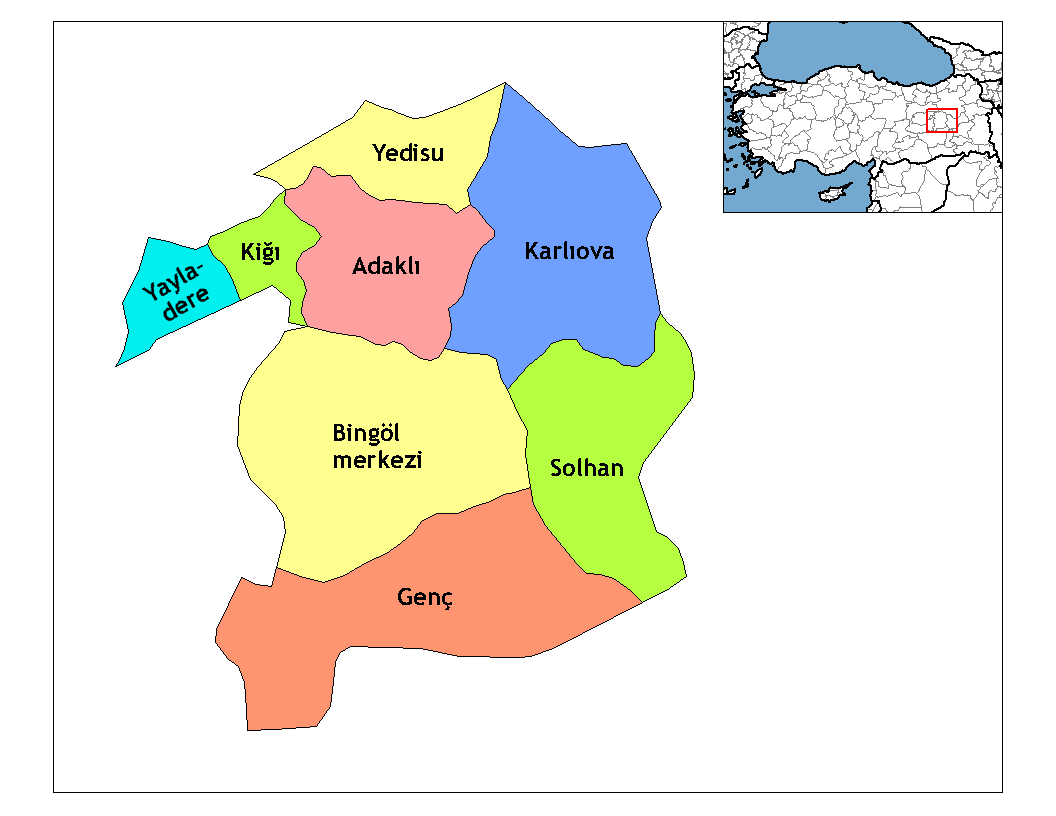
أقضية البنغال

- السكان: 262,263
  - البنغال : 140,753
  - جانش : 35,208
  - الصلحان : 33,496
  - كارلوفا : 32426
  - العدكلي : 9,684
  - كيغي : 5,803
  - يدسو : 2,835
  - الأطفال : 2,058

#### ولاية طنجالة

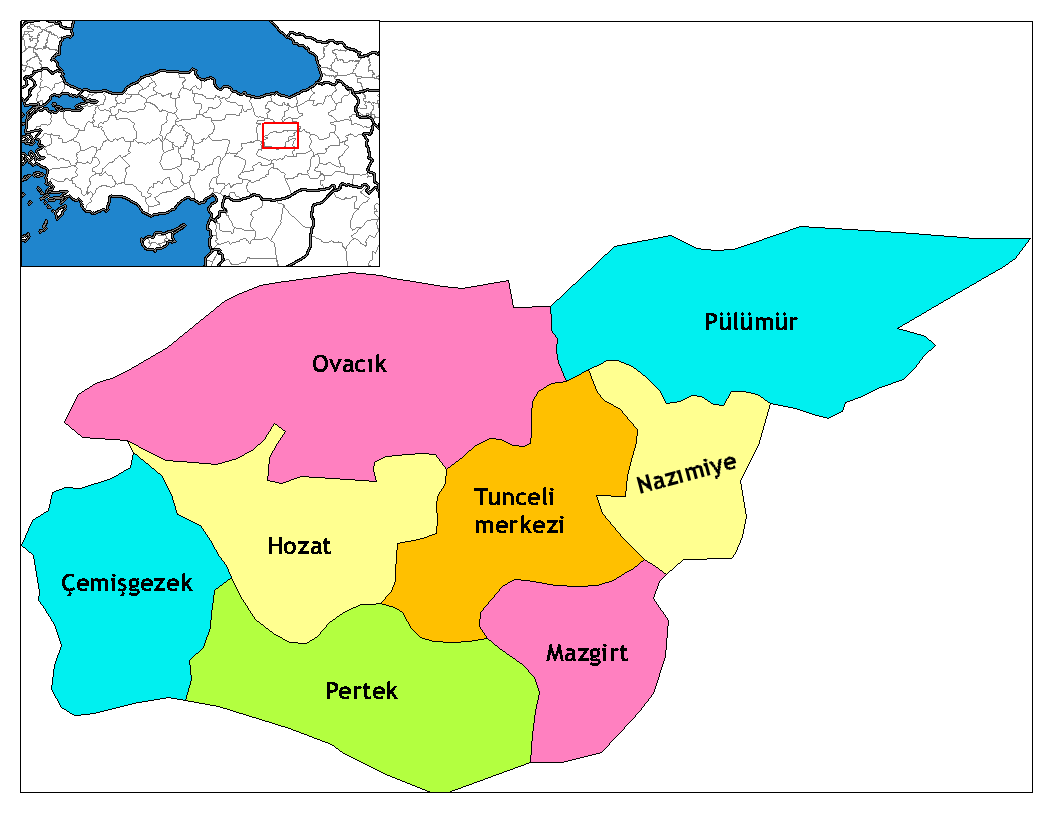
أقضية تونجيلي

- السكان: 85,062
  - طنجالة: 37,123
  - الرقم : 11,839
  - مزجرد : 8,284
  - شيمشجازيك : 7,566
  - الخوزات : 8,209
  - أوفاجاك : 5,934
  - المشرفون : 3,162
  - بولومور : 2,945

### منطقة وان الفرعية

#### ولاية وان

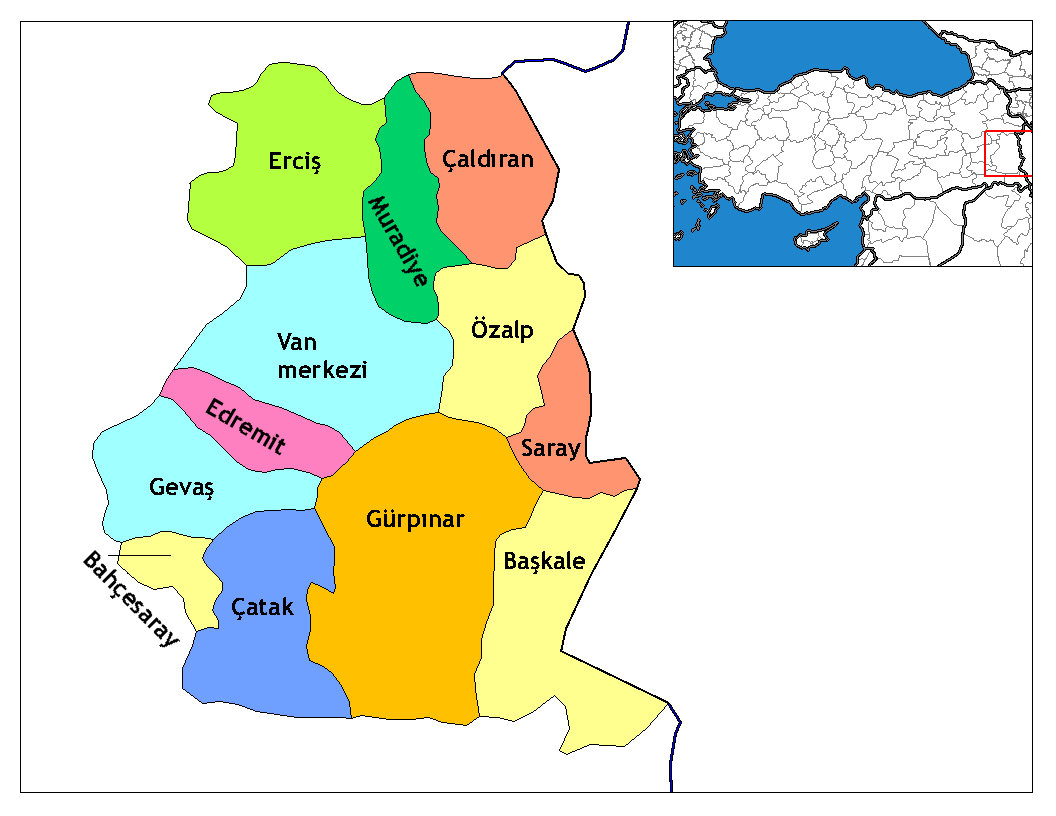
أقضية فان

- السكان: 1,022,532
  - فان : 445,915
  - الأرجيش : 159,450
  - أوزالب : 75,324
  - جالديران : 67,367
  - البسقيلة : 64,216
  - الأهداف : 51,460
  - جوربينار : 39,645
  - جواش : 29,211
  - الدخل : 24,677
  - شاتاك : 24,398
  - الفنادق : 23,378
  - جاردن إن : 17,491

#### ولاية موش

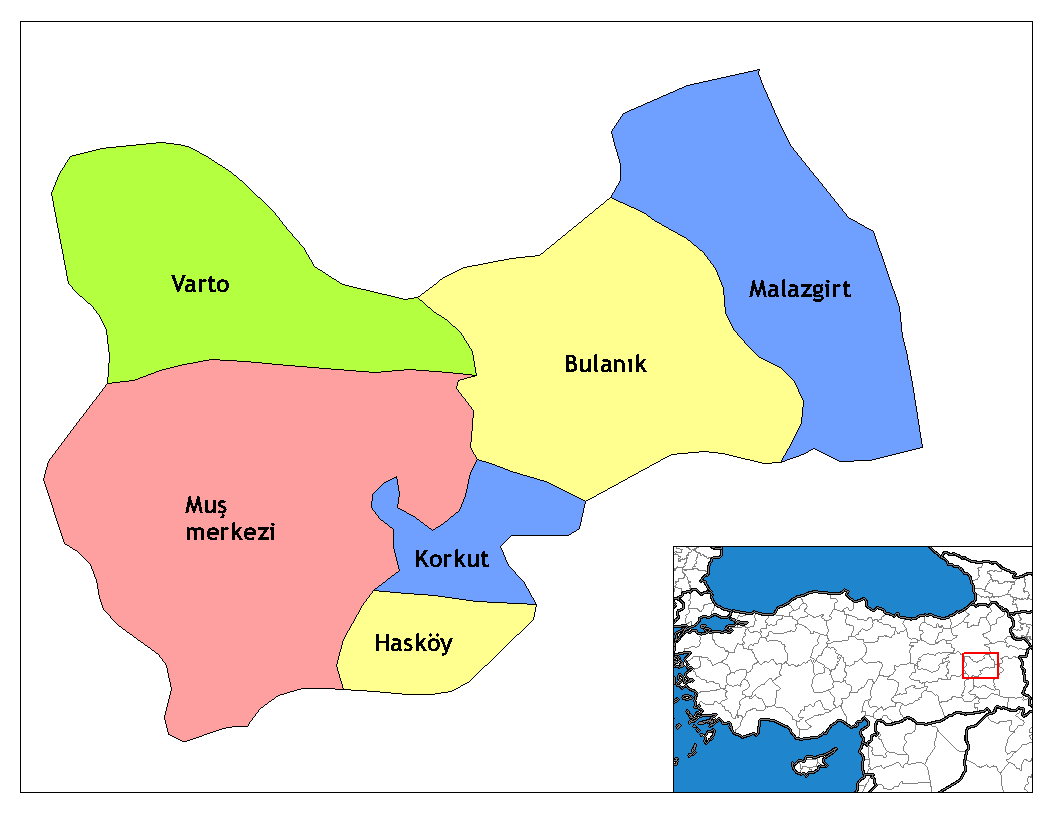
أقضية موش

- عدد السكان: 414,706
  - موش : 180,767
  - بولانك : 84,713
  - البطالة : 60,010
  - وارتو : 33,763
  - هاسكوي : 28322
  - كوركوت : 27,131

#### ولاية باتليس

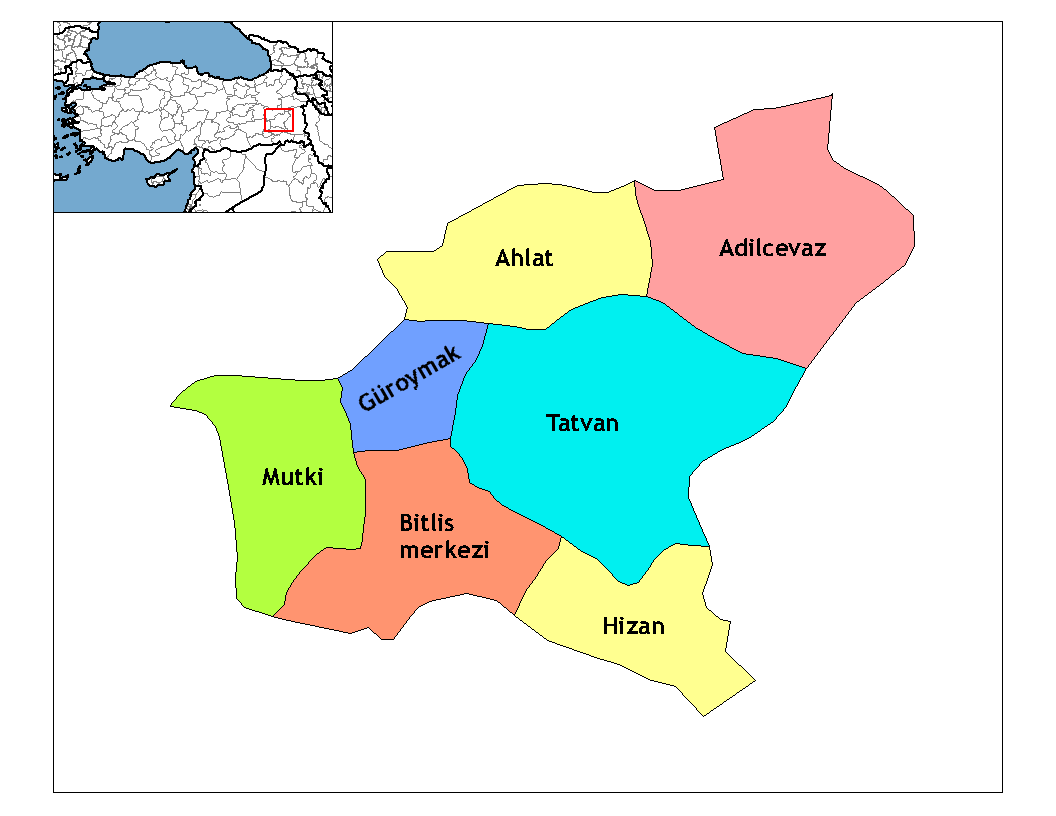
أقضية باتليس

- السكان: 336,624
  - تطوان : 83,790
  - باتليس : 65.670
  - جورفيماك : 45,038
  - خيزان : 39.563
  - متقي : 34,240
  - عادل جواز : 31,746
  - مختلط : 36,577

#### ولاية هكاري

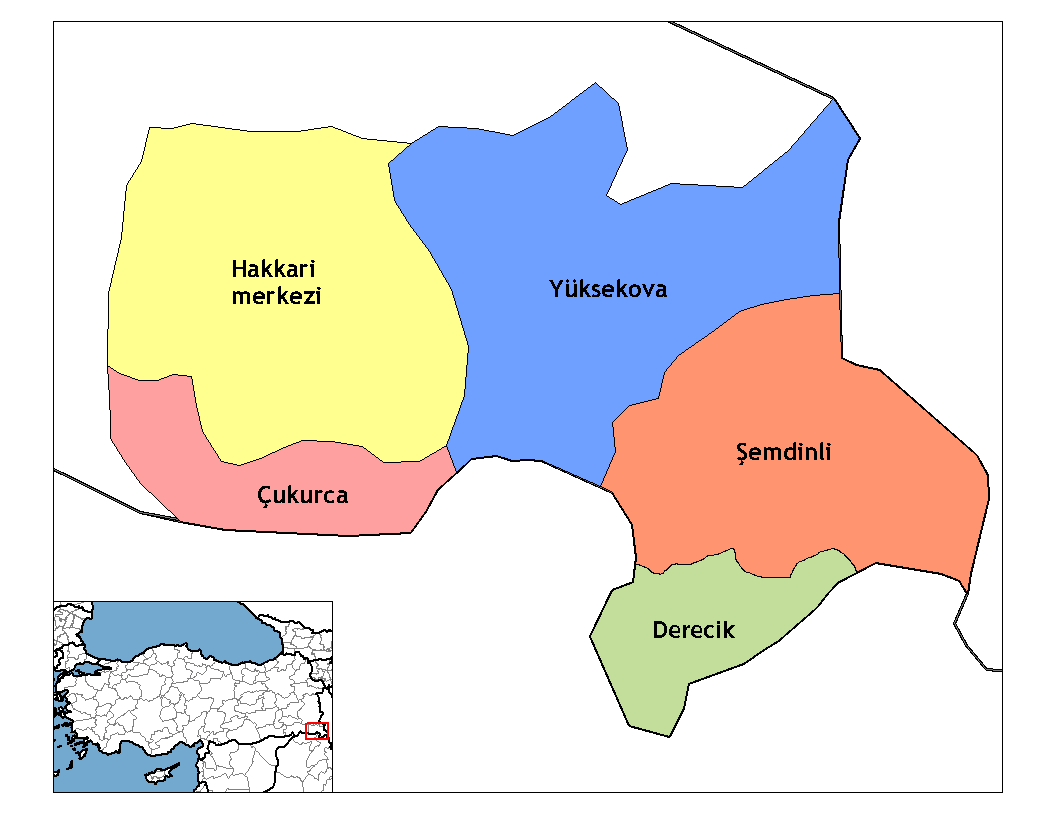
أقضية هيكاري

- السكان: 272,165
  - 113,871
  - هيكاري : 82,423
  - شامدينلي : 61,402
  - شوكورجا : 14,469

## جنوب شرق الأناضول

### منطقة غازي عينتاب

#### ولاية غازي عنتاب

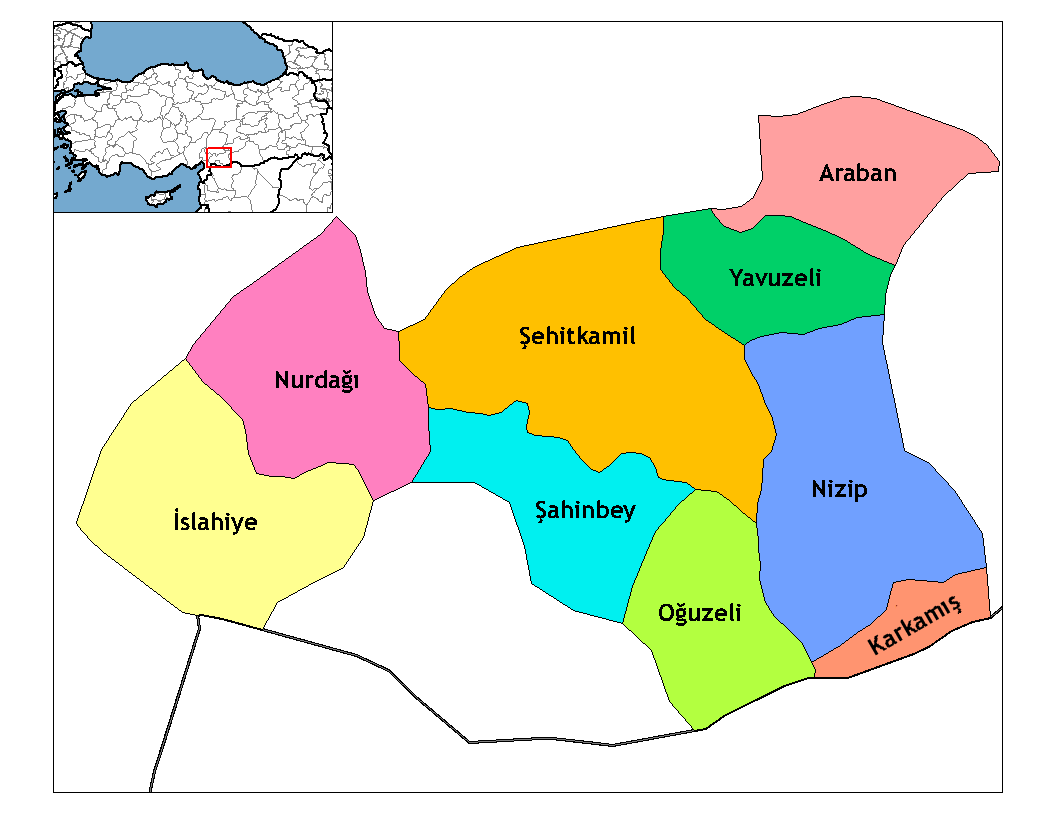
أقضية غازي عينتاب

- السكان: 1,753,596
  - غازي عينتاب : 1,585,809
    - خليج شاهين : 769,495
    - شهيد كامل : 652,734
    - نيزيب : 134,434
    - الأغوزلي : 29,146

  - التصحيحات : 65,762
  - نورداغي : 37,503
  - العربان : 32,136
  - أوسلي : 21,497
  - كرقاميش : 10,889

#### ولاية آديامان

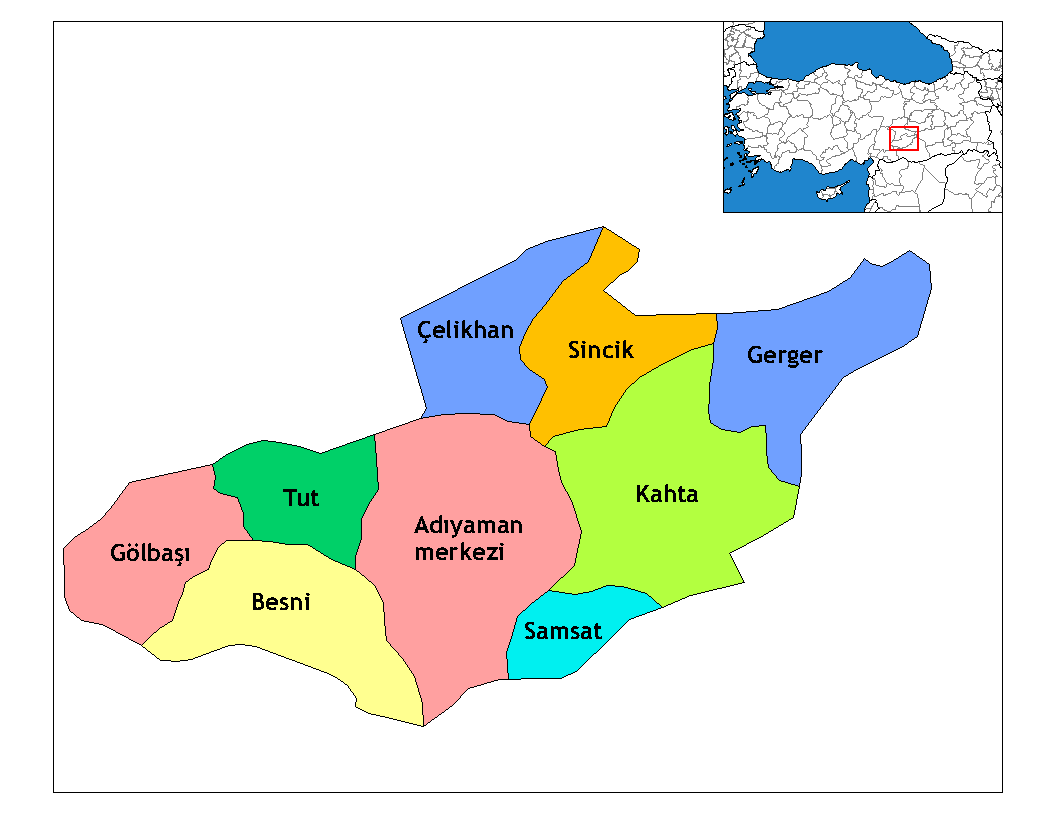
أقضية أديامان

- السكان: 593,931
  - أديامان : 270,117
  - المبلغ : 117,378
  - باسني : 79,443
  - كلباشي : 47,560
  - قرقر : 23,826
  - سنجق : 19,789
  - تشيلي خان : 15,205
  - توت : 19,789
  - سامسات : 9,519

#### ولاية كاليه

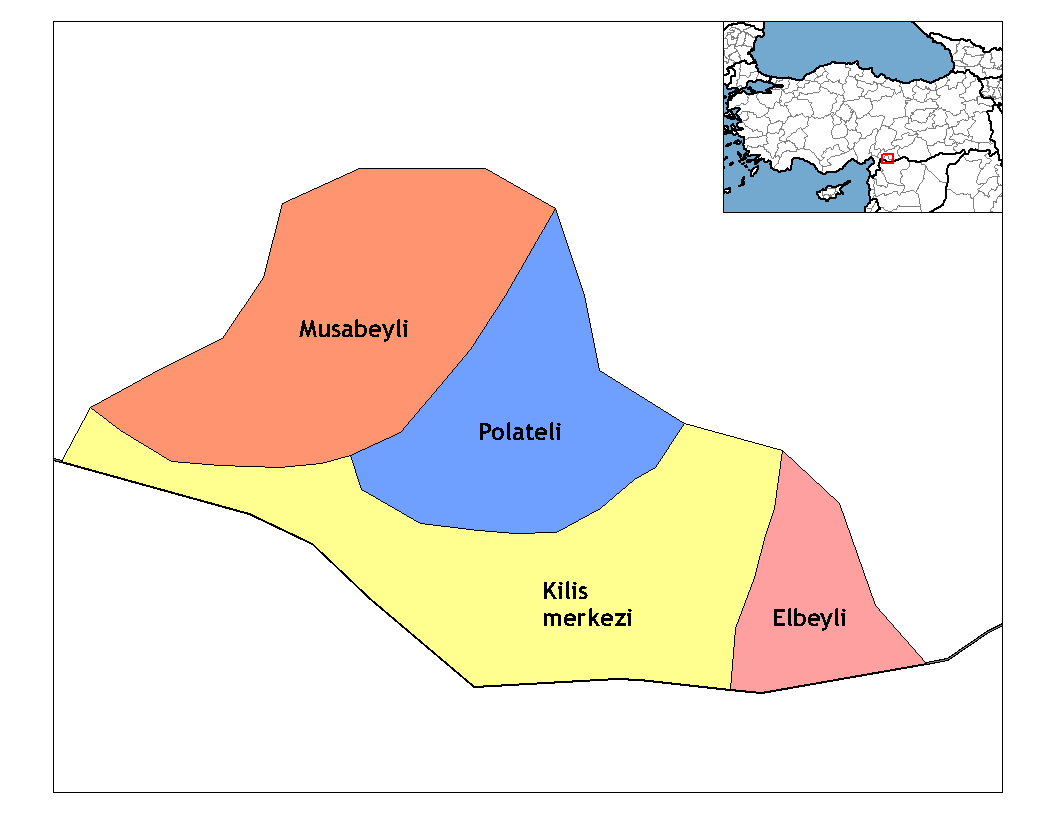
أقضية كاليه

- السكان: 124,452
  - كاليه : 98.383
  - موسى بيلي : 14,196
  - البيلي : 6,391
  - البقلاتيلي : 5,482

### منطقة شانلي أورفا الفرعية

#### ولاية شانلي أورفا

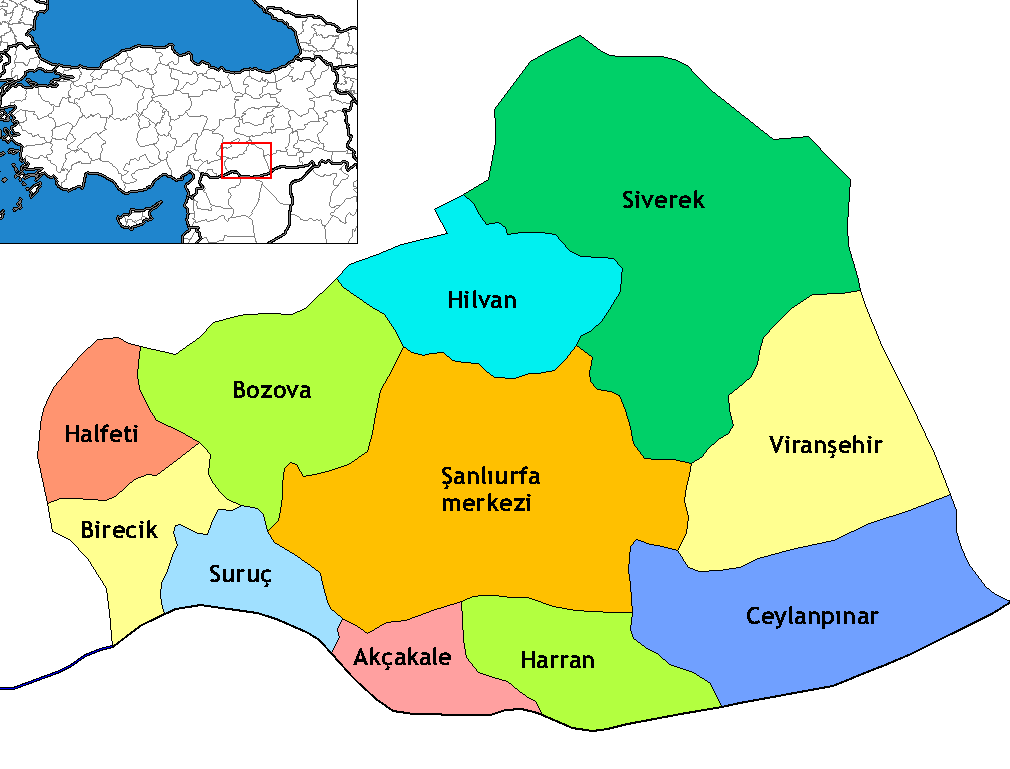
أقضية شانلي أورفا

- السكان: 1,716,254
  - شانلي أورفا : 763.090
  - سيفراك : 221,875
  - المدينة المهجورة : 168,917
  - سوروش : 100,912
  - بيرة جاك : 90,547
  - أكشاكالي : 87,793
  - رأس العين : 76,084
  - حران : 68,492
  - بوزوفا : 57.750
  - حلوان : 40,901
  - خلفاتي : 39,893

#### ولاية ديار بكر

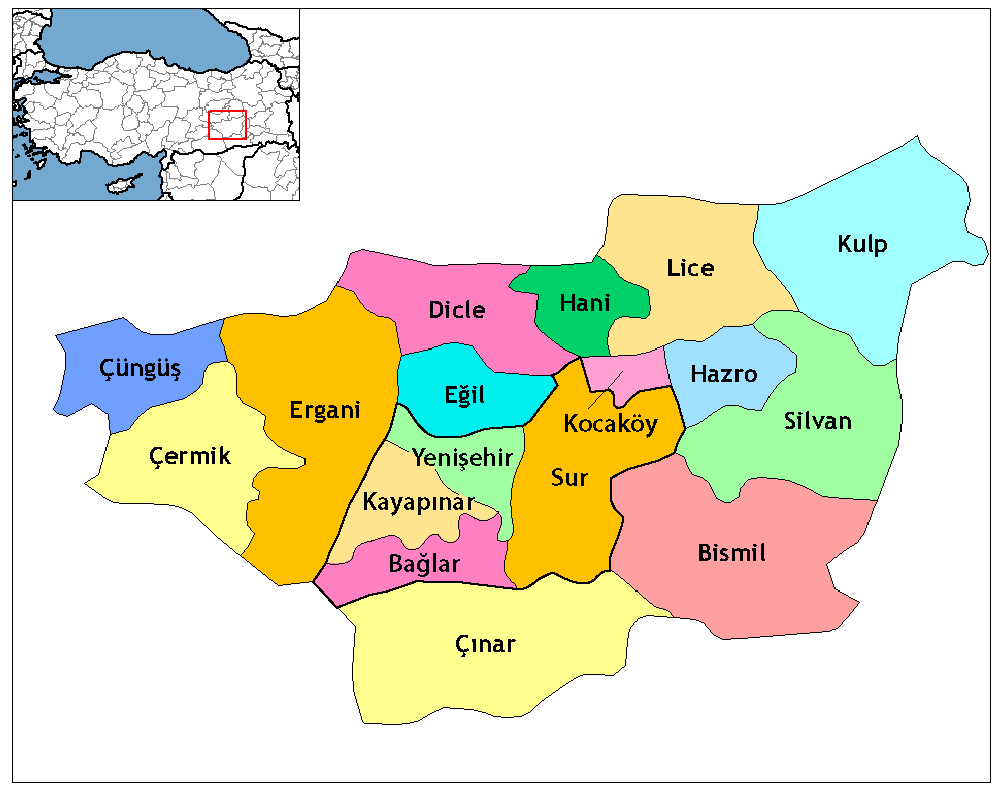
أقضية ديار بكر

- السكان: 1,570,943
  - ديار بكر : 931,163
    - بغلار : 351.410
    - كايابنار : 246,266
    - يني شهر : 202,703
    - الخنازير : 130,784

  - التنظيم : 116,624
  - بسمال : 110,344
  - سيلفان : 85,561
  - الحور : 66,178
  - الجلود : 50,450
  - دجلة (تركيا) : 23,171
  - قلاب : 37,615
  - الضرر : 32,666
  - لجاه : 29,098
  - التالي : 23,171
  - الحضور : 16,893
  - التخفيضات : 16,225
  - تشونغوش : 13814

### منطقة ماردين الفرعية

#### ولاية ماردين

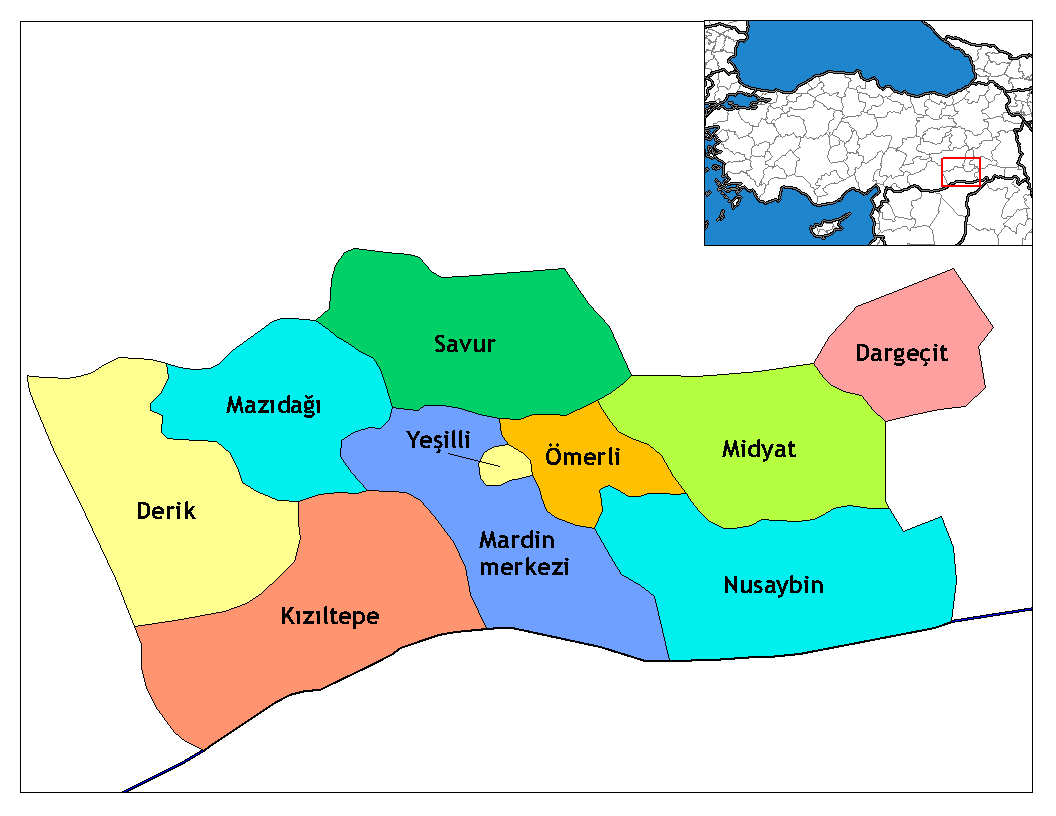
أقضية ماردين

- السكان: 764,033
  - كازالتبيه : 220,891
  - ماردين : 138,850
  - نصيبين : 113,718
  - المدة : 107,986
  - متأخر : 58,658
  - إضافي : 32,938
  - صور، ماردين : 31.474
  - درغشيت : 27,573
  - يشيلي : 17,140
  - عمرلي : 14805

#### ولاية باتمان

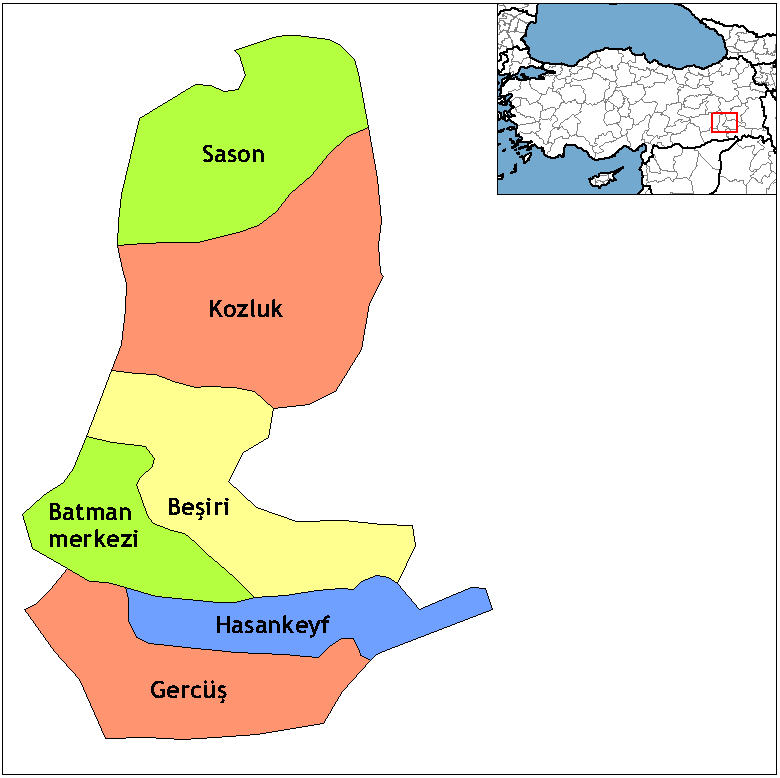
أقضية باتمان

- السكان: 524,499
  - باتمان : 370,705
  - كوزلوك : 61,587
  - ساسون : 32,457
  - بوشيري : 30,342
  - قرجوش : 22.771
  - أجزاء كيفا : 6,637

#### ولاية شرناق

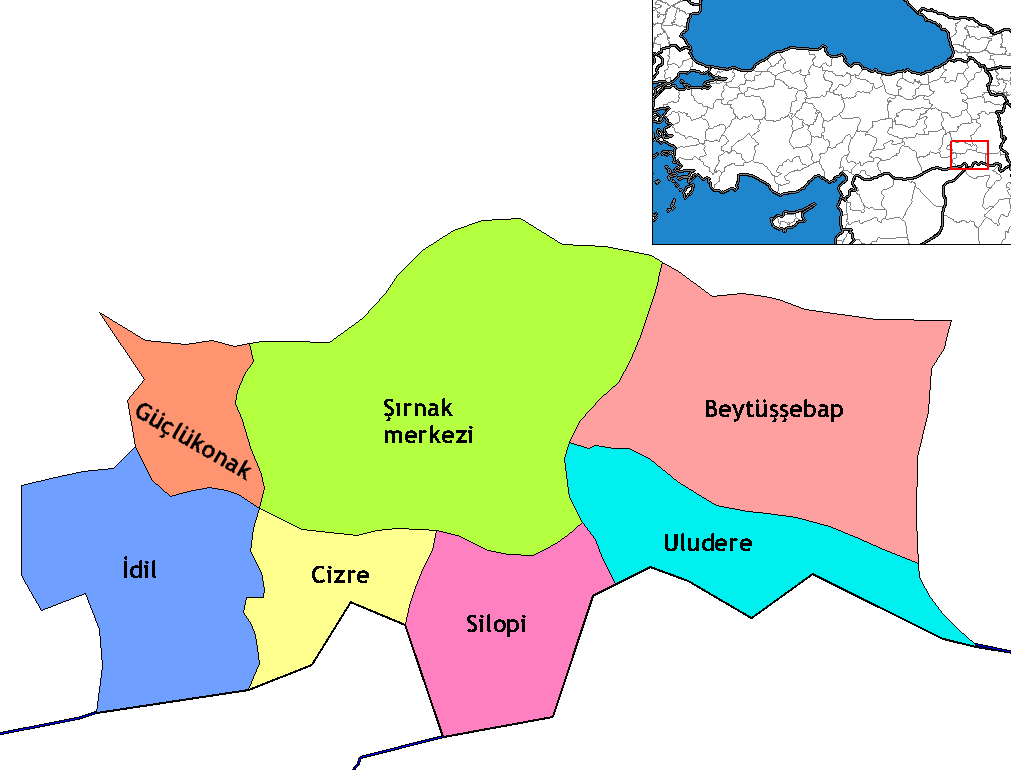
أقضية شرناق

- السكان: 457,997
  - جزيرة ابن عمر : 122,967
  - سالوبي : 112,582
  - شرناق : 85,369
  - عديل : 70,187
  - أولودري : 37,022
  - بيت شباب : 17,836
  - جوتشلوكوناك : 12,034

#### ولاية سعرد

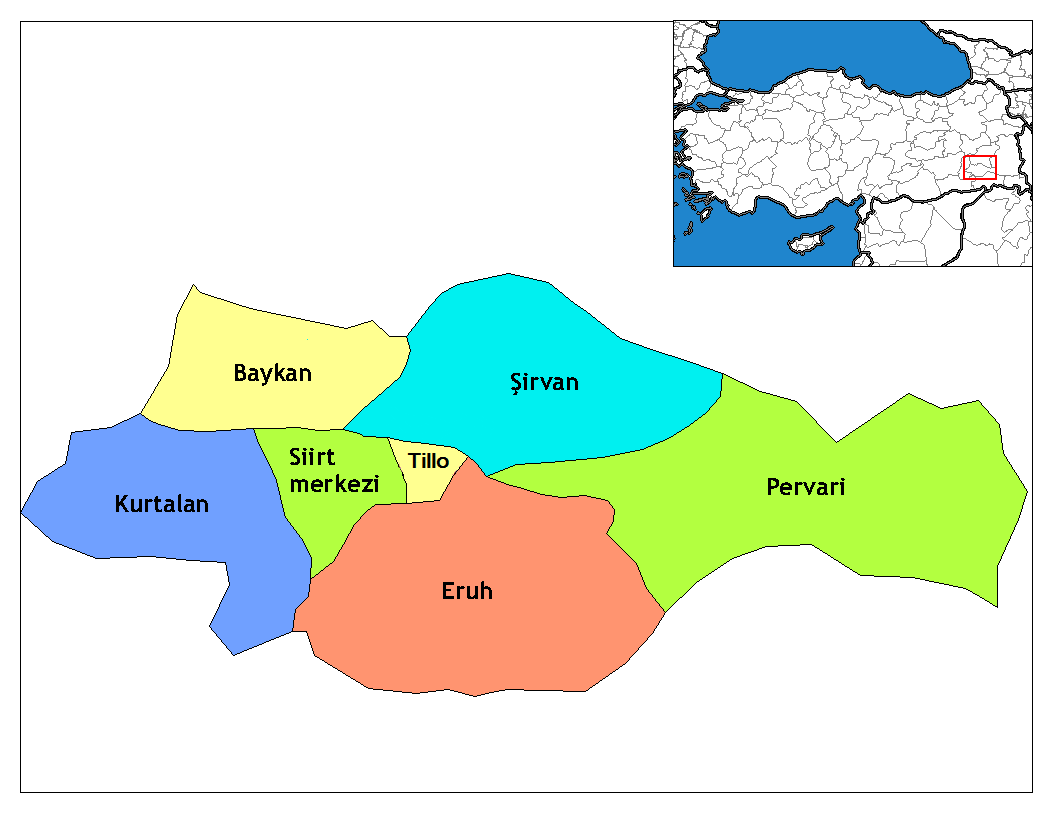
أقضية ولاية سعرد

- السكان: 310,468
  - سيرت : 144,947
  - كورتالان : 56,896
  - العائلة : 33,749
  - بيخان : 27,925
  - شيروان، تركيا : 23,736
  - اروه : 19,424
  - تلو : 3,791